# Hansa Rostock
Der Fußballclub Hansa Rostock e. V., kurz F. C. Hansa Rostock und allgemein bekannt als Hansa Rostock, ist ein deutscher Fußballverein aus Rostock. Mit 29.182 Mitgliedern (Stand: 4. März 2025) ist er der mitgliederstärkste Sportverein aus Mecklenburg-Vorpommern. Gegründet wurde der F. C. Hansa als Fußballclub am 28. Dezember 1965 mit der Ausgliederung der Fußballabteilung aus dem am 11. November 1954 gegründeten SC Empor Rostock.
Seine größten Erfolge verbuchte der F. C. Hansa 1990/91 mit dem Gewinn der unter der Bezeichnung NOFV-Oberliga letztmals ausgespielten Meisterschaft sowie des 1991 unter der Bezeichnung NOFV-Pokal letztmals ausgetragenen Pokal-Endspiels (jeweils der ehemaligen entsprechenden DDR-Wettbewerbe). Nachfolgend entwickelte sich Hansa mit derzeit zwölf Bundesligateilnahmen zum erfolgreichsten Verein aus dem Nordosten im wiedervereinigten Deutschland. Nach den Abstiegen in den Jahren 2010 und 2012 aus der 2. Bundesliga in die 3. Liga gelang in der Saison 2020/21 der Wiederaufstieg in die 2. Bundesliga. In der Saison 2023/24 erfolgte nach drei Jahren der erneute Abstieg in die Drittklassigkeit.

## Vereinsgeschichte

### Die Anfänge als Empor Rostock

#### 1954 – Gründung von Empor Rostock

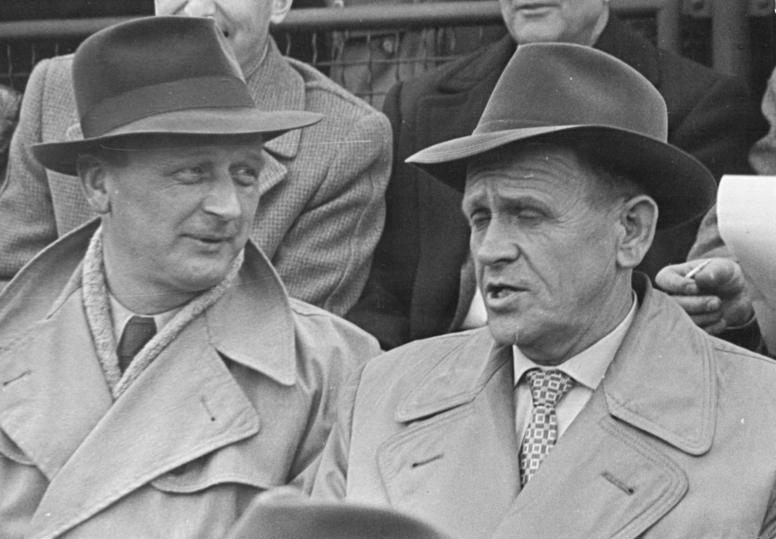
Oswald Pfau 1956 im Gespräch mit Sepp Herberger (r.).

Im November 1954 wurde der „Feldwebel“ Pfau (l.) erster Trainer vom SC Empor Rostock.
Im Jahre 1954 wurden im Rahmen der Leistungssportförderung in den meisten Bezirken der DDR so genannte Sportclubs gegründet, die anders als die breitensportorientierten Betriebssportgemeinschaften zu leistungssportlichen Zentren ihrer jeweiligen Region und ihrer zentralen Sportvereinigung werden sollten. In Rostock, der größten DDR-Stadt nördlich Berlins, wurde am 11. November 1954 der anfangs noch als „SK Empor Rostock“ bezeichnete SC Empor Rostock mit Sektionen für sieben Sportarten gegründet. Mit dem Fischkombinat Rostock als Trägerbetrieb war er das designierte Leistungszentrum der Sportvereinigung Empor, welche die Sportgemeinschaften mit Trägerbetrieben aus dem Bereich Handel und Versorgungswirtschaft umfasste. Das am 27. Juni 1954 eröffnete Ostseestadion war weitgehend fertiggestellt, im Gegensatz zum Feldhandball konnte jedoch keine höherklassige Fußballmannschaft aus den Sportgemeinschaften der Umgebung zusammengestellt werden.
Auch weil der Norden der DDR seit dem Abstieg Motor Wismars nach der Saison 1951/52 in der DDR-Oberliga nicht mehr vertreten war und in der bereits begonnenen Saison 1954/55 überwiegend sächsische Mannschaften um die Meisterschaft spielten, beschloss die DDR-Sportführung, die Mannschaft der sächsischen BSG Empor Lauter noch während der Saison nach Rostock zu delegieren. Bereits 1953 war Vorwärts Leipzig in einem ähnlichen Vorhaben nach Berlin delegiert worden. Während die Fachzeitschrift Neue Fußballwoche den Umzug Empor Lauters nach Rostock in einer Sonderausgabe 1991 mit dem späteren Gewerkschaftsbund-Vorsitzenden Harry Tisch in Verbindung brachte, gilt als eigentlicher Initiator des Umzugs Karl Mewis, der zu diesem Zeitpunkt erster Sekretär der SED-Bezirksleitung Rostock war.
Empor Lauter gehörte wie Empor Rostock der Sportvereinigung Empor an und war zum Zeitpunkt des Umzugs mit 10:6 Punkten aktueller Tabellenführer der Oberliga. In Lauter verfügte die Mannschaft jedoch über keine auf Dauer wettbewerbsfähige Infrastruktur und konkurrierte mit weiteren Erstligisten in näherer Umgebung. Das Punktspiel des neunten Spieltages gegen Motor Zwickau wurde abgesetzt, um den Umzug der Mannschaft nach Rostock zu ermöglichen. Einige Lauterer Spieler wechselten jedoch zu Motor Zwickau, in niederklassige Ligen oder beendeten ihre Karrieren, wobei drei Spieler erst unter dem Eindruck wütender Proteste seitens der Lauterer Einwohnerschaft auf den bereits zugesagten Ortswechsel verzichteten, so dass lediglich zwölf Spieler mit Trainer Oswald Pfau nach Rostock wechselten. Während die Rostocker Spieler in der Folgezeit bei Auswärtsspielen insbesondere gegen sächsische Mannschaften mitunter als „Verräter“ beschimpft wurden, führte der Umzug in Lauter zu lang anhaltenden Ressentiments, die sich zunächst in der Ausgrenzung von Angehörigen der delegierten Spieler äußerten.
Empor Rostock gehörte zwar zu den als Sportclub besonders geförderten Sportgemeinschaften; mit den Sportvereinigungen Motor, Turbine oder Dynamo konnte die vergleichsweise kleine Sportvereinigung Empor jedoch nicht konkurrieren. So wurde in den Anfangsjahren des Clubs der Fußballkader hauptsächlich mit jungen Talenten aus dem Norden der DDR aufgefüllt: Neben dem direkten Rostocker Umfeld waren insbesondere die TSG Wismar und Einheit Greifswald bis in die 1970er Jahre Delegierungsschwerpunkte. Nur wenige etablierte Oberligaspieler wurden in dieser Zeit an die Ostseeküste delegiert.

#### 1954 bis 1965 – Der „ewige Zweite“
| Saison   | Liga | Platz | Tore  | Punkte |
| -------- | ---- | ----- | ----- | ------ |
| 1954/551 | I    | 09.   | 29:33 | 26:26  |
| 19552    | I    | 02.   | 25:13 | 19:07  |
| 1956     | I    | 14.   | 31:49 | 18:34  |
| 1957     | II   | 02.   | 54:17 | 39:13  |
| 1958     | I    | 07.   | 33:31 | 26:26  |
| 1959     | I    | 04.   | 36:26 | 29:23  |
| 1960     | I    | 06.   | 46:36 | 29:23  |
| 1961/62  | I    | 02.   | 70:43 | 47:31  |
| 1962/63  | I    | 02.   | 42:24 | 33:19  |
| 1963/64  | I    | 02.   | 40:23 | 33:19  |
| 1964/65  | I    | 05.   | 37:33 | 28:24  |

| Spielername          | Pflichtspiele | Tore |
| -------------------- | ------------- | ---- |
| Günter Bartnicki     | 04            | 0    |
| Arthur Bialas        | 22            | 03   |
| Franz Bialas         | 12            | 05   |
| Herbert Holtfreter   | 21            | 11   |
| Rudi Leber           | 22            | 0    |
| Rolf Leeb            | 11            | 03   |
| Heinz Minuth         | 20            | 0    |
| Siegfried Müller     | 10            | 0    |
| Karl Pöschel         | 16            | 02   |
| Hermann Roth         | 01            | 0    |
| Gerhard Schaller     | 22            | 0    |
| Rudolf Schneider     | 21            | 0    |
| Karl-Heinz Singer    | 22            | 0    |
| Hans Speth           | 03            | 0    |
| Roland Weißflog      | 0             | 0    |
| Kurt Zapf            | 22            | 0    |
| Horst Zedel          | 14            | 02   |
| Herbert Zwahr        | 17            | 03   |
| Trainer: Oswald Pfau |               |      |

Am elften Spieltag, der am 14. November 1954 ausgetragen wurde, absolvierte die Oberliga-Mannschaft Rostocks ihr erstes Punktspiel vor 17.000 Zuschauern im noch nicht komplett fertiggestellten Ostseestadion gegen Chemie Karl-Marx-Stadt (0:0). Bis zum Saisonende rutschte die kurzfristig mit weiteren Spielern der Region verstärkte Mannschaft auf den neunten Rang der DDR-Oberliga ab, erreichte aber das Finale des FDGB-Pokals. Gegen Wismut Karl-Marx-Stadt unterlag die Rostocker Mannschaft im Leipziger Bruno-Plache-Stadion mit 2:3 nach Verlängerung.
Nachdem Empor Rostock in der Übergangsrunde 1955 noch den zweiten Platz belegt und mit Gerhard Schaller erstmals einen Spieler zur Nationalmannschaft der DDR geschickt hatte, stieg die Mannschaft in der Saison 1956 als Tabellenletzter in die zweitklassige Liga ab. Dabei hatte Rostock zunächst unter Willi Möhring, dann unter Erich Dietel nur zwei Hinrunden-Siege erzielt und zuletzt unter Lothar Wiesner, dem Kurt Zapf als Spielertrainer zur Seite stand, gegen den Abstieg gespielt. Unter Heinz Krügel erreichte Rostock jedoch 1957 den sofortigen Wiederaufstieg und zusätzlich den zweiten Einzug ins FDGB-Pokalfinale, das gegen Lok Leipzig (1:2) trotz zwischenzeitlicher Führung erneut in der Verlängerung verloren ging.
In der Folgezeit etablierte sich Empor Rostock in der Oberliga und erreichte unter Trainer Walter Fritzsch 1960 abermals das FDGB-Pokalfinale, verlor jedoch gegen Motor Jena (2:3) zum nunmehr dritten Mal in der Verlängerung, obwohl Rostock noch in der 63. Minute mit 2:0 in Führung gegangen war. 1961/62 wurde die Rostocker Mannschaft Vize-Meister der Oberliga, nachdem sie am 33. Spieltag als Tabellenführer den punktgleichen Zweiten Vorwärts Berlin empfangen hatte und mit 1:3 vor 30.000 Zuschauern im Ostseestadion unterlag. Es gelang nicht, den Rückstand in den folgenden Spielen aufzuholen. Dennoch wurde die Mannschaft in einer Umfrage der Zeitung Junge Welt zur Mannschaft des Jahres 1961 gewählt, während Rostocks Arthur Bialas mit 23 Toren Torschützenkönig der Oberliga wurde.
In der Saison 1962/63 wurde Empor Rostock mit sechs Punkten Rückstand auf Motor Jena und 1963/64 mit zwei Punkten Rückstand auf die BSG Chemie Leipzig erneut Vize-Meister, woraufhin der Mannschaft fortan der Ruf des „ewigen Zweiten“ anhaftete. 1964/65 nahmen mit Wolfgang Barthels, Jürgen Heinsch, Herbert Pankau und Klaus-Dieter Seehaus vier Rostocker Spieler an den Olympischen Sommerspielen 1964 teil und erreichten mit der zum vorerst letzten Mal gesamtdeutschen Mannschaft die Bronze-Medaille, mit Empor Rostock aber nur den fünften Rang in der Oberliga. Trainer Fritzsch hatte zum April 1965 sein Amt niedergelegt, ihm folgte Kurt Zapf als Interims- und ab Juli 1965 Gerhard Gläser als Cheftrainer.

### Der F. C. Hansa Rostock

#### 1965 bis 1973 – Die Anfangsjahre
| Saison  | Liga | Platz | Tore  | Punkte | ∅ Zuschauer |
| ------- | ---- | ----- | ----- | ------ | ----------- |
| 1965/66 | I    | 04.   | 41:34 | 28:24  | 08.615      |
| 1966/67 | I    | 10.   | 27:27 | 26:26  | 09.538      |
| 1967/68 | I    | 02.   | 37:27 | 34:18  | 15.808      |
| 1968/69 | I    | 04.   | 42:33 | 29:23  | 13.269      |
| 1969/70 | I    | 12.   | 22:33 | 21:31  | 11.269      |
| 1970/71 | I    | 08.   | 31:25 | 25:27  | 13.923      |
| 1971/72 | I    | 09.   | 27:24 | 24:28  | 10.192      |
| 1972/73 | I    | 10.   | 36:44 | 20:32  | 08.423      |

Am 28. Dezember 1965 um 18:32 Uhr wurde mit der Unterzeichnung der Gründungsurkunde die Rostocker Fußballabteilung aus dem Gesamtverein Empor gelöst und der F. C. Hansa Rostock als reiner Fußballclub gegründet. Diese von der Sportführung der DDR veranlasste Ausgliederung war Teil der Bestrebungen des Verbandes, Leistungszentren speziell für den Fußball zu etablieren, der damit eine Sonderstellung im Leistungssportsystem der DDR einnehmen sollte. Bereits am 22. Dezember 1965 war der 1. FC Magdeburg als erster Fußballclub gegründet worden; die Gründungen der Fußballclubs aus Berlin, Chemnitz, Erfurt, Halle und Leipzig folgten im Januar 1966. Trägerbetrieb des F. C. Hansa wurde das Kombinat Seeverkehr und Hafenwirtschaft, so dass die Rostocker Staatsamateure unter anderem als Buchhalter im Überseehafen Rostock angestellt wurden. Erster Vorsitzender des F. C. Hansa wurde Heinz Neukirchen.
In der Rückrunde der Saison 1965/66 absolvierte die Mannschaft ihre ersten Spiele als F. C. Hansa Rostock und belegte schließlich den vierten Platz der Abschlusstabelle. 1966/67 belegte die Mannschaft lediglich den zehnten Rang, obwohl in derselben Saison der nunmehr vierte Einzug ins FDGB-Pokalfinale gelang, das mit 0:3 gegen Motor Zwickau erstmals schon in der regulären Spielzeit verloren ging.

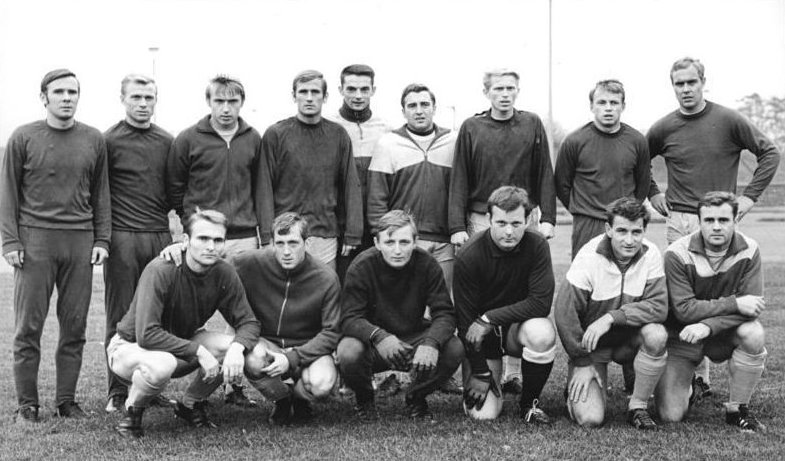
Mannschaftsfoto des F. C. Hansa 1969/70

Zu Beginn der Saison 1967/68 ließ die DDR-Sportführung die ASG Vorwärts Rostock nach Stralsund delegieren, auch weil diese, zu diesem Zeitpunkt in der zweitklassigen Liga spielend, als Konkurrenz für den F. C. Hansa angesehen wurde. Am Saisonende wurde Rostocks Gerd Kostmann mit 15 erzielten Toren Torschützenkönig und Hansa mit fünf Punkten Rückstand auf Carl Zeiss Jena zum nunmehr vierten Mal Vize-Meister der Oberliga, wodurch erstmals der Messepokal als Vorläufer des heutigen UEFA-Pokals erreicht wurde. Dort setzte sich Rostock in der ersten Runde gegen den OGC Nizza durch und schied in der zweiten Runde aufgrund der Auswärtstorregel gegen den AC Florenz aus. Der vierte Platz 1968/69 bedeutete für Hansa die erneute Qualifikationen zum Messepokal und für Kostmann mit 18 erzielten Toren den erneuten Gewinn der Torjägerkrone, Trainer Gläser allerdings war im Mai 1969 wegen ausbleibender Titelgewinne zunächst durch seinen Vorgänger Wiesner ersetzt worden, dem ab Juli 1969 Horst Saß im Amt nachfolgte.
Saß, mit der Integration von jungen Spielern wie Joachim Streich und Gerd Kische um die Verjüngung der Mannschaft bemüht, belegte mit Hansa 1969/70 nur zwei Punkte vom ersten Abstiegsplatz entfernt den zwölften Rang der Oberliga. Im Messepokal konnte zwar nach Panionios Athen in der ersten Runde im Hinspiel der zweiten Runde Inter Mailand mit 2:1 bezwungen werden, nach einer 3:0-Niederlage im Rückspiel schied Rostock jedoch erneut aus dem Wettbewerb aus. Nach drei weiteren Saisons mit Abschlussplatzierungen in der unteren Tabellenhälfte von 1970/71 bis 1972/73 verließ Saß den F. C. Hansa. Bei den Olympischen Sommerspielen 1972 hatten Rostocks Joachim Streich und Dieter Schneider Bronze mit der Nationalmannschaft erreicht.

#### 1973 bis 1990 – Die Rostocker „Fahrstuhlmannschaft“
| Saison  | Liga | Platz | Tore  | Punkte | ∅ Zuschauer |
| ------- | ---- | ----- | ----- | ------ | ----------- |
| 1973/74 | I    | 07.   | 37:35 | 25:27  | 13.692      |
| 1974/75 | I    | 13.   | 29:35 | 20:32  | 13.462      |
| 1975/76 | II   | 01.   | 65:17 | 39:05  |             |
| 1976/77 | I    | 14.   | 23:41 | 20:32  | 20.838      |
| 1977/78 | II   | 01.   | 75:13 | 37:07  |             |
| 1978/79 | I    | 14.   | 30:46 | 15:37  | 14.077      |
| 1979/80 | II   | 01.   | 77:08 | 43:01  |             |
| 1980/81 | I    | 10.   | 35:47 | 20:32  | 22.385      |
| 1981/82 | I    | 08.   | 37:40 | 25:27  | 17.154      |
| 1982/83 | I    | 08.   | 38:40 | 28:24  | 16.615      |
| 1983/84 | I    | 09.   | 32:41 | 24:28  | 13.308      |
| 1984/85 | I    | 10.   | 37:51 | 21:31  | 10.869      |
| 1985/86 | I    | 13.   | 31:46 | 20:32  | 10.838      |
| 1986/87 | II   | 01.   | 89:25 | 58:10  | 02.535      |
| 1987/88 | I    | 09.   | 42:49 | 23:29  | 14.385      |
| 1988/89 | I    | 04.   | 34:31 | 29:23  | 20.307      |
| 1989/90 | I    | 06.   | 38:33 | 27:25  | 10.650      |

Unter Heinz Werner erreichte Rostock mit einem siebten Platz 1973/74 wieder die obere Tabellenhälfte, geriet in der Folgesaison 1974/75 jedoch in die Abstiegsränge. Bei der Heimniederlage gegen Carl Zeiss Jena am 8. März 1975 wurde Werner noch während des Spiels durch den Parteifunktionär Harry Tisch aus seinem Amt entlassen. Helmut Hergesell, zwei Jahre zuvor noch als Spieler für Hansa tätig, übernahm das Traineramt, konnte aber den zweiten Abstieg Rostocks in die zweitklassige DDR-Liga nicht verhindern. Während Joachim Streich daraufhin nach Magdeburg wechselte und dort zum Rekordspieler der DDR avancierte, verblieb Gerd Kische in Rostock. Beide waren bei der Weltmeisterschaft 1974 für die Nationalmannschaft der DDR angetreten, Kische auch beim Spiel gegen die bundesdeutsche Auswahl. Bei den Olympischen Spielen 1976 sollte Kische zudem das olympische Fußballturnier gewinnen.
Die Leistungsunterschiede zwischen der hauptsächlich aus Betriebssportgemeinschaften bestehenden DDR-Liga und der zum größten Teil aus Fußballclubs bestehenden Oberliga begünstigten den wiederholten Auf- und Abstieg des nunmehr zur Fahrstuhlmannschaft gewordenen Teams aus Rostock. So blieb Hansa in der DDR-Liga 1975/76 ohne Niederlage, belegte in der Oberligasaison 1976/77 aber mit einem Punkt Rückstand auf die Nicht-Abstiegsplätze den letzten Tabellenplatz. Der Wiederaufstieg 1977/78 gelang trotz zweier Niederlagen erneut als Tabellenführer, wobei mit einem 10:0 gegen die BSG Motor Wolgast der höchste Pflichtspielsieg der Vereinsgeschichte erspielt wurde. Die enttäuschenden Ergebnisse in der Oberliga-Saison 1978/79 hatten daraufhin die Ablösung des Trainers Hergesell durch seinen einstigen Mitspieler Jürgen Heinsch im Dezember 1978 zur Folge, was den Wiederabstieg zum Saisonende aber nicht mehr verhinderte. Als neuer Trainer folgte ab Juli 1979 Harry Nippert auf Heinsch, unter dem Hansa in der Ligasaison 1979/80 erneut ohne Niederlage und mit einem weiteren 10:0-Sieg, diesmal über die BSG Kernkraftwerk Greifswald, umgehend wieder aufstieg und sich in der folgenden Saison 1980/81 mit drei Punkten Vorsprung auf die Abstiegsränge schließlich in der Oberliga halten konnte.
Vier weitere Saisons blieb Hansa Rostock von 1981/82 bis 1984/85 unter dem erneut als Trainer fungierenden Jürgen Heinsch mit Abschlussplatzierungen in der unteren Tabellenhälfte in der Oberliga, bis 1985/86 der abermalige Abstieg in die Liga unter Trainer Claus Kreul folgte. Rostocks junger Nationalspieler Thomas Doll wechselte daraufhin zum DDR-Rekordmeister BFC Dynamo, während die älteren Axel Schulz und Rainer Jarohs in Rostock verblieben. Neben dem sofortigen Wiederaufstieg gelang in der Saison 1986/87 unter Trainer Werner Voigt auch der erneute Einzug ins FDGB-Pokalfinale, in dem Rostock mit einer 1:4-Niederlage gegen den 1. FC Lokomotive Leipzig zum nunmehr fünften Mal nur den zweiten Platz erreichte. Nachdem die Rostocker Mannschaft in der Saison 1987/88 mit zwei Punkten Abstand zu den Abstiegsplätzen noch um den Klassenerhalt gespielt hatte, qualifizierte sie sich durch den vierten Rang der Saison 1988/89 zum ersten Mal für den offiziellen UEFA-Pokal, in dem sie jedoch bereits in der ersten Runde gegen Baník Ostrava ausschied.

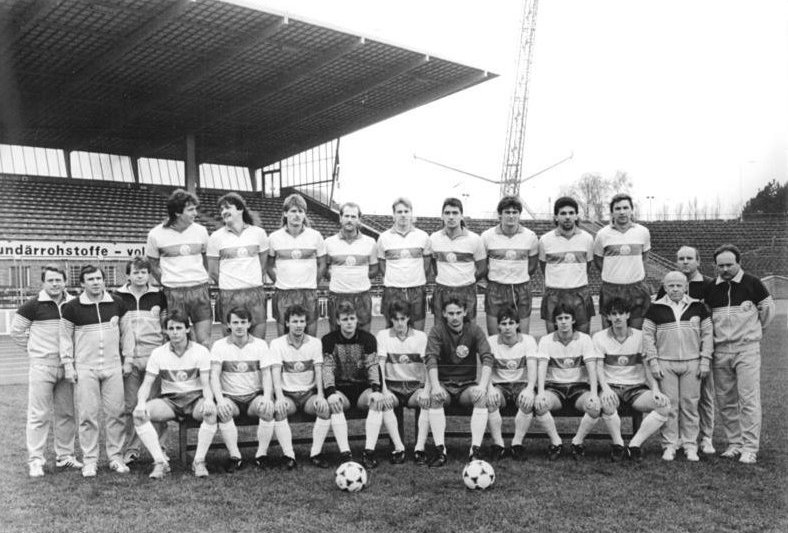
Mannschaftsfoto des F. C. Hansa 1989/90

Nachdem Rostocks Axel Kruse während eines Spiels in Kopenhagen im Juli 1989 nach West-Deutschland geflüchtet war, bewirkte die sich abzeichnende deutsche Wiedervereinigung während der Saison 1989/90, in der Hansa den sechsten Tabellenplatz belegte, eine weitgehende Liberalisierung des Sports. So wurden die bislang offiziell bei den Trägerbetrieben der Sportgemeinschaften beschäftigten Spieler mit Spielerverträgen an die Sportgemeinschaften gebunden und damit nicht mehr als Amateure deklariert, während ihnen gleichzeitig gestattet wurde, ihre sportlichen Arbeitgeber ohne Zustimmung der Sportführung zu wählen. Beim Übergang zu einem marktwirtschaftlich agierenden Fußballverein erhielt Rostock infolge eines im Januar 1990 abgeschlossenen Kooperationsvertrags Unterstützung durch den SV Werder Bremen, während die Liquidität des F. C. Hansa zunächst durch eine nachträgliche Ablösezahlung der Berliner Hertha für Axel Kruse abgesichert werden konnte. Im Gegensatz zu anderen Sportgemeinschaften der DDR-Oberliga vermied es Hansa daraufhin zunächst, Spieler an die finanzstarken Vereine Westdeutschlands zu verkaufen, was auch durch die zu Beginn mit 6000 Deutsche Mark (etwa 3000 Euro) monatlich vergleichsweise hoch dotierten Spielerverträge gelang.

#### Exkurs: Aktivitäten des Ministeriums für Staatssicherheit
In allen Phasen der DDR waren Spieler, Funktionäre und Zuschauer des SC Empor und des F. C. Hansa von Beobachtungen, Interventionen und Repressionen der Stasi betroffen. Insbesondere Spieler wurden wegen ihrer Position in der Öffentlichkeit als Vorbilder der sozialistischen Gesellschaft genau beobachtet. Oftmals wurden Karrierewege von einer Zusammenarbeit mit der Geheimpolizei abhängig gemacht oder dies angedroht. Prominente Fälle der Überwachung und teilweisen Verfolgung sind
- Oswald Pfau: Der erste Trainer des SC Empor sollte im Jahr 1956 Nationaltrainer der DDR werden und stand daher in besonderem Fokus der Staatssicherheit. Urteilte die Stasi im Frühjahr noch, dass Pfau „ein guter Genosse“ mit „klare[r] Parteilinie“ sei[21], änderte sich dies nach seiner Flucht in den Westen wenige Monate später, sodass er als „außerordentlich überheblicher Mensch“ mit „ausgeprägte[r] Geldgier“ beschrieben wurde.[22]
- Gerd Kische: Der ehemalige Spieler und spätere Vereinspräsident wurde während seiner Zeit als Nationalspieler von der Staatssicherheit angesprochen und zwischen 1971 und 1976 als inoffizieller Mitarbeiter unter dem Pseudonym IM Neesken geführt. Die Zusammenarbeit wurde schließlich beendet, weil man ihn als unzuverlässig im Sinne des geheimdienstlichen Interesses betrachtete.[23] Er hatte Treffen wiederholt verschoben und verpasst sowie auf Kontaktaufnahmen nicht reagiert. 1974 berichtet die Staatssicherheit, dass Kische „weder die polit. Reife noch die Charaktereigenschaften [habe], um weiter IM zu sein. [...] Bisher war er weder zuverlässig noch ehrlich [...].“[24] Auch später noch wurde Kische durch die Staatssicherheit überwacht.[25] Auch seine Ehe litt unter den vorherigen Kontakten und der weitergehenden Überwachung.[26]
- Axel Kruse: Der gebürtige Wolgaster galt Mitte der 1980er Jahre als Nachwuchstalent des F. C. Hansa. Im Jahre 1986 wurde er nach dem Training in das Büro des Vereinsvorsitzenden bestellt und anschließend nahe der Stasi-Dienststelle in Rostock zu etwaigen Fluchtplänen verhört. In der Folge wurde ihm der Status als Reisekader aberkannt, sodass er zur Teilnahme an Spielen im Ausland gesperrt war und die DDR nicht verlassen konnte. Als er 1989 überraschend für das Intertoto-Cup-Spiel bei B 1903 Kopenhagen nominiert wurde, nutzte er die Gelegenheit zur Flucht über Dänemark nach Westdeutschland. Anschließend wurde er in der DDR per Haftbefehl gesucht.[27]

Während der ersten Bundesliga-Saison wurde 1992 bekannt, dass Spieler für die Staatssicherheit als inoffizielle Mitarbeiter aktiv waren. Es offenbarten sich Gernot Alms, Stefan Persigehl und Florian Weichert. Letzterer war unter anderem auf Axel Kruse angesetzt gewesen. Nach einer Aussprache im Kreise der Bundesliga-Mannschaft des FCH kamen die Beteiligten zum Schluss, dass Alms, Persigehl und Weichert keinem Kollegen persönlich geschadet hatten, sodass sie Teil des Teams bleiben durften.
Die Verstrickungen des Vereins und seiner Akteure mit der Staatssicherheit sind nur bedingt aufgearbeitet. Auf der Mitgliederversammlung im Jahr 1992 wurde von über 90 Prozent der Anwesenden eine vereinseigene Aufarbeitung der Stasi-Vergangenheit abgelehnt. Das Stasi-Unterlagen-Archiv erarbeitete seinerseits die Ausstellung Eigentor! – Der F. C. Hansa und die Stasi zur Aufklärung. In dieser wird deutlich, dass auch die Fanszene umfangreich überwacht wurde. Bei Spielen auf nationaler Ebene waren etwa 30 Mitarbeiter der Staatssicherheit aktiv, bei brisanten und internationalen Spielen sogar 50 Mitarbeiter im Publikum. Es wurden Fans als inoffizielle Mitarbeiter angeworben. Fanclubs und Ereignisse wurde detailliert dokumentiert. Bei Auffälligkeiten, wie Sprechchören, Banner oder sogenanntes Rowdytum, wurden Fans mit Verhören, Inhaftierungen und zum Teil Abschiebungen nach Westdeutschland verfolgt.

#### 1990 bis 1995 – Zwischen Meisterschaft und Zweitklassigkeit
| Saison  | Liga | Platz | Tore  | Punkte | ∅ Zuschauer |
| ------- | ---- | ----- | ----- | ------ | ----------- |
| 1990/91 | I    | 01.   | 44:25 | 35:17  | 10.031      |
| 1991/92 | I    | 18.   | 43:55 | 31:45  | 13.563      |
| 1992/93 | II   | 11.   | 54:52 | 46:46  | 03.354      |
| 1993/94 | II   | 08.   | 51:56 | 39:37  | 03.811      |
| 1994/95 | II   | 01.   | 66:30 | 46:22  | 09.594      |

| Spielername               | Punktspiele (Tore) | Pokalspiele (Tore) |
| ------------------------- | ------------------ | ------------------ |
| Gernot Alms               | 25 0(3)            | 5 0(0)             |
| Bernd Arnholdt            | 02 0(0)            | 2 0(0)             |
| Andreas Babendererde      | 26 0(4)            | 5 0(1)             |
| Paul Caligiuri            | 22 0(0)            | 5 0(1)             |
| Jens Dowe                 | 26 0(4)            | 4 0(2)             |
| Thomas Finck              | 04 0(0)            | 3 0(0)             |
| Henri Fuchs               | 24 (11)            | 6 0(3)             |
| Thomas Gansauge           | 01 0(0)            | 2 0(0)             |
| Daniel Hoffmann           | 13 0(0)            | 3 0(0)             |
| Uwe Kirchner              | 02 0(0)            | 1 0(0)             |
| Jens Kunath               | 13 0(0)            | 3 0(0)             |
| Thomas Lässig             | 06 0(0)            | 3 0(0)             |
| Heiko März                | 23 0(0)            | 4 0(0)             |
| Thomas Reif               | 04 0(0)            | 3 0(0)             |
| Frank Rillich             | 19 0(0)            | 5 0(1)             |
| Volker Röhrich            | 24 0(4)            | 4 0(3)             |
| Juri Schlünz              | 24 0(6)            | 6 0(1)             |
| Axel Schulz               | 04 0(0)            | 1 0(0)             |
| Jens Wahl                 | 13 0(1)            | 2 0(1)             |
| Florian Weichert          | 19 0(7)            | 2 0(1)             |
| Hilmar Weilandt           | 22 0(4)            | 5 0(1)             |
| Mike Werner               | 09 0(0)            | 2 0(0)             |
| Trainer: Uwe Reinders     |                    |                    |
| Co-Trainer: Jürgen Decker |                    |                    |

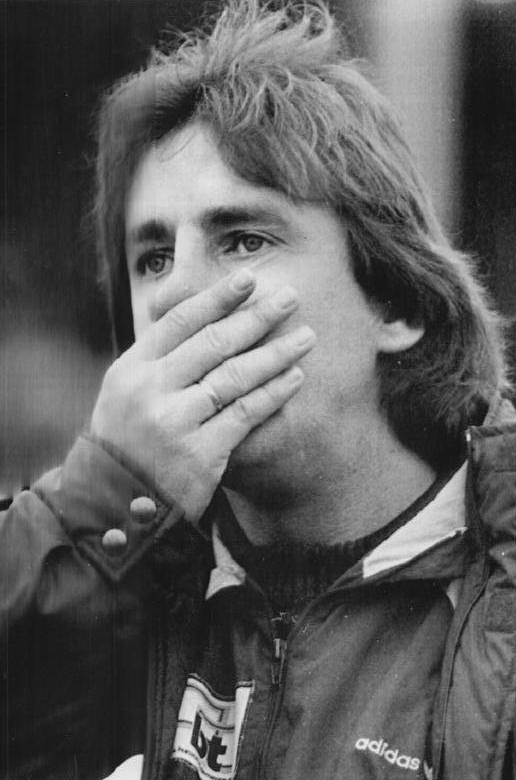
Uwe Reinders wurde 1991 mit dem F. C. Hansa letzter ostdeutscher Meister und letzter FDGB-Pokalsieger. Unter ihm spielten die Rostocker erstmals in der Fußball-Bundesliga.

Die letzte Saison der DDR-Fußball-Oberliga 1990/91 wurde mit dem Beitritt des ostdeutschen Fußball-Verbands zum westdeutschen Fußball-Bund in NOFV-Oberliga umbenannt und galt als Qualifikation zum gesamtdeutschen Ligasystem. Hierfür verpflichtete Rostock den bislang nur in Westdeutschland aktiven Trainer Uwe Reinders und mit dem US-amerikanischen Nationalspieler Paul Caligiuri den ersten ausländischen Spieler in Diensten des F. C. Hansa. Am 2. August 1990 wurde der F. C. Hansa offiziell zum gemeinnützigen eingetragenen Verein und versuchte den Wegfall des bisherigen Trägerbetriebs insbesondere mit dem ersten Sponsorenvertrag der Clubchronik zu kompensieren, der mit dem Klebstoffhersteller Uhu abgeschlossen wurde. Die Rostocker Mannschaft gewann daraufhin zunächst die Herbstmeisterschaft mit 20 Punkten, so dass weitere 15 Punkte in der Rückrunde im Mai 1991 den Gewinn der letzten ostdeutschen Meisterschaft bedeuteten. Rostock hatte sich damit für den Europapokal der Landesmeister und neben Dynamo Dresden als zweites ostdeutsches Team für die Bundesliga qualifiziert. In dem am 2. Juni 1991 letztmals ausgetragenen Finale des FDGB-Pokals 1990/91, der analog zum Ligasystem in NOFV-Pokal umbenannt worden war, gewann Rostock bei der sechsten Finalteilnahme zudem erstmals den Wettbewerb, indem der Eisenhüttenstädter FC mit 1:0 im Berliner Friedrich-Ludwig-Jahn-Sportpark besiegt werden konnte. Der Stellenwert beider Titel war seit der Wiedervereinigung jedoch gesunken, so dass das Pokalfinale vor nur rund 4.800 Zuschauern stattfand.
Zu Beginn der Saison 1991/92 verließ schließlich mit Henri Fuchs der erste Rostocker Leistungsträger den Verein in Richtung eines westdeutschen Konkurrenten, was Hansa zunächst durch die Verpflichtung osteuropäischer Spieler zu kompensieren versuchte. Als letzter Meister der DDR in der Saisonvorbereitung am DFB-Supercup teilnehmend, schied Rostock im Halbfinale gegen den amtierenden Bundesligameister 1. FC Kaiserslautern aus. Die Bundesligasaison hingegen begann für Hansa durch ein 4:0 gegen den 1. FC Nürnberg erfolgreich, es folgte ein 2:1-Auswärtssieg bei Bayern München. Zwischen dem ersten und dem siebten Spieltag hatte Hansa fünfmal die Tabellenführung inne. Im Anschluss rutschte die Rostocker Mannschaft jedoch immer mehr ab und fand sich zum Saisonende im Abstiegskampf wieder. Der Erfolg in München sollte der einzige Auswärtssieg bleiben. Zwar hatte Trainer Reinders seine Entlassung in der Winterpause trotz Differenzen mit dem Vereinspräsident Gerd Kische noch verhindern können, zum März 1992 wurde er aber doch durch Erich Rutemöller ersetzt. Am letzten Spieltag besiegte Hansa Eintracht Frankfurt mit 2:1 und entschied so die deutsche Meisterschaft zu Ungunsten der Frankfurter, der eigene Abstieg in die 2. Bundesliga konnte damit jedoch nicht mehr verhindert werden. Im Europapokal der Landesmeister war Rostock bereits in der ersten Runde am späteren Pokalsieger FC Barcelona gescheitert, obgleich Hansa nach der 0:3-Niederlage im Camp Nou das Rückspiel im heimischen Ostseestadion mit 1:0 gewinnen konnte.
Für die Zweitligasaison 1992/93 plante die Vereinsführung den sofortigen Wiederaufstieg, musste jedoch den Abgang von vier Leistungsträgern hinnehmen, die aufgrund der angespannten finanziellen Lage durch Bundesliga-unerfahrene Spieler wie Timo Lange und Marco Zallmann ersetzt wurden, von denen insbesondere Lange zum Rekord-Spieler Hansas in der Nachwendezeit werden sollte. In der Hinrunde belegte Hansa zumeist Aufstiegsränge, fiel dann aber auf den sechsten Tabellenplatz zurück. Horst Hrubesch ersetzte deshalb noch in der Winterpause den in Frage gestellten Trainer Rutemöller, rutschte mit der Mannschaft bis zum Saisonende aber noch weiter ab und belegte schließlich nur den elften Platz. Zur Saison 1993/94 unter dem zum nunmehr dritten Mal als Trainer engagierten Jürgen Heinsch verfehlte Hansa den Aufstieg mit dem achten Tabellenplatz erneut.
Für die Zweitligasaison 1994/95 verpflichtete der Verein Frank Pagelsdorf als Trainer. Während langjährige Leistungsträger wie Juri Schlünz ihre Karrieren beendeten, kam unter anderem Stefan Beinlich vom englischen Verein Aston Villa nach Rostock. Obwohl die Mannschaft ohne Ambitionen in die Saison gestartet war, erreichte sie den sicheren Aufstieg bereits am drittletzten Spieltag und belegte zum Saisonende den ersten Tabellenplatz. Mit dem gleichzeitigen Abstieg Dynamo Dresdens aus der Bundesliga wurde Hansa nun als einziger Vertreter der ehemaligen DDR-Oberliga in der Bundesliga über mehrere Jahre zum „Leuchtturm des Ostens“.

#### 1995 bis 2005 – Rostock in der Bundesliga
| Saison  | Liga | Platz | Tore  | Punkte | ∅ Zuschauer | Kader |
| ------- | ---- | ----- | ----- | ------ | ----------- | ----- |
| 1995/96 | I    | 06.   | 47:43 | 49     | 26.836      | Kader |
| 1996/97 | I    | 15.   | 35:46 | 40     | 19.071      | Kader |
| 1997/98 | I    | 06.   | 54:46 | 51     | 18.841      | Kader |
| 1998/99 | I    | 14.   | 49:58 | 38     | 15.924      | Kader |
| 1999/00 | I    | 15.   | 44:60 | 38     | 16.182      | Kader |
| 2000/01 | I    | 12.   | 34:47 | 43     | 15.041      | Kader |
| 2001/02 | I    | 14.   | 35:54 | 34     | 18.520      | Kader |
| 2002/03 | I    | 13.   | 35:41 | 41     | 19.871      | Kader |
| 2003/04 | I    | 09.   | 55:54 | 44     | 22.324      | Kader |
| 2004/05 | I    | 17.   | 31:65 | 30     | 20.112      | Kader |

Überraschend belegte der Aufsteiger aus Rostock in der Hinrunde der Bundesligasaison 1995/96 zwischenzeitlich den dritten Tabellenrang; er fiel bis zum Saisonende auf den sechsten Rang zurück und verzichtete auf die damit erreichte Teilnahme am UI-Cup. Im Heimspiel gegen den FC St. Pauli war es zu Ausschreitungen gekommen. Infolgedessen wurde Hansa unter anderem mit einer Platzsperre belegt, sodass das Spiel am 28. Oktober 1995 statt im 25.500 Zuschauer fassenden Ostseestadion im Berliner Olympiastadion vor 58.492 Zuschauern ausgetragen wurde, was für Hansa einen neuen Zuschauerrekord bedeutete.
Zudem gab es am 21. Spieltag derselben Saison ein weiteres Spiel im Berliner Olympiastadion vor 50.183 Zuschauern.
Zum Beginn der Saison 1996/97 gab Rostock René Schneider an Borussia Dortmund ab, der als erster Hansa-Spieler 1995 einen Einsatz in der gesamtdeutschen Nationalelf absolviert und bei der Europameisterschaft 1996 zum Kader des Titelträgers gezählt hatte. Die daraus resultierende Defensivschwäche konnte erst zur Winterpause beigelegt werden, in der auch ein Aufsichtsrat als Kontrollgremium eingerichtet wurde. Schließlich wurde mit dem 15. Platz zum Saisonende der erneute Abstieg vermieden. Für die Saison 1997/98 verpflichtete Rostock Ewald Lienen als neuen Trainer, belegte im gesamten Saisonverlauf durchgehend mindestens den siebten Platz und wurde zum Saisonende erneut Sechster der Bundesliga. In einer von der Fachzeitschrift kicker durchgeführten Umfrage unter 200 Bundesligaspielern belegte Hansa den ersten Platz in der Kategorie „schönster Fußball“. Beim DFB-Hallen-Pokal im Januar 1998 hatte die Mannschaft unter Lienen mit einem 4:3-Sieg im Endspiel gegen den FC Schalke 04 bereits den ersten gesamtdeutschen Titel des F. C. Hansa gewonnen.
Zu Beginn der Saison 1998/99 nahm Rostock dann am UI-Cup teil, scheiterte dort jedoch bereits am ersten Gegner, dem VSC Debrecen aus Ungarn. Die Mannschaft hatte erneut mehrere Leistungsträger abgegeben und belegte in der Bundesliga zunächst fast ausnahmslos Abstiegsplätze, bis Lienen im März 1999 von seinen Aufgaben entbunden und durch seinen bisherigen Co-Trainer Andreas Zachhuber ersetzt wurde, unter dessen Regie durch den 3:2-Siegtreffer von Sławomir Majak in der 83. Minute gegen den VfL Bochum am letzten Spieltag der Klassenerhalt gesichert wurde. Das Saisonfinale 1998/99 gilt als eines der dramatischsten in der Geschichte der Bundesliga. Im folgenden DFB-Pokal erreichte der Verein unter Zachhuber mit der Halbfinalteilnahme die beste Platzierung der Vereinsgeschichte in diesem Wettbewerb.
In vier weiteren Spielzeiten mit Abschlussplatzierungen zwischen dem 12. und 15. Rang von 1999/2000 bis 2002/03 spielte Hansa unter den Trainern Zachhuber, Friedhelm Funkel und Armin Veh gegen den Abstieg in die Zweite Liga. Dabei gab der Verein unter anderem 1999/2000 mit Oliver Neuville und Marko Rehmer seine deutschen Nationalspieler ab, um durch Ablösesummen einen Teil der Etats bestreiten zu können. Im Gegenzug verpflichtete Hansa zwischen 1998 und 2004 insgesamt sieben schwedische und drei dänische Spieler, weshalb bei Heimspielen gelegentlich bis zu 2.000 schwedische Fans ins Ostseestadion kamen.
In der Saison 2003/04 erreichte Hansa unter Trainer Juri Schlünz den neunten Rang und damit die dritte Qualifikation zum UI-Cup, verzichtete aber zum zweiten Mal auf die Teilnahme. Martin Max hatte in 33 Spielen 20 Tore für Hansa erzielt und damit einen neuen Vereinsrekord in der Bundesliga aufgestellt; er beendete jedoch nach der Saison vorzeitig seine Karriere. Zu Beginn der Saison 2004/05 nahm Hansa erstmals am DFB-Ligapokal teil, schied aber bereits in der ersten Runde gegen Leverkusen aus. Anschließend verlor Rostock die ersten acht Heimspiele in der Bundesliga, womit ein seit 1965 bestehender Negativ-Rekord von Tasmania Berlin eingestellt wurde, und erzielte in der gesamten Hinrunde nur elf Punkte. Eine 0:6-Niederlage gegen den Hamburger SV im November 2004 hatte den Rücktritt des Trainers Schlünz zur Folge. Unter dessen Nachfolger Jörg Berger stieg Hansa mit insgesamt 18 Niederlagen in 34 Spielen nach zehnjähriger Erstligazugehörigkeit als Tabellensiebzehnter in die 2. Bundesliga ab.

#### 2005 bis 2010 – Vom Bundes- zum Drittligisten
| Saison  | Liga | Platz | Tore  | Punkte | ∅ Zuschauer | Kader |
| ------- | ---- | ----- | ----- | ------ | ----------- | ----- |
| 2005/06 | II   | 10.   | 44:49 | 43     | 15.118      | Kader |
| 2006/07 | II   | 02.   | 49:30 | 62     | 19.465      | Kader |
| 2007/08 | I    | 17.   | 30:52 | 30     | 20.353      | Kader |
| 2008/09 | II   | 13.   | 52:53 | 38     | 14.859      | Kader |
| 2009/10 | II   | 16.   | 33:45 | 36     | 13.894      | Kader |

Zur Saison 2005/06 strebte Hansa den sofortigen Wiederaufstieg an und ersetzte nach zwei Auftaktniederlagen Trainer Berger durch den zum F. C. Hansa zurückkehrenden Frank Pagelsdorf, der mit der Mannschaft schließlich den zehnten Platz in der Abschlusstabelle belegte. In der Saison 2006/07 blieb Hansa bis zum 18. Spieltag ohne Niederlage, stellte damit einen neuen Vereinsrekord für die 2. Bundesliga auf und schaffte als Zweitplatzierter den Aufstieg in die höchste Spielklasse.

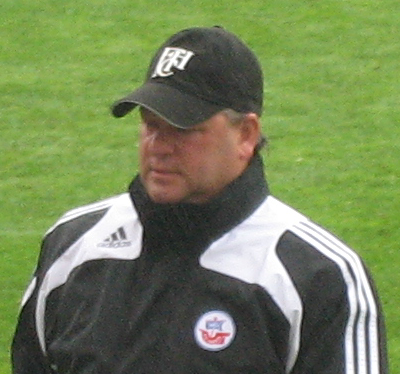
Erfolgstrainer beim F. C. Hansa Rostock: Frank Pagelsdorf 1995 und 2007 führte er die Kogge aus Rostock in die Bundesliga

 Rostock stieg 2007/08 jedoch umgehend wieder ab, obgleich der Verein durch die Veräußerung der Namensrechte am Ostseestadion, nun DKB-Arena, zusätzliche Liquidität gewonnen hatte. Auch in der folgenden Zweitligasaison 2008/09 blieb Hansa hinter den Erwartungen zurück, worauf Trainer Pagelsdorf im November 2008 beurlaubt wurde. Unter dessen Nachfolger Dieter Eilts geriet Hansa allerdings in Abstiegsgefahr, bis nach erneutem Trainerwechsel zu Andreas Zachhuber im März 2009 am letzten Spieltag der Verbleib in der Zweiten Liga erreicht wurde. In der Spielzeit 2009/10 geriet Hansa abermals in Abstiegsgefahr und ersetzte im Februar 2010 Zachhuber durch dessen bisherigen Co-Trainer Thomas Finck, auf den wegen Fincks fehlender Trainerlizenz aber bereits im März der vormalige Co- und Torwarttrainer Marco Kostmann folgte. Trotz der Trainerwechsel belegte Hansa am Saisonende den 16. Tabellenplatz und verlor auch die folgenden Relegationsspiele um den Verbleib in der zweithöchsten Spielklasse gegen den FC Ingolstadt 04, wodurch Rostock erstmals in der Vereinsgeschichte drittklassig wurde.

#### 2010 bis 2012 – Wiederaufstieg in Liga 2 und erneuter Absturz

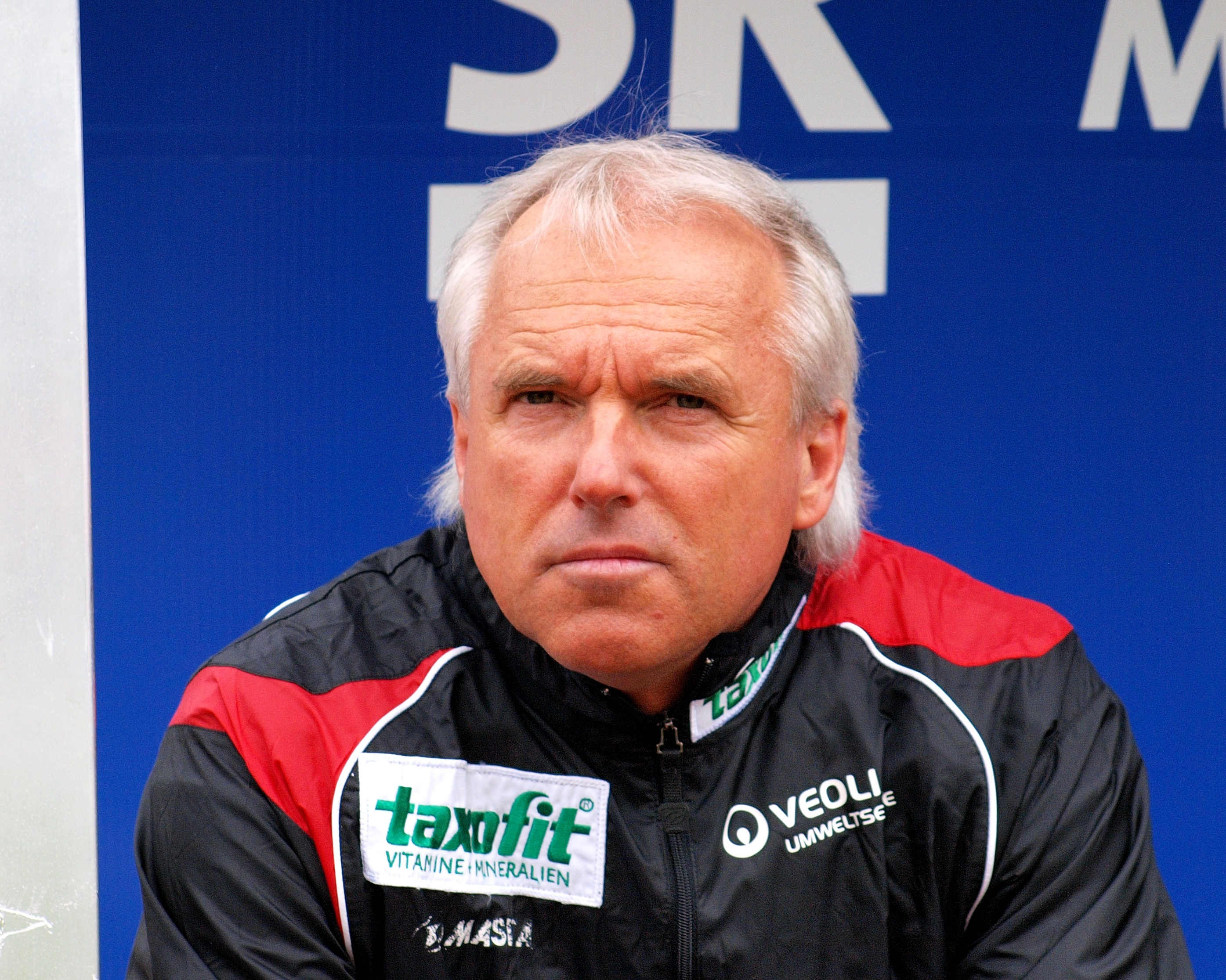
Peter Vollmann führte den F. C. Hansa Rostock 2011 zurück in die 2. Bundesliga.

Für die Spielzeit 2010/11 verpflichtete Hansa als neuen Trainer Peter Vollmann, dem von den 27 Spielern der Vorsaison lediglich zehn auch in der 3. Liga zur Verfügung standen. Dennoch erreichte die neu formierte Mannschaft die Herbstmeisterschaft sowie am viertletzten Spieltag auch den sicheren Wiederaufstieg in die 2. Bundesliga. Da sich Drittligisten nicht automatisch für den DFB-Pokal qualifizieren, nahm die Lizenzmannschaft erstmals auch am Landespokal Mecklenburg-Vorpommern teil, den sie als höchstklassiger Teilnehmer erwartungsgemäß gewann.
In der Zweitligasaison 2011/12 erzielte die Rostocker Mannschaft lediglich einen Sieg während der Hinrunde, worauf Trainer Vollmann durch Wolfgang Wolf ersetzt wurde. Trotz des Trainerwechsels stand Hansa bereits am vorletzten Spieltag als Absteiger in die 3. Liga fest. Die finanzielle Situation des Vereins hatte sich zum Jahresbeginn 2012 so weit zugespitzt, dass die Insolvenz drohte. Anfang Mai 2012 stimmte die Rostocker Bürgerschaft dann für ein Maßnahmenpaket, das in Verbindung mit weiteren Erlässen durch das Finanzamt Rostock und weitere Gläubiger das Fortbestehen des Vereins sicherte.

#### 2012 bis 2021 – Wechselvolle Jahre in der 3. Liga
| Saison  | Liga | Platz | Tore  | Punkte | ∅ Zuschauer | Kader |
| ------- | ---- | ----- | ----- | ------ | ----------- | ----- |
| 2010/11 | III  | 02.   | 70:36 | 78     | 14.753      | Kader |
| 2011/12 | II   | 18.   | 34:63 | 27     | 14.059      | Kader |
| 2012/13 | III  | 12.   | 39:52 | 44     | 09.142      | Kader |
| 2013/14 | III  | 13.   | 45:55 | 49     | 10.000      | Kader |
| 2014/15 | III  | 17.   | 54:68 | 41     | 09.958      | Kader |
| 2015/16 | III  | 10.   | 42:48 | 49     | 13.250      | Kader |
| 2016/17 | III  | 15.   | 44:46 | 46     | 11.433      | Kader |
| 2017/18 | III  | 6.    | 48:34 | 60     | 12.415      | Kader |
| 2018/19 | III  | 6.    | 47:46 | 55     | 13.892      | Kader |
| 2019/20 | III  | 6.    | 54:43 | 59     | 10.094      | Kader |
| 2020/21 | III  | 2.    | 52:33 | 71     | 01.995      | Kader |

##### Sportliche Tristesse und häufige Trainerwechsel
Zu Beginn der Drittligaspielzeit 2012/13 blieb Hansa hinter den eigenen Erwartungen zurück, weshalb Trainer Wolf Anfang September 2012 durch Marc Fascher ersetzt wurde, unter dem die Mannschaft am vorletzten Spieltag den Klassenerhalt erreichte und die Saison als Tabellenzwölfter beendete. Zugleich wurde über die erneute Teilnahme am Landespokal die Qualifikation zum DFB-Pokal angestrebt; durch eine 0:3-Finalniederlage gegen Neustrelitz misslang das Vorhaben jedoch, so dass Hansa in der Spielzeit 2013/14 erstmals in der Vereinsgeschichte nicht am nationalen Pokalwettbewerb teilnahm.
Als Nachfolger des scheidenden Marc Fascher wurde Andreas Bergmann als Trainer für die Saison 2013/14 vorgestellt, unter dem sich die Mannschaft am Ende der Hinrunde auf dem dritten Rang wiederfand. Nach der Winterpause fiel Hansa ins Mittelfeld der Tabelle zurück, so dass das Ausscheiden im Halbfinale des Landespokals gegen den Fünftligisten 1. FC Neubrandenburg 04 Anfang April 2014 zu Bergmanns Beurlaubung führte. Robert Roelofsen übernahm interimistisch das Training, ehe ihm zwei Wochen später Dirk Lottner folgte.
In die Saison 2014/15 startete Hansa mit dem nach Rostock zurückgekehrten Peter Vollmann als neuen Cheftrainer. Dieser wurde jedoch im Dezember 2014 wieder entlassen. Zunächst übernahm Co-Trainer Uwe Ehlers die Position als Interims-Trainer. Noch im gleichen Monat stellte Hansa Karsten Baumann als neuen Cheftrainer vor. Zum Saisonende belegte Hansa mit dem 17. Rang schließlich die schlechteste Platzierung der Vereinsgeschichte.
Nach einer Negativserie von nur einem Sieg in den letzten 15 Spielen wurden Baumann und der Sportdirektor Uwe Klein am 6. Dezember 2015 beurlaubt. Nur einen Tag später verpflichtete Hansa den zuvor beim Regionalligisten SSV Jahn Regensburg entlassenen Christian Brand als neuen Trainer. Mit ihm wurde der Klassenerhalt mit einem 3:1-Sieg gegen Rot Weiß Erfurt zwei Spieltage vor Ende der Saison gesichert. Am Ende der Saison 2016/17 jedoch wurde Brand am 13. Mai 2017 entlassen. Wenige Tage später, am 25. Mai 2017, gewann Hansa den Landespokal unter Interimstrainer Uwe Ehlers gegen den MSV Pampow mit 3:1 und sicherte sich somit die Teilnahme an der 1. Hauptrunde im DFB-Pokal 2017/18.

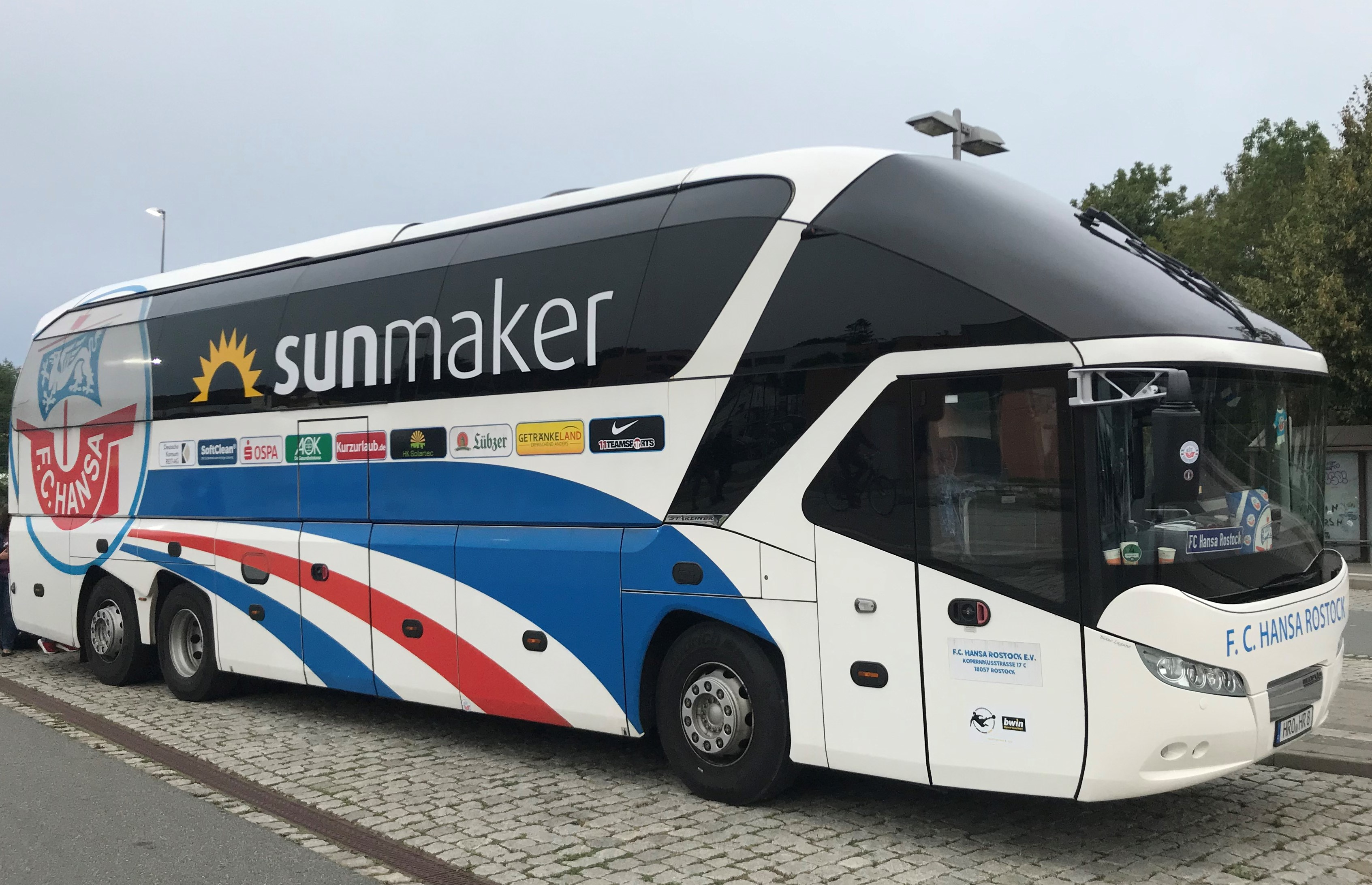
Ehemaliger Mannschaftsbus des F. C. Hansa Rostock, ein Neoplan Starliner der 2. Generation. Er wurde im Oktober 2008 in Dienst gestellt. Das Vorgängermodell, zugelassen im November 1998, war ein Mercedes-Benz O 404.

##### Trendumkehr mit Dotchev und Härtel
Als neuer Trainer für die kommende Saison 17/18 wurde Pavel Dotchev benannt. Dotchev baute den Kader um und verjüngte die Mannschaft. Nach erfolgreichem Saisonauftakt gegen Lotte traf Hansa nach weiteren positiven Leistungen in der Liga im DFB-Pokal auf den Erstligisten Hertha BSC und verlor das Heimspiel, das als Montagabendspiel in der ARD übertragen wurde, mit 0:2. Das Spielergebnis geriet aufgrund von Ausschreitungen beider Fangruppierungen jedoch zeitweise in den Hintergrund. Teile des Stadionpublikums distanzierten sich lautstark von den Geschehnissen, die eine etwa zwanzigminütige Spielunterbrechung zur Folge hatten.
Zur Winterpause belegte Hansa den 4. Platz in der Tabelle und hielt Anschluss an die Aufstiegsränge, den man allerdings im Laufe der Rückrunde verlor. Zum Ende der Saison belegte die Kogge erstmals nach dem letztmaligen Abstieg aus der 2. Bundesliga einen einstelligen Tabellenplatz – Rang 6. Im Endspiel um den Mecklenburg-Vorpommern-Pokal bezwang Rostock den FC Mecklenburg Schwerin mit 2:1 und gewann den Landespokal somit zum vierten Mal hintereinander.
Unter dem Motto Gemeinsam nach oben startete Hansa mit erneut stark veränderten Kader in die Spielzeit 2018/19. Die ambitionierte Rostocker Mannschaft erhielt bereits am 1. Spieltag der neuen Saison einen ersten Dämpfer gegen den Aufsteiger Energie Cottbus. Obwohl die Mannschaft im DFB-Pokal gegen den Bundeslisten VfB Stuttgart (2:0) ihr Potenzial zeigte, verlor sie in der Folgewoche das Heimspiel gegen den Ligakonkurrenten Würzburger Kickers mit 0:4 und stellte somit einen eigenen Negativrekord in der Vereinshistorie innerhalb der 3. Liga ein. Das Aus im DFB-Pokal erfolgte in der 2. Hauptrunde gegen den Erstligisten 1. FC Nürnberg nach zweimaliger Führung letztlich erst nach Elfmeterschießen. Zur Winterpause fand sich Hansa, mit zwölf Punkten Abstand auf einen direkten Aufstiegsplatz, im sicheren Tabellenmittelfeld der Liga wieder, weshalb Anfang Januar die Trennung von Pavel Dotchev folgte. Nach nur einem Jahr im Amt musste auch Sportvorstand Markus Thiele seinen Platz räumen. Als nachfolgender Coach wurde Jens Härtel verpflichtet und neuer Sportvorstand wurde Martin Pieckenhagen. Am Ende der Spielzeit konnte Hansa die Platzierung der Vorsaison bestätigen und durch den fünften Landespokalgewinn in Serie auch die Qualifikation für den DFB-Pokal erreichen.

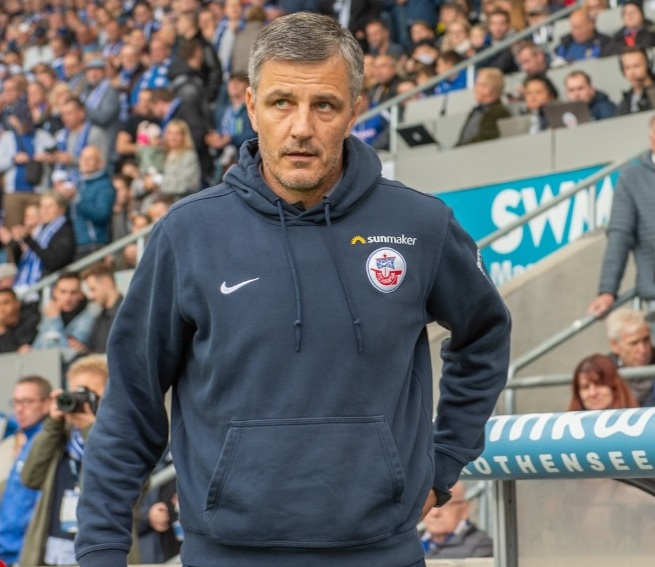
Januar 2019 bis November 2022 Trainer beim F. C. Hansa Rostock: Jens Härtel. Im Jahre 2021 führte er die Kogge zurück in die 2. Bundesliga.

Leistungsträger, wie Biankadi, Soukou, Gelios, Hilßner oder Hüsing, verließen Hansa zur Saison 2019/20 bis hin in die Bundesliga. Der Verein stellte sich zwangsläufig mit diversen Zugängen neu auf und ging defensiver mit dem Ziel Aufstieg in die nächsthöhere deutsche Liga um. Die Auslosung für die 1. Hauptrunde im DFB-Pokal 2019/20 führte zu einem Déjà-Vu-Erlebnis. Wie bereits in der Vorsaison trafen die Hanseaten erneut auf den VfB Stuttgart. Der VfB revanchierte sich für das Pokal-Aus der Vorsaison und gewann mit 1:0.
 Am 9. März 2020 bestritt der F. C. Hansa sein letztes Heimspiel vor einer Zuschauerkulisse in der laufenden Saison aufgrund der Einschränkungen infolge der COVID-19-Pandemie in Deutschland. Den 3:0-Heimsieg gegen Eintracht Braunschweig erlebten noch über 12.000 Zuschauer. Der DFB beschloss am 22. Mai 2020 die Fortsetzung der Saison unter strengen hygienischen Bedingungen, weshalb es zu Geisterspielen kam. Die Saison beendete man schließlich erneut auf dem sechsten Tabellenplatz. Die Teilnahme am DFB-Pokal konnte abermals über den Gewinn des Mecklenburg-Vorpommern-Pokals 2019/20 erreicht werden, der aufgrund der anhaltenden Corona-Pandemie erst am 22. August 2020 zu Ende ausgespielt wurde. Diesmal gewann Hansa Rostock das Finale – wie bereits in der Vorsaison gegen den Torgelower FC Greif – mit 3:0. Das Losglück führte wieder den VfB Stuttgart ins Ostseestadion. Für das Spiel erfolgte die Zulassung von 7.500 Zuschauern unter der Voraussetzung eines strengen Hygiene-Konzepts, an dem die Verantwortlichen des Vereins, verschiedene Ministerien und Ämter mitwirkten. Die Gäste aus Stuttgart siegten diesmal mit 1:0. Das Kalenderjahr 2020 beendete Hansa nach siebzehn absolvierten Spielen tabellarisch auf Platz fünf und hielt Tuchfühlung zu den Aufstiegsplätzen. Mit dem Heimsieg gegen den SC Verl stellten die Mecklenburger einen neuen Vereinsrekord seit der Wiedervereinigung auf, als der fünfte Sieg in Folge gefeiert werden konnte. Die erfolgreichste Rückrunden-Serie der Vereinsgeschichte (12 Siege, 6 Unentschieden, eine Niederlage) krönte die Mannschaft am 22. Mai 2021 letztlich vor pandemiebedingt nur 7.500 Zuschauern mit dem Aufstieg in die 2. Fußball-Bundesliga.

#### 2021 bis 2024 – 2. Bundesliga
| Saison  | Liga | Platz | Tore  | Punkte | ∅ Zuschauer | Kader |
| ------- | ---- | ----- | ----- | ------ | ----------- | ----- |
| 2021/22 | II   | 13.   | 41:52 | 41     | 000015.624  | Kader |
| 2022/23 | II   | 13.   | 32:48 | 41     | 24.782      | Kader |
| 2023/24 | II   | 17.   | 30:57 | 31     | 26.162      | Kader |
| 2024/25 | III  | 05.   | 54:46 | 60     | 24.279      | Kader |
| 2025/26 | III  |       | :     |        |             | Kader |

Der Aufstieg in die 2. Bundesliga löste in der Anhängerschaft eine große Euphorie aus, sodass mit 10.000 Dauerkarten ein neuer Verkaufsrekord aufgestellt wurde und die Mitgliederzahl auf über 16.000 Mitglieder deutlich anstieg. Die Saison 2021/22 startete mit einer 1:3-Niederlage gegen den Karlsruher SC und einem 3:0-Auswärtssieg bei Hannover 96 ambivalent, sodass sich Hansa im Verlauf der Hinrunde im unteren Mittelfeld einfand. Im DFB-Pokal 2021/22 gelang durch einen 3:2-Heimsieg gegen den Zweitligisten 1. FC Heidenheim und einen 7:5-Sieg (n. E.) beim SSV Jahn Regensburg nach 13 Jahren erstmals wieder der Einzug in das Achtelfinale des nationalen Vereinspokals. In diesem traf man auf RasenBallsport Leipzig, gegen die man sich 0:2 geschlagen geben musste. Nach Abschluss der Hinrunde stand der F. C. Hansa mit fünf Siegen und vier Unentschieden auf Platz 14 der Tabelle und hatte auf den Relegationsplatz zur 3. Liga komfortable fünf Punkte Vorsprung. Am 21. Spieltag gelang Hansa mit einem 4:1 bei Dynamo der erste Auswärtssieg in Dresden seit 1983. Nach einer 0:2-Heimniederlage gegen den 1. FC Nürnberg gehörte Hansa schließlich am 24. Spieltag zum einzigen Mal in dieser Spielzeit zu den letzten drei Teams und stand auf dem Relegationsplatz zur 3. Liga. Die folgenden vier Spiele gegen Schalke 04, Holstein Kiel, SV Sandhausen und den FC St. Pauli konnten allerdings gewonnen werden, sodass sich die Mannschaft aus der Abstiegszone befreite. Durch ein 0:0 im Heimspiel gegen den SC Paderborn sicherte man sich bereits am 32. Spieltag den Klassenerhalt. Zugleich stand Hansa damit als bester Aufsteiger der Vorsaison fest. Mit einem 2:3 im Heimspiel gegen den Hamburger SV schloss Hansa die Saison als Dreizehnter der Tabelle ab.
Mit nun mehr als 20.000 Mitgliedern startete Hansa in die Saison 2022/23 und musste am 1. Spieltag eine 0:1-Niederlage gegen den 1. FC Heidenheim hinnehmen. Einen Spieltag später gelang der erste Saisonsieg mit einem 1:0 beim Hamburger SV, dem ersten Sieg bei den Rothosen seit 21 Jahren. Im DFB-Pokal schied die Mannschaft bereits in der 1. Runde im Ostsee-Derby beim Regionalligisten VfB Lübeck aus. Nach dem 15. Spieltag trennte man sich im November 2022 von Cheftrainer Jens Härtel. Einen Tag später wurde Patrick Glöckner als sein Nachfolger vorgestellt. Mit einem 1:0-Auswärtssieg am 17. Spieltag in Braunschweig schloss Hansa die Hinrunde auf dem 9. Platz mit vier Punkten Vorsprung auf die Abstiegsränge ab, geriet aber im Laufe der Rückrunde in akute Abstiegsgefahr. Nach einer 2:5-Heimniederlage gegen Fortuna Düsseldorf am 25. Spieltag stand der Verein – ligaübergreifend – erstmals nach 1303 Tagen (dem 6. Spieltag der Drittligasaison 2019/20) wieder auf einem direkten Abstiegsplatz, weshalb das Stadionpublikum mit Sprechchören die Entlassung von Trainer Glöckner forderte. Einen Tag später gab Hansa bekannt, sich vom Trainer zu trennen. Nachfolgend wurde Alois Schwartz als neuer Trainer vorgestellt. Auch unter Schwartz verlor Hansa die nächsten zwei Spiele, was die Freistellung des Sportvorstands Martin Pieckenhagen zur Folge hatte. Nach der dritten Niederlage konnte schließlich unter Schwartz am 22. April 2023 der erste Heimsieg nach sieben Monaten gefeiert werden; gegen die SpVgg Greuther Fürth gelang ein 2:0. Im Saisonendspurt gelang mit weiteren Siegen über Regensburg, Kaiserslautern sowie Sandhausen und einem torlosen Remis in Nürnberg am 33. Spieltag der vorzeitige Klassenerhalt. Schlussendlich belegte Hansa mit 41 Punkten Platz 13.
Mit zwei Siegen starteten die Rostocker in die Spielzeit 2023/24, führten – erstmals seit dem 16. Spieltag der Zweitligasaison 2006/07 – die Tabelle der 2. Liga für einen Spieltag an. Zur Winterpause stand die Mannschaft auf dem Relegationsplatz zur 3. Liga, nachdem in der Hinrunde lediglich fünf Spiele gewonnen wurden. Dieser Negativtrend führte zur Freistellung des Cheftrainers Alois Schwartz nach dem 16. Spieltag. Die Verantwortung für das letzte Pflichtspiel im Kalenderjahr 2023 übernahm der Leiter der Nachwuchsabteilung, Uwe Speidel, ehe Mersad Selimbegović als neuer Trainer vorgestellt wurde. Im DFB-Pokal scheiterten die Nordostdeutschen in der 2. Hauptrunde am 1. FC Nürnberg. Zum Rückrundenspiel bei Hertha BSC, begleiteten über 20.000 Anhänger den Klub ins Olympiastadion. Die Partie, die mit 0:4 verloren ging, bildete den Auftakt einer sechs Spiele andauernden Niederlagenserie, die schließlich den erneuten Abstieg in die Drittklassigkeit besiegelte. Der Vertrag mit Trainer Selimbegović wurde nach Saisonende nicht verlängert.

#### Gegenwart
Die Drittligasaison 2024/25 brachte mit 23 Abgängen einen personellen Umbruch. Die Rostocker fanden sich nach dem 11. Spieltag mit lediglich 10 Punkten auf Rang 18 wieder, was zur Freistellung des Trainers Bernd Hollerbach führte. Simon Pesch und Marcus Rabenhorst übernahmen interimsweise, ehe ab dem 14. Spieltag Daniel Brinkmann in Verantwortung stand. Am Saisonende wurde der 5. Platz erreicht und der Landespokal gewonnen. Im DFB-Pokal verlor Hansa in der 1. Runde gegen Hertha BSC (1:5).

### Nachwuchs

#### Zweite Mannschaft
Hansas zweite Mannschaft dient insbesondere als Förderkader für Jungspieler, die sich für die erste Mannschaft empfehlen können.
| Saison  | Liga | Platz | Tore   | Punkte |
| ------- | ---- | ----- | ------ | ------ |
| 1961/62 | VI   | 0     | 0      | 0      |
| 1962/63 | V    | 0     | 0      | 0      |
| 1963/64 | III  | 04.   | 046:29 | 25:19  |
| 1964/65 | III  | 03.   | 062:36 | 42:18  |
| 1965/66 | III  | 06.   | 054:33 | 33:27  |
| 1966/67 | III  | 01.   | 078:17 | 54:06  |
| 1967/68 | II   | 04.   | 046:33 | 35:25  |
| 1968/69 | II   | 03.   | 044:26 | 36:24  |
| 1969/70 | II   | 07.   | 040:36 | 31:29  |
| 1970/71 | II   | 12.   | 028:44 | 18:34  |
| 1971/72 | II   | 02.   | 042:22 | 31:13  |
| 1972/73 | II   | 05.   | 042:28 | 26:18  |
| 1973/74 | II   | 07.   | 031:26 | 20:22  |
| 1974/75 | II   | 06.   | 039:26 | 23:21  |
| 1975/76 | III  | 01.   | 078:14 | 39:05  |
| 1976/77 | NOL  | 10.   | 044:45 | 22:30  |
| 1977/78 | III  | 01.   | 067:17 | 38:10  |
| 1978/79 | NOL  | 10.   | 031:40 | 23:29  |
| 1979/80 | III  | 01.   | 086:12 | 40:08  |
| 1980/81 | NOL  | 06.   | 040:28 | 30:28  |
| 1981/82 | NOL  | 08.   | 042:40 | 26:26  |
| 1982/83 | NOL  | 11.   | 031:42 | 22:30  |
| 1983/84 | III  | 01.   | 091:12 | 43:05  |
| 1984/85 | III  | 02.   | 090:24 | 49:09  |
| 1985/86 | III  | 02.   | 088:25 | 46:14  |
| 1986/87 | III  | 01.   | 107:12 | 59:01  |
| 1987/88 | II   | 18.   | 040:57 | 25:43  |
| 1988/89 | III  | 03.   | 082:46 | 42:18  |
| 1989/90 | NOL  | 01.   | 062:26 | 42:10  |
| 1990/91 | NOL  | 04.   | 045:32 | 33:19  |

Die Zweitvertretung des SC Empor Rostock wurde 1961 gegründet und stieg innerhalb von zwei Jahren aus der Kreisklasse in die zu diesem Zeitpunkt drittklassige Bezirksliga auf. Nach dem Gewinn der Bezirksmeisterschaft in der Saison 1966/67 profitierte die inzwischen in den F. C. Hansa Rostock ausgegliederte Mannschaft vom Beschluss des DDR-Fußballverbandes, den Reservemannschaften der Oberligateams künftig den Aufstieg in die zweitklassige DDR-Liga zu ermöglichen. Zusammen mit dem FC Carl Zeiss Jena und dem FC Rot-Weiß Erfurt gehörte Hansa daraufhin zu den ersten Clubs, deren Reservemannschaften 1967/68 an der DDR-Liga teilnahmen. Um dies zu erreichen, hatte die Hansa-Clubleitung extra den Torjäger Gerd Kostmann aus der ersten in die zweite Mannschaft beordert, in der dieser mit 24 Toren Torschützenkönig der Bezirksliga geworden war und so maßgeblich zum Aufstieg beigetragen hatte. In der DDR-Liga belegte die Reservemannschaft daraufhin in acht Spielzeiten zumeist einstellige Tabellenplätze, bis sie in der Saison 1974/75 wegen des Abstiegs der Oberligamannschaft in die DDR-Liga zwangsweise ebenfalls abstieg. Die folgende Bezirksliga-Spielzeit beendete die Reserve als Meister ihrer Bezirksliga-Staffel, wurde dann aber mehrfach zwischen der Bezirksliga und der Nachwuchsoberliga umgruppiert, die zwischen 1976 und 1983 für die Reservemannschaften der Oberligisten existierte. 1986/87 bedeutete die erneute Meisterschaft der nun wieder in einer Staffel ausgespielten Bezirksliga den erneuten Aufstieg der Reservemannschaft in die DDR-Liga. In der Saison 1987/88 stieg diese jedoch als Tabellenletzter umgehend wieder ab.
Auch am FDGB-Pokal nahm Hansas zweites Team mehrfach teil und erzielte in 31 Pokalspielen 16 Siege bei zwölf Niederlagen und drei Unentschieden, schied jedoch bei jeder Teilnahme vorzeitig aus dem Wettbewerb aus. Zwischenzeitlich existierte zudem eine dritte Mannschaft, die 1969 als Bezirkspokalsieger an der ersten Runde des FDGB-Pokals teilnahm und gegen die TSG Wismar ausschied.
| Saison  | Liga | Platz | Tore    | Punkte |
| ------- | ---- | ----- | ------- | ------ |
| 1991/92 | IV   | 01.   | 102:014 | 53:07  |
| 1992/93 | III  | 09.   | 045:046 | 28:36  |
| 1993/94 | III  | 15.   | 023:104 | 03:53  |
| 1994/95 | V    | 02.   | 085:034 | 47:13  |
| 1995/96 | V    | 01.   | 099:036 | 66     |
| 1996/97 | IV   | 02.   | 063:025 | 56     |
| 1997/98 | III  | 18.   | 034:077 | 20     |
| 1998/99 | IV   | 03.   | 052:032 | 57     |
| 1999/00 | IV   | 01.   | 082:025 | 70     |
| 2000/01 | IV   | 04.   | 085:041 | 68     |
| 2001/02 | IV   | 04.   | 062:047 | 55     |
| 2002/03 | IV   | 03.   | 093:024 | 89     |
| 2003/04 | IV   | 03.   | 070:036 | 79     |
| 2004/05 | IV   | 01.   | 093:020 | 73     |
| 2005/06 | IV   | 04.   | 049:042 | 51     |
| 2006/07 | IV   | 02.   | 065:028 | 62     |
| 2007/08 | IV   | 02.   | 077:024 | 62     |
| 2008/09 | IV   | 10.   | 053:059 | 43     |
| 2009/10 | IV   | 12.   | 036:060 | 40     |
| 2010/11 | V    | 02.   | 056:030 | 69     |
| 2011/12 | V    | 01.   | 064:026 | 65     |
| 2012/13 | V    | 06.   | 049:040 | 46     |
| 2013/14 | V    | 04.   | 068:047 | 47     |
| 2014/15 | V    | 07.   | 048:036 | 47     |
| 2015/16 | V    | 02.   | 078:030 | 65     |
| 2016/17 | V    | 10.   | 063:072 | 38     |
| 2017/18 | V    | 10.   | 063:072 | 40     |
| 2018/19 | V    | 05.   | 069:039 | 55     |
| 2019/20 | V    | 03.   | 056:022 | 2,05   |
| 2020/21 | V    | 07.   | 014:013 | 1,63   |
| 2021/22 | V    | 10.   | 073:049 | 47     |
| 2022/23 | V    | 01.   | 094:028 | 81     |
| 2023/24 | IV   | 17.   | 046:065 | 28     |
| 2024/25 | V    | 04.   | 096:046 | 60     |

Durch die deutsche Wiedervereinigung wurde Rostocks zweite Mannschaft 1991/92 in die Landesliga Mecklenburg-Vorpommern eingegliedert und stieg in die Oberliga Nordost auf. Mit dem nicht erreichten Wiederaufstieg der ersten Mannschaft 1993 wurden die Spieler der zweiten Mannschaft jedoch aus finanziellen Gründen entlassen. so dass an ihrer Stelle die A-Jugendmannschaft des F. C. Hansa an der Oberliga-Spielzeit 1993/94 teilnahm und als Tabellenfünfzehnter in die Landesliga abstieg. Zwei Jahre später gelang in der Spielzeit 1995/96 der Wiederaufstieg, dem 1996/97 der umgehende Aufstieg in die Regionalliga Nordost als dritthöchster deutscher Spielklasse folgte. Aus dieser stieg die Mannschaft 1997/98 jedoch direkt wieder ab, woraufhin aufgrund der für einen Verbleib in der Regionalliga nötigen Aufwendungen auf den mit den Oberliga-Meisterschaften 1999/2000 und 2004/05 möglichen Aufstieg verzichtet wurde.
In der Saison 2007/08 wurde unter Trainer Thomas Finck erneut der Aufstieg in die Regionalliga als im Zuge der Ligenreform 2008 vierthöchsten deutschen Spielklasse anvisiert, der schließlich als Tabellenzweiter erreicht wurde. In der Regionalliga-Spielzeit 2008/09 belegte die Mannschaft daraufhin zunächst den zehnten Platz der Abschlusstabelle und konnte auch in der Folgesaison 2009/10 als Tabellenzwölfter den Klassenerhalt erreichen, wurde im Sommer 2010 aber aufgrund des Abstiegs der Lizenzmannschaft aus finanziellen Gründen in die Oberliga Nordost zurückgezogen. Ein möglicher Wiederaufstieg der Reservemannschaft wurde erst in der Saison 2011/12 angestrebt, um an der dann infolge einer Spielklassenreform in fünf Staffeln ausgetragenen Regionalliga teilzunehmen. Durch den gleichzeitigen Abstieg der Lizenzmannschaft in die 3. Liga verlor die Reservemannschaft trotz erreichter Meisterschaft jedoch das Recht zur Teilnahme an der Regionalliga. Seither erreichte die zweite Garnitur der Rostocker bis 2019 Platzierungen zwischen dem 2. und dem 10. Rang in der Oberliga Nordost.

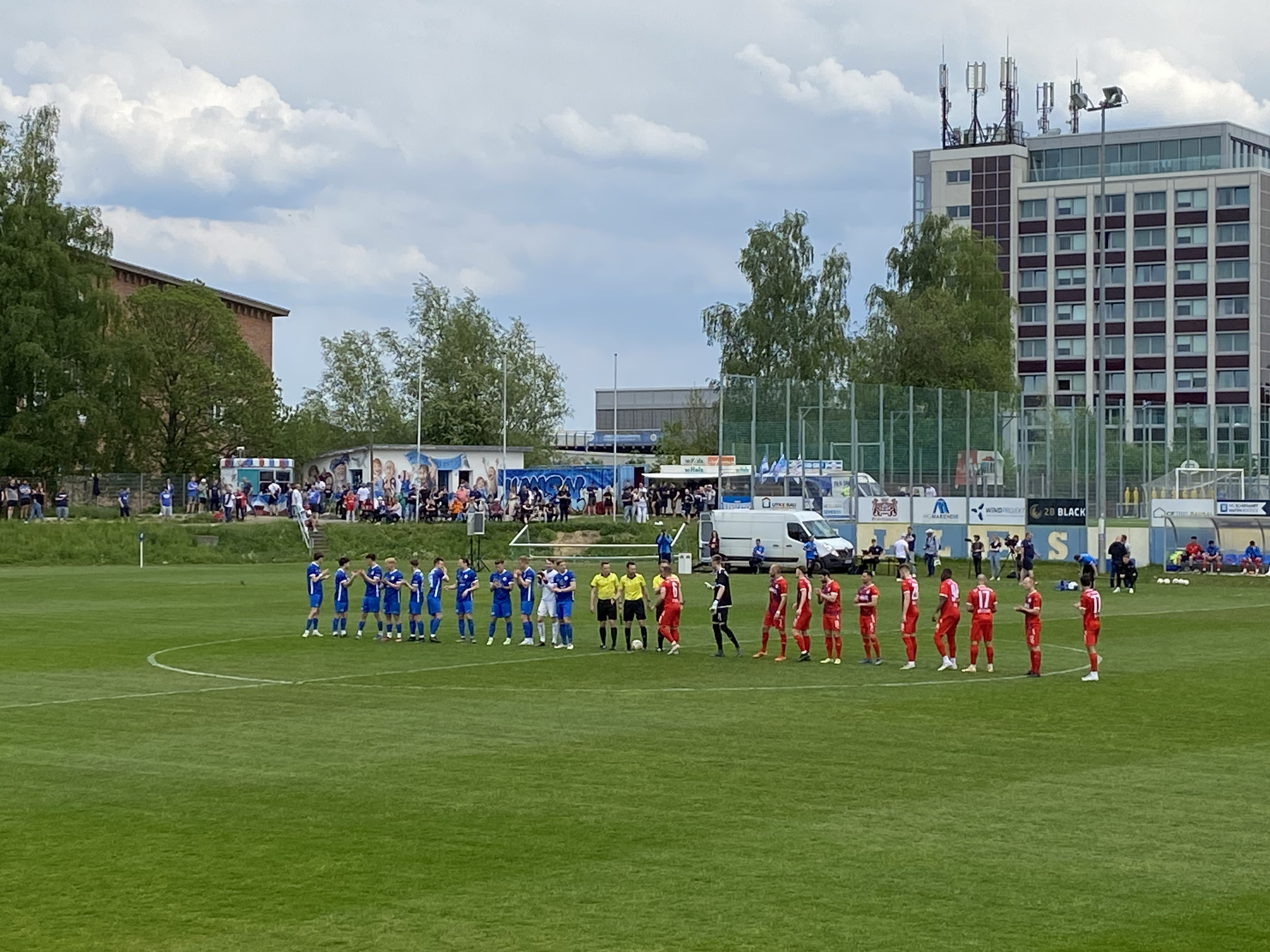
Volksstadion Rostock am 14. Mai 2023 kurz vor Spielbeginn gegen Tasmania Berlin. Am Ende stand es 3:0 für die „Jungen Hanseaten“, was den Aufstieg in die Regionalliga bedeutete.

Aufgrund der grassierenden Corona-Pandemie entschloss sich der Nordostdeutsche Fußballverband (NOFV) die Spielzeit 2019/20 nach dem 19. Spieltag zu beenden. Sowohl nach Punkten als auch bei der angewendeten Quotientenregelung zur Ermittlung der Abschlussplatzierungen belegte Hansa II den dritten Tabellenplatz. Die Hinrunde der Fußball-Oberliga Nordost 2020/21 begann für Hansa am 16. August 2020 und endete zunächst mit dem Abbruch des Spielbetriebes ab November 2020 aufgrund behördlichen Anordnungen und Maßnahmen zur Eindämmung der COVID-19-Pandemie. Die ursprünglich nur für November angedachten Einschränkungen wurden jedoch nach vier Wochen bis zum 31. Dezember 2020 verlängert. Von den geplanten Oberliga-Spielen der Spielzeit 2020/21 absolvierten die Hanseaten lediglich acht Partien. Am 16. April 2021 gab der ausrichtende NOFV die vorzeitige Beendigung des Spielbetriebs und die, wie in der Vorsaison, erneute Anwendung der Quotientenregelung zur Ermittlung der Tabellenplatzierung bekannt. Hansa erreichte so den siebten Rang und platzierte sich damit im gesicherten Mittelfeld.
Pandemiebedingt musste auch die Oberliga-Spielzeit 2021/22 vorzeitig beendet werden. Zur Ermittlung der Platzierungen der teilnehmenden Vereine wurde erneut die Quotientenregel angewandt. Hansas Amateure erreichten den 10. Rang. Ein Jahr später dominierte die Zweitvertretung der Kogge die Oberliga-Nordost 2022/23 und sicherte sich vorzeitig die Meisterschaft. Da die 1. Herrenmannschaft den Klassenerhalt in der 2. Fußball-Bundesliga erreichte, bedeutete dies für Hansa II den Aufstieg in die Regionalliga. Ein Jahr später bereits folgte der Abstieg und in der Folgesaison Platz 4 in der Oberliga-Nordost Staffel Nord.  

##### Die Zweitvertretung im Pokal
Die zweite Mannschaft der Rostocker repräsentierte den F. C. Hansa auch im Mecklenburg-Vorpommern-Pokal und gewann diesen 1997/98, 2004/05 und 2005/06. Im damit erreichten DFB-Pokal schied das Team jeweils in der ersten Runde mit insgesamt 1:15 Toren gegen den MSV Duisburg (1998/99), den 1. FC Mainz 05 (2005/06) und Schalke 04 (2006/07) aus. Da die Reservemannschaften der Lizenzvereine ab Sommer 2008 ihre Teilnahmeberechtigung am DFB-Pokal verloren, verzichtet der F. C. Hansa seit 2007 auf weitere Landespokal-Teilnahmen der Reservemannschaft.

#### Jugendfußball
| Saison                | Platz | Tore  | Punkte |
| --------------------- | ----- | ----- | ------ |
| A-Junioren-Bundesliga |       |       |        |
| 2003/04               | 05.   | 49:43 | 43     |
| 2004/05               | 03.   | 54:35 | 49     |
| 2005/06               | 06.   | 47:54 | 38     |
| 2006/07               | 05.   | 48:44 | 39     |
| 2007/08               | 03.   | 55:34 | 49     |
| 2008/09               | 02.   | 48:28 | 52     |
| 2009/10               | 01.   | 52:24 | 53     |
| 2010/11               | 05.   | 55:31 | 46     |
| 2011/12               | 05.   | 53:41 | 37     |
| 2012/13               | 02.   | 45:41 | 51     |
| 2013/14               | 06.   | 33:39 | 35     |
| 2014/15               | 12.   | 27:46 | 21     |
| 2021/22               | 11.   | 32:24 | 24     |
| 2022/23               | 11.   | 27:38 | 19     |
| 2023/24               | 10.   | 43:68 | 27     |
| U-17-Bundesliga       |       |       |        |
| 2007/08               | 05.   | 48:43 | 39     |
| 2008/09               | 04.   | 50:36 | 43     |
| 2009/10               | 04.   | 53:36 | 41     |
| 2010/11               | 12.   | 37:41 | 33     |
| 2016/17               | 12.   | 15:63 | 21     |
| 2021/22               | 12.   | 23:28 | 23     |
| 2022/23               | 13.   | 23:33 | 20     |

Der F. C. Hansa bezeichnet sich selbst als „Ausbildungsverein“, bei dem Jugendspieler auch über die zweite Mannschaft vermehrt zu Profisportlern gefördert werden sollen.
Nach der Delegierung Empor Lauters nach Rostock wurde zum Aufbau einer Jugendabteilung 1955 zunächst die B-Jugend der BSG Einheit Rostock dem SC Empor Rostock angeschlossen. Weitere Jugendspieler wurden aus Betriebssportgemeinschaften der Region gewonnen sowie 18 von 250 Bewerbern eines Vorspielens im April 1955 in die Jugendmannschaften aufgenommen. In den Jugendwettbewerben der DDR konnten daraufhin unter anderem in der Altersklasse Schüler (C-Jugend) 1967, in der Altersklasse Jugend (B-Jugend) 1970, 1978 und 1990 sowie in der Altersklasse Junioren (A-Jugend) 1968, 1973 und 1980 die jeweilige Meisterschaft gewonnen werden. Über die Jugendmannschaften gelangten Spieler wie Jürgen Decker, Jürgen Heinsch, Rainer Jarohs, Heiko März, Dieter Schneider und Axel Schulz in den Oberligakader Rostocks.
Zu den größten Erfolgen der Jugendabteilung seit der Wiedervereinigung zählt der Gewinn der deutschen Vize-Meisterschaft der B-Jugendlichen 2005 und der A-Jugendlichen 2013 sowie die Meisterschaft der A-Jugendlichen 2010. Hierbei gelangten Spieler wie Kai Bülow und Tim Sebastian aus der Rostocker Jugend zum Profifußball. Mit Carsten Jancker und Toni Kroos erreichten weitere Rostocker Jugendspieler ihr Bundesliga-Debüt bei anderen Vereinen und wurden Nationalspieler. Der erste Rostocker Spieler, der mit der Fritz-Walter-Medaille ausgezeichnet wurde, war Felix Kroos.
Der B-Jugend gelang es in den Jahren 2004 (2:0) und 2010 (4:2) den NOFV-Vereinspokal, jeweils gegen die Vertretung von Energie Cottbus, zu gewinnen. Zudem wurde das Endspiel in den Jahren 2009, 2013 und 2014 erreicht. Die finalen Spiele allerdings gingen gegen den Chemnitzer FC (3:4 i. E.), RB Leipzig (2:5) und Hertha BSC (1:3 n. V.)
verloren.
Die Jugendarbeit des F. C. Hansa wird durch Kooperationen mit den als Eliteschule des Fußballs ausgezeichneten CJD Jugenddorf-Christophorusschule und Heinrich-Schütz-Realschule, dem Ostseegymnasium und der BCAW Bildungscenter GmbH sowie mehreren lokalen Fußballvereinen wie dem FC Mecklenburg Schwerin, dem 1. FC Neubrandenburg und dem Rostocker FC unterstützt. Im vereinseigenen Jugendinternat finden 25 Spieler Unterkunft. Das Nachwuchsleistungszentrum des F. C. Hansa wurde von DFB und DFL im Jahr 2007 zunächst mit zwei von drei möglichen Sternen ausgezeichnet und erhielt bei einer erneuten Prüfung im Jahr 2011 aufgrund seiner besonderen Effektivität und Durchlässigkeit einen zusätzlichen dritten Stern.
In der Spielzeit 2012/13 unterhielt der F. C. Hansa je zwei Jugendmannschaften der Altersklassen F- bis C-Jugend, von denen jeweils eine am Spielbetrieb der nächsthöheren Altersklasse teilnahm, sowie zwei Mannschaften der Altersklasse B- und eine Mannschaft der Altersklasse A-Jugend.
Sowohl in der B-Junioren-Bundesliga als auch in der A-Junioren-Bundesliga gehörten Hansas Jugendmannschaften zu den Gründungsmitgliedern. Die U-17-Mannschaft stieg in der Saison 2010/11 aus der Bundesliga ab, kehrte zur Saison 2016/17 zurück und musste zum Ende selbiger Saison erneut einen Abstieg aus der höchsten Spielklasse hinnehmen. Die A-Jugend verabschiedete sich nach zwölf Jahren Zugehörigkeit 2015 aus der Bundesliga. Beide Teams stiegen nach der Regionalliga-Spielzeit 2020/21, die pandemiebedingt einen vorzeitigen Abbruch erfuhr und zur Ermittlung der Tabelle die Quotientenregel zur Anwendung kam, wieder in die Bundesliga auf. Da keine Reservemannschaft in die Bundesliga aufsteigen durfte, stand in jener Saison die B-Jugend mit erreichtem zweiten Platz hinter RB Leipzig II als erster Nachrücker als Aufsteiger fest. Mit sechs Siegen und einem Unentschieden aus sieben Spielen wurde die A-Jugend 2021 Tabellenerster. Beide Teams konnten nach Ablauf der erstklassigen Folgesaison den Klassenerhalt sicherstellen. Die von Uwe Ehlers trainierte U-19 platzierte sich hierbei in der A-Junioren-Bundesliga 2021/22 auf dem 11., die von Tobias Sieg trainierte U-17 in der B-Junioren-Bundesliga 2021/22 auf dem 12. Rang. Ein Jahr später mäanderte die A-Jugend, in der mit nur 16 Spieltage dauernden Saison 2022/23, am letzten Spieltag einem knappen Klassenerhalt entgegen, platzierte sich schließlich unter Trainer Christian Rahn auf Platz 11 und ließ sechs Absteiger hinter sich. Die B-Jugend hingegen musste einen Abstieg hinnehmen.
Nachdem die A-Jugend in Saison 2023/24, das letzte Jahr der Austragung der A-Junioren-Bundesliga, Platz 10 erreichte, spielte sie ab 2024 in der neu gegründeten U19-DFB-Nachwuchsliga und platzierte sich im ersten Jahr der Austragung 2024/25 nach Beendigung der Vorrunde Gruppe B auf Rang 4. Damit qualifizierte sich Hansa unter U19-Trainer Christian Rahn für die Hauptrunde Liga B, Gruppe A und rangierte auf Platz 5, was die Teilnahme an der U19-DFB-Nachwuchsliga zur Folgesaison 2025/26 sicherstellte.

### Frauenfußball
| Saison  | Liga | Platz | Tore  | Punkte |
| ------- | ---- | ----- | ----- | ------ |
| 1991/92 | II   | 05.   | 57:32 | 25:15  |
| 1992/93 | II   | 05.   | 52:32 | 27:17  |

Im Jahre 1991 trat die in der Regionalliga der Frauen spielende Fußballabteilung der BSG Post Rostock dem F. C. Hansa Rostock bei. Diese gewann in den folgenden beiden Spielzeiten jeweils den Landespokal Mecklenburg-Vorpommern. Bereits 1993 wechselte die Abteilung weiter zum Polizei SV Rostock, für den sie 1995/96 kurzzeitig in der Frauen-Bundesliga antrat. 2005 schloss sich die Abteilung dem SV Hafen Rostock 61 an.
| Saison  | Liga | Platz | Tore   | Punkte |  |
| ------- | ---- | ----- | ------ | ------ |  |
| 2023/24 | IV   | 01.   | 58:12  | 45     |  |
| 2024/25 | III  | 11.   | 29:100 | 12     |  |
| 2025/26 | III  |       |        |        |  |

Im Januar 2023 wurde bekannt, dass Hansa plant, wieder eine Frauenabteilung einzurichten. Diese trat ab der Saison 2023/24 in der viertklassigen Frauen-Verbandsliga des Landesfußballverbandes Mecklenburg-Vorpommern an. Das erste Pflichtspiel konnte gegen die amtierenden Landesmeisterinnen der HSG Warnemünde im Volksstadion am 10. September 2023 vor 870 Zuschauern mit 4:1 gewonnen werden. Hierbei erzielte die erst 15-Jährige Loretta Kung in der dritten Spielminute das erste Pflichtspieltor für Hansa zum zwischenzeitlichen 1:0. Am Saisonende 2023/24 wurden die Hansa-Frauen sowohl Landespokalsieger als auch Mecklenburg-Vorpommern-Meister, womit sie sich für die Relegation zur Regionalliga und den DFB-Pokal qualifizierten.
Nach erfolgreicher Relegation spielten die Frauen in der Saison 2024/25 in der Regionalliga Nordost und konnten den Klassenerhalt sicherstellen.
Siehe auch: Hansa Rostock (Frauenfußball)

### F. C. Hansa Rostock GmbH & Co. KGaA
Am 30. Juni 2016 wurde im Ergebnis der Abstimmung der anwesenden Mitglieder des Vereins F. C. Hansa Rostock e. V. während einer außerordentlichen Mitgliederversammlung am 17. April 2016 die F. C. Hansa Rostock GmbH & Co. KGaA gegründet. Die Gründung bedeutete die Ausgliederung der Profiabteilung des Vereins zugunsten möglicher und notwendiger Investoren, um die Zukunft des Profifußballs in der Hansestadt Rostock zu ermöglichen.
Die Weichen zur Ausgliederung der Profiabteilung des F. C. Hansa Rostock e. V. in eine Spielbetriebsgesellschaft mit dem Titel F. C. Hansa Rostock GmbH & Co. KGaA wurden am 10. Mai 2015 per Grundsatzbeschluss während einer außerordentlichen Mitgliederversammlung auf der Nordtribüne im Ostseestadion gestellt. Diese Zustimmung war notwendig, um die Zulassungsbestimmungen des DFB für die Lizenz der kommenden Drittliga-Saison 2015/16 zu erhalten, den Weg für Investoren zu öffnen und eine drohende Insolvenz des F. C. Hansa Rostock e. V. abzuwenden. Bereits im Vorfeld stimmte der Aufsichtsrat der Neuausrichtung des Vereins zu. Der damalige Vorstandsvorsitzende Michael Dahlmann bezeichnete das Konzept, das auf einer ordentlichen Mitgliederversammlung im November 2015 mit einer nötigen Dreiviertelmehrheit endgültig beschlossen werden sollte, als alternativlos. Zu einem solchen Beschluss kam es im Jahr 2015 aufgrund interner Querelen jedoch nicht mehr.
Für den 17. April 2016 schließlich wurde eine außerordentliche Mitgliederversammlung einberufen, deren Ziele die Umsetzung des Grundsatzbeschlusses vom 10. Mai 2015 beinhalteten. 95 Prozent der anwesenden Mitglieder, die sich auf der Nordtribüne des Ostseestadions zur Mitgliederversammlung zusammenfanden, stimmten für die Ausgliederung der Profiabteilung des F. C. Hansa Rostock e. V. in die zu gründende Kommanditgesellschaft auf Aktien in Firma F. C. Hansa Rostock GmbH & Co. KGaA zum 30. Juni 2016. Das Grundkapital stellten der Verein Hansa Rostock und die Obotritia Capital KGaA von Investor Rolf Elgeti jeweils als Kommanditaktionäre. Der Verein erhielt 55 und die Obotritia Capital KGaA 45 Prozent der Anteile an der neuen GmbH & Co. KGaA. Der Geschäftsbereich umfasste nicht nur die Unterhaltung einer Fußball-Lizenzspielerabteilung, sondern auch die Bereiche Vermarktung, Ticketing, Medien, Personal und Verwaltung.
Die ebenfalls neu gegründete F. C. Hansa Rostock Verwaltungsgesellschaft mbH wurde persönlich haftende Gesellschafterin. Sie ist zu 100 % in Besitz des F. C. Hansa Rostock e. V. Geschäftsführer der Verwaltungsgesellschaft kann nur sein, wer Mitglied des Vorstands des Fußballclub Hansa Rostock e. V. und als solches im Vereinsregister eingetragen ist.

## Vereinsstruktur
Der F. C. Hansa Rostock besteht seit dem 2. August 1990 als gemeinnütziger Verein, der unter Nummer 223 im Vereinsregister des Amtsgerichts Rostock eingetragen ist.
Entsprechend der Satzung obliegt die Geschäftsführung des Vereins dem Vorstand, der aus einem Vorsitzenden, zwei Stellvertretern und möglicherweise einem weiteren Mitglied besteht. Dabei wird der Vorstand für jeweils zwei Jahre vom Aufsichtsrat gewählt, der seinerseits aus einem Vorsitzenden, stellvertretenden Vorsitzenden sowie vier weiteren Mitgliedern und maximal vier Ersatzmitgliedern besteht. Der Aufsichtsrat wird durch die Mitgliederversammlung für eine Amtszeit von vier Jahren gewählt. Des Weiteren bestehen unter anderem zwei Ausschüsse für den Nachwuchsbereich und das Schiedsrichterwesen, ein Wahlausschuss, der die Mitgliederversammlung organisiert, ein Ältestenrat zur Wahrung und Förderung der Vereinstradition sowie ein Vorstandsgremium für den Amateurbereich.
Mit dem Verein verbunden sind zwei Unternehmen, deren Geschäftsfeld insbesondere im Betrieb des Ostseestadions besteht. Dies sind die am 3. November 1998 ins Handelsregister des Amtsgerichts Rostock aufgenommene „Ostseestadion GmbH & Co. KG“, die insbesondere den Stadionbetrieb und den Vertrieb von Merchandiseartikeln organisiert, sowie die am 17. August 1998 ins Handelsregister eingetragene „Ostsee-Stadion Verwaltungs GmbH“, der als Komplementär des erstgenannten Unternehmens auch dessen Geschäftsführung obliegt. Dabei ist der Verein mit einer Einlage in Höhe von (damals) 5 Millionen DM einziger Kommanditist der Ostseestadion GmbH & Co. KG und tritt auch bei der Ostsee-Stadion Verwaltungs GmbH als einziger Gesellschafter auf, so dass Hansa sämtliche Anteile an beiden Unternehmen besitzt.
Im Ergebnis einer außerordentlichen Mitgliederversammlung am 17. April 2016 wurde am 30. Juni desselben Jahres die F. C. Hansa Rostock GmbH & Co. KGaA gegründet. Die ersten Kommanditaktionäre waren der F. C. Hansa Rostock e. V. mit 55 % und die Obotritia Capital KGaA mit 45 % der Anteile am neuen Unternehmen. Als Komplementärin fungiert die ebenfalls neu gegründete F. C. Hansa Rostock Verwaltungsgesellschaft mbH. Beide Firmen sind im Handelsregister des Amtsgerichts Rostock eingetragen.

### Vereinsführung
| Vorsitzender                                       | Zeitraum  |
| -------------------------------------------------- | --------- |
| Rudi Reichmann1                                    | 1954–1965 |
| Heinz Neukirchen                                   | 1965–1967 |
| Ernst-Moritz Pahnke                                | 1967–1973 |
| Jochen Timmermann                                  | 1974      |
| Rudi Alms                                          | 1975–1977 |
| Ulli Stoll                                         | 1977–1986 |
| Robert Pischke                                     | 1986–1991 |
| Wolfgang Zöllick                                   | 1991      |
| Gerd Kische                                        | 1991–1993 |
| Gernot Böttrich                                    | 1993–1994 |
| Peter-Michael Diestel                              | 1994–1997 |
| Eckhardt Rehberg                                   | 1997–2001 |
| Manfred Wimmer                                     | 2001–2006 |
| Dirk Grabow                                        | 2006–2010 |
| Jörg Hempel                                        | 2010      |
| Bernd Hofmann                                      | 2010–2012 |
| Michael Dahlmann                                   | 2013–2015 |
| Chris Müller-von Wrycz Rekowski                    | 2015      |
| Markus Kompp                                       | 2015–2016 |
| Robert Marien                                      | 2016–2024 |
| Jürgen Wehlend                                     | 2024–2025 |
| Ronald Maul                                        | 2025–     |
| 1: Leiter der Sektion Fußball des SC Empor Rostock |           |
| Aufsichtsratsvorsitz                               | Zeitraum  |
| Horst Klinkmann                                    | 1996–2008 |
| Adalbert Skambraks                                 | 2008–2009 |
| Hans-Ulrich Gienke                                 | 2009–2012 |
| Holger Stein                                       | 2012      |
| Thomas Abrokat                                     | 2012–2014 |
| Harald Ahrens                                      | 2014–2015 |
| Jörg-Uwe Neumann                                   | 2015      |
| Rainer Lemmer                                      | 2015–2016 |
| Günter Fett                                        | 2016–2020 |
| Rainer Lemmer                                      | 2020–2024 |
| Sebastian Eggert                                   | 2024–     |

Von 1954 bis 1965 Teil des SC Empor Rostock wurde der heutige F. C. Hansa während dieser Zeit von Rudi Reichmann als Leiter der Sektion Fußball geführt, der als damaliges DTSB-Bezirksvorstandsmitglied ebenso wie die Fußballmannschaft der BSG Empor Lauter aus Sachsen nach Rostock delegiert worden war. Während diesem vereinzelt auch ehrenamtliche Funktionäre unterstellt waren, oblagen einschneidende Entscheidungen jedoch der Führung des Sportclubs, des DFV oder des DTSB, wobei diese politische Einflussnahme im sportlichen System der Deutschen Demokratischen Republik noch bis zur Zeit der politischen Wende praktiziert werden sollte.
Mit der Ausgliederung des F. C. Hansa aus dem SC Empor wurde ab 1965 Heinz Neukirchen ehrenamtlicher Vorsitzender des nunmehr eigenständigen Fußballclubs, was der verbreiteten Praxis entsprach, den Vorsitzenden des jeweiligen Club-Trägerbetriebs auch zum Vorsitzenden des Clubs zu ernennen. 1967 wurde die mittlerweile zwölf Personen umfassende Vereinsführung nochmals umstrukturiert und der bislang unter Neukirchen als Technischer Leiter fungierende Ernst-Moritz Pahnke übernahm den Clubvorsitz; er wurde jedoch 1973 wegen ausgebliebener Titelgewinne von seinen Amtspflichten entbunden. An seiner Stelle setzte der einflussreiche Partei-Funktionär Harry Tisch seinen bis dahin persönlichen Referenten Jochen Timmermann als Vorsitzenden des F. C. Hansa ein und nahm auch in weiteren Bereichen großen Einfluss auf den Fußballclub. Hansa konnte in der Folge jedoch nicht mehr an die Vize-Meisterschaften der Vorjahre anknüpfen, so dass Timmermann als Vorsitzender ohne Rückhalt blieb und 1975 durch Rudi Alms ersetzt wurde, der seinerseits nach zwei Jahren von Ulli Stoll weichen musste. 1986 wurde schließlich Robert Pischke als Vorsitzender der mittlerweile auf 22 Mitglieder angewachsenen Clubführung gemeinsam mit Trainer Werner Voigt vom BFC Dynamo nach Rostock delegiert.
Nachdem Hansa im Zuge der politischen Wende zum eingetragenen Verein geworden war, stand dem Verein zunächst weiterhin Robert Pischke vor; dieser firmierte nun aber als amtierender Vereinspräsident. Als sein Vizepräsident wurde der im Rahmen einer Kooperation mit Werder Bremen an der Ostsee verweilende Dieter Ernst eingesetzt. Auch wegen der massiven Kritik des vormaligen Hansa-Spielers Gerd Kische an diesem Kooperationsvertrag und an der Personalie Ernst verzichtete Pischke auf eine offizielle Kandidatur bei der Jahreshauptversammlung im Februar 1991, so dass dort Kische selbst zum Vizepräsidenten und Wolfgang Zöllick, zuvor stellvertretender Oberbürgermeister der Stadt Rostock, zum Vereinspräsidenten gewählt wurden. Bereits für Juni 1991 war allerdings eine Mitgliederversammlung angesetzt worden, bei der schließlich Kische selbst zum Vereinspräsidenten gewählt wurde. Nachdem dieser sich jedoch mit mehreren Vereins-Funktionären und Trainern überworfen und teilweise deren Rücktritt bewirkt hatte, gab er schließlich dem Druck der Vereinsmitglieder nach und trat 1993 seinerseits von seinem Amt zurück. Für Kisches Weiterbeschäftigung im Verein wurde jedoch der Posten eines Managers eingeführt, den er noch bis 1995 wahrnahm.
Nach der Amtszeit des Rostocker Unternehmers Gernot Böttrich als Vereinspräsident zwischen 1993 und 1994 amtierte zum Jahresende 1995 der einstige DDR-Innenminister Peter-Michael Diestel in derselben Funktion. Nachdem dieses Amt formell abgeschafft und die Vereinsführung in Vorstand und Aufsichtsrat unterteilt wurde, übernahm Diestel den Posten des Vorstandsvorsitzenden – Horst Klinkmann wurde erster Aufsichtsratsvorsitzender in der Geschichte Hansas. Diestels Amtszeit endete 1997 aufgrund interner Querelen. Er wurde ehrenamtlich durch Eckhardt Rehberg ersetzt. Auf der Mitgliederversammlung im November 2000 wurde beschlossen, den Posten des Vorstandsvorsitzenden hauptamtlich einzurichten. Da der Aufsichtsrat die Umsetzung des Beschlusses verzögerte, erklärte Rehberg Ende Januar 2001, er stehe nur noch bis Saisonende als Vorstandsvorsitzender zur Verfügung. Auf Rehberg folgte Manfred Wimmer, der zunächst eines Zweijahresvertrag bis 30. Juni 2003 als hauptamtlicher Vorstandsvorsitzender erhielt. Der beschlossenen Strukturreform aus November 2000 wurde somit Rechnung getragen. Nach dem sportlichen Abstieg Hansas in die 2. Bundesliga 2005 und dem verpassten sofortigen Wiederaufstieg teilte Wimmer im Mai 2006 zusammen mit Manager Herbert Maronn dem Aufsichtsrat sein Rücktrittsgesuch mit. Dieser entließ Wimmer einstimmig aus dessen laufenden und bis 2007 gültigen Kontrakt und präsentierte Dirk Grabow als folgenden und bis dato jüngsten Vorstandsvorsitzenden der Vereinsgeschichte.
Die Amtszeit von Klinkmann als Aufsichtsratsvorsitzender endete im November 2008. Er kandidierte nicht mehr für den Vorsitz und Adalbert Skambraks wurde sein Nachfolger. Nach 12 Jahren im Aufsichtsrat, davon nur wenige Monate als Vorsitzender des Gremiums, trat dieser bereits im März 2009 zurück und nannte als Grund hierfür, Probleme mit den Medien zu haben. Einstimmig wurde Hans-Ulrich Gienke als Nachfolger in das Amt gewählt. Da der Zweitligist F. C. Hansa sowohl sportlich als auch finanziell in Schieflage geraten war, wurde Dirk Grabow im März 2010 von seinen Aufgaben als Vorstandsvorsitzender entbunden. Grabow blieb jedoch im Vorstand und wurde Leiter der Finanzabteilung. Kommissarisch übernahm der bisherige Marketingleiter Dirk Hempel den Vorstandsvorsitz bis zum Saisonende.
Mit dem erstmaligen Abstieg in die dritte Spielklasse kam es 2010 zu einem kompletten Umbruch in Hansas Vorstand und Bernd Hofmann wurde neuer Vorsitzender. Der direkte Wiederaufstieg in die 2. Bundesliga gelang, doch im Laufe der Amtszeit prägten die Spannungen zwischen Fanszene und Hofmann das Vereinsgeschehen. Nach Ausschreitungen im Heimspiel gegen den FC St. Pauli ließ Hofmann die Südtribüne, den Standort der aktiven Fanszene, schließen. Während einerseits seine wirtschaftlichen Weichenstellungen überzeugten, sahen sich andererseits Teile der Fanszene pauschal kriminalisiert. Am Ende der Saison 2011/12 misslang der Klassenerhalt in der 2. Liga. Während Hofmann im Amt blieb, trat der Aufsichtsratsvorsitzende Hans-Ulrich Gienke zurück. Holger Stein trat als 1. Stellvertreter die Nachfolge an. Im Herbst 2012 wurde Thomas Abrokat neuer Aufsichtsratsvorsitzender. Bald darauf traten im Dezember 2012 der Vorstandsvorsitzende Hofmann, Finanzvorstand Sigrid Keler und Marketingvorstand Peter Zeggel zurück.
Danach fungierte ein Gremium aus dem Vorstand um Juri Schlünz und Uwe Vester sowie dem Aufsichtsratsmitglied Jan-Hendrik Brincker (in der Zeit der ehrenamtlichen Funktion im Vorstand ruhte das Amt im Aufsichtsrat) kommissarisch als Vorstand, um die Geschäfts- und Handlungsfähigkeit des Vereins gewährleisten zu können. Ab Januar 2013 wurde Michael Dahlmann durch den Aufsichtsrat zum Vorstandsvorsitzenden berufen. Am 11. Juli 2014 trat Thomas Abrokat als Aufsichtsratsvorsitzender zurück. Sein Nachfolger wurde im September 2014 Harald Ahrens.
Am 1. Oktober 2015 wurde die Geschäftsstelle des Vereins durch die Polizei und die Staatsanwaltschaft Rostock als ermittelnde Behörde beschlagnahmt. Grund hierfür war eine Anzeige gegen Dahlmann wegen des Verdachts auf Untreue im Zusammenhang mit zu großer Nähe zur Ultrabewegung und ihrer vermuteten Handlungsanweisungen per Mailverkehr an Dahlmann zugunsten des Investors Rolf Elgeti und dem Ziel, Aufsichtsratsmitglieder zu entmachten. Der Vorstandsvorsitzende Dahlmann trat noch am gleichen Tag zurück. Auf Proteste der Fanszene reagierte auch Harald Ahrens mit seinem Rücktritt. Für ihn rückte Jörg-Uwe Neumann nach, und blieb bis Anfang November 2015 im Amt. Im neu gewählten Aufsichtsrat erhielt schließlich Rainer Lemmer das Vertrauen und wurde dessen neuer Vorsitzender. Den Vorstandsvorsitz bekleidete nun zunächst Chris Müller-von Wrycz Rekowski kommissarisch. Am 17. November 2015 wurde er durch Markus Kompp ersetzt. Dieser erklärte jedoch schon im April 2016 aus persönlichen Gründen seinen Rücktritt zum Saisonende. Die Position des Vereinsvorstands übernahm der bisherige Stellvertreter Robert Marien.
Im November 2016 wählte die Mitgliederversammlung einen neuen Aufsichtsrat mit Günter Fett als Vorsitzendem. Das Kontrollgremium bestand nun aus sieben Mitgliedern, darunter Rainer Lemmer als ersten Stellvertreter, Martin Ohde, Chris Müller-von Wrycz Rekowski, und mit Sebastian Eggert einen ehemaligen Ultra und Vorsänger der Fanszene. Die Mitgliederversammlung definierte ebenso die Kompetenzen des fünfköpfigen Ältestenrats neu, zu dem Ex-Spieler Peter Sykora, Gerd Kostmann, Wolfgang Barthels, Dieter Schneider und Klaus Albrecht gehörten. Daraufhin trat dieser einstimmig und komplett zurück.
Ab Januar 2019 übernahm Martin Pieckenhagen den Sportvorstand des Vereins. Er löste damit den freigestellten Markus Thiele ab. Christian Hüneburg, zuvor sieben Jahre Finanzvorstand des Vereins, wechselte im Sommer 2020 zum Frauen-Volleyballverein SSC Palmberg Schwerin. Den Finanzvorstand übernahm danach Günter Fett, der damit sein Mandat als Aufsichtsratsvorsitzender abgab. Seitdem ist erneut Rainer Lemmer Vorsitzender des Aufsichtsrates. Bei der Mitgliederversammlung 2020 wurden Sebastian Eggert, Immanuel Fuhrmann, Michael Brügmann, Christian Stapel, Rainer Lemmer, Henryk Bogdanow und Frank Schollenberger in den Aufsichtsrat gewählt. Erstmals in der Geschichte des Vereins kandidierten auch zwei Frauen für das Gremium. Eine deutliche Mehrheit der Mitglieder stimmte außerdem für weitere Gespräche des Vorstandes und der Geschäftsführung der Ostseestadion GmbH & Co. KG mit der Hansestadt Rostock, um über den Verkauf des Ostseestadions an die Stadt zu verhandeln. Infolge verschiedener Vorfälle im Umfeld des F.C. Hansa traten am 28. Oktober 2024 die Aufsichtsratsmitglieder Stapel, Bogdanow, Schollenberger, Fuhrmann und der Gremiumsvorsitzende Lemmer von ihren Mandaten zurück. Als neuer Aufsichtsratsvorsitzender wurde am 30. Oktober 2024 der Gründer der Ultragruppe Suptras und frühere Capo Sebastian Eggert gewählt.

### Spielstätten

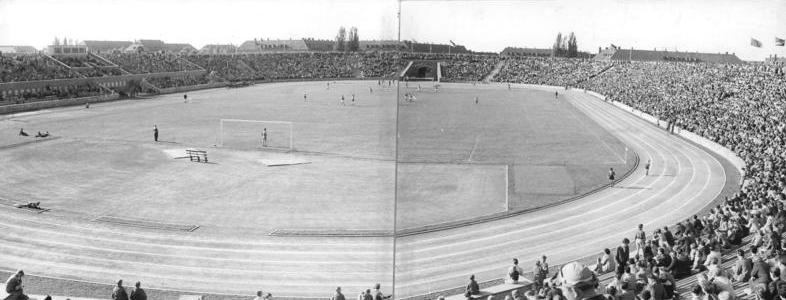
Das Ostseestadion beim Spiel von Empor Rostock gegen Motor Dessau, 13. Juni 1957

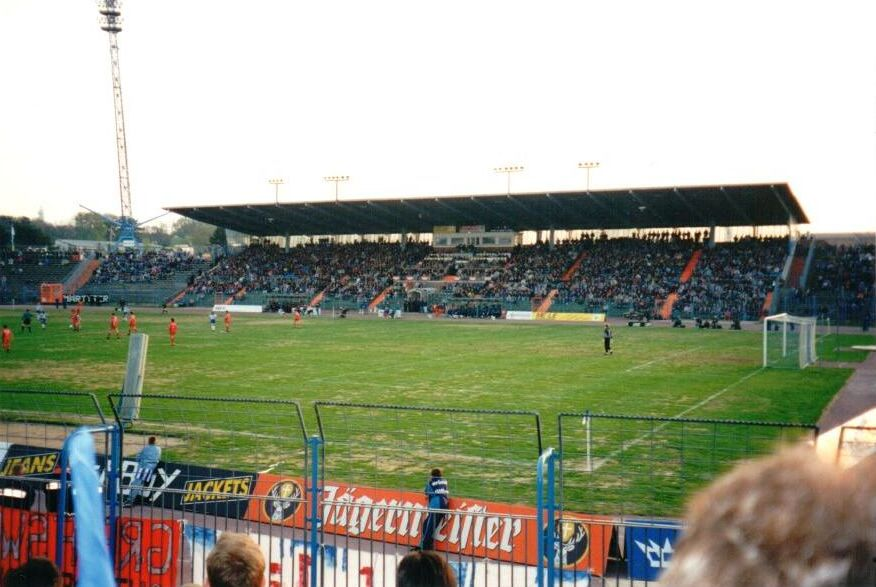
Ostseestadion mit Blick auf die Haupttribüne beim Spiel von Hansa Rostock gegen den SC Freiburg am 30. April 1996

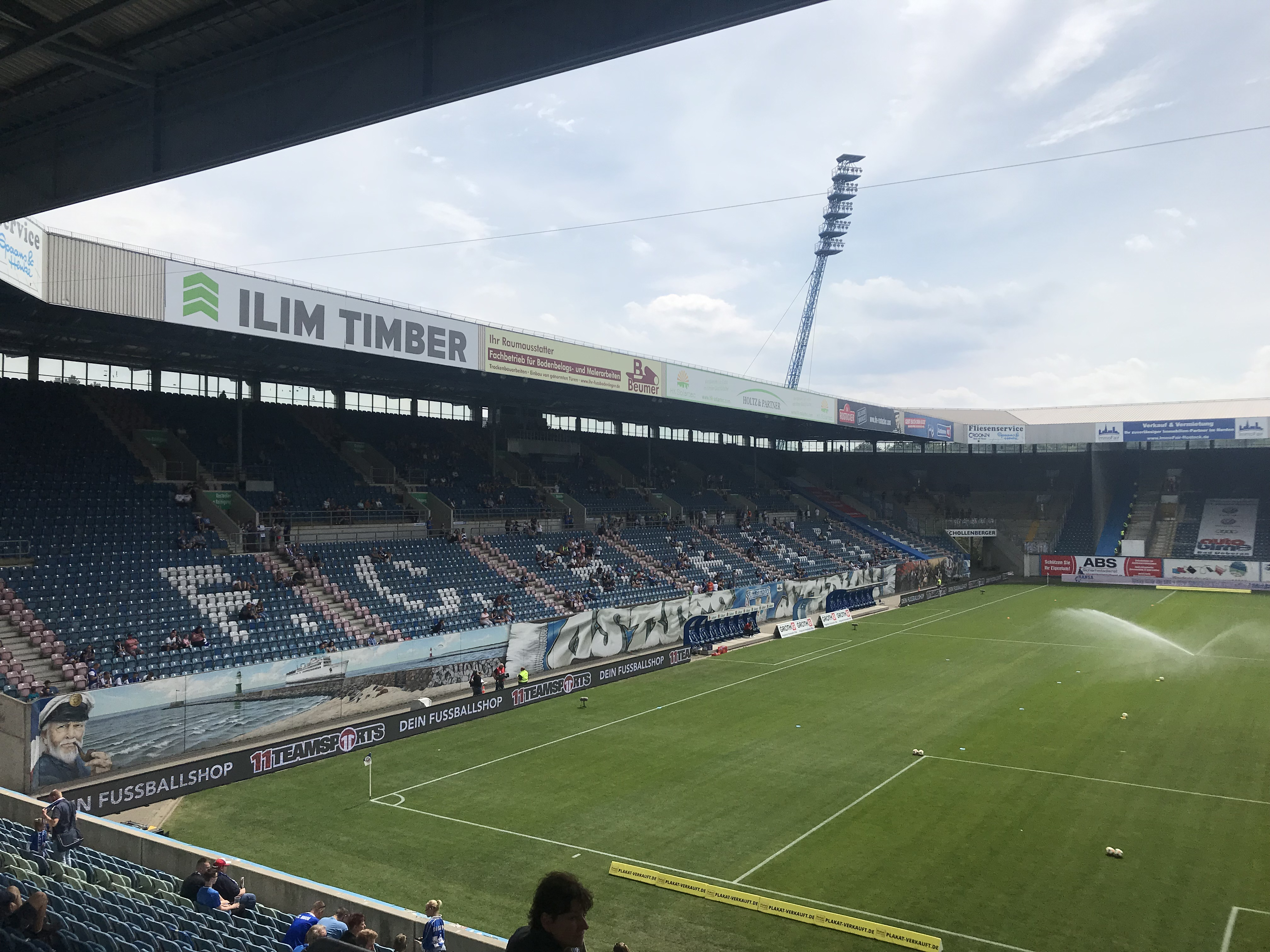
Osttribüne des Ostseestadions am 20. Juli 2019 etwa eine Stunde vor Spielbeginn

Das Ostseestadion wurde zwischen 1953 und 1956 mit Hilfe des Nationalen Aufbauwerks errichtet und am 27. Juli 1954 im noch unfertigen Zustand eröffnet, sodass es Empor Rostock, beziehungsweise später der FC Hansa Rostock, ab dem 14. November 1954 als Spielstätte diente.
Nach mehreren Umbauten fasste das anfänglich für 18.000 Zuschauer ausgelegte Ostseestadion schließlich 25.500 Zuschauer, bis es zwischen April 2000 und Juli 2001 mit finanzieller Unterstützung der Stadt Rostock und des Landes Mecklenburg-Vorpommern komplett erneuert wurde. Dabei entstand durch Aufwendungen in Höhe von 55 Millionen DM (rund 28,1 Millionen Euro) ein reines Fußballstadion mit einer Kapazität von bis zu 29.000 Zuschauern, in dem am 4. August 2001 das erste Heimspiel des F. C. Hansa stattfand.
Zwischen Juli 2007 und Mai 2015 erfuhr das Stadion eine Namensänderung, da die damaligen Verantwortlichen des Vereins die Namensrechte veräußerten. Das Ostseestadion trug in jener Zeit den Namen DKB-Arena.
Vor Errichtung des Ostseestadions war Rostocks größte Sportanlage das Volksstadion, das zwischen 1923 und 1928 erbaut wurde und vorübergehend bis zu 20.000 Zuschauern Platz geboten haben soll. Mit Ausnahme der Partien in den Regionalliga-Spielzeiten 2008/09 und 2009/10, die in der DKB-Arena bestritten wurden, dient das Volksstadion mit einem Fassungsvermögen von 8.000 Stehplätzen vor allem der zweiten Mannschaft Rostocks als Spielstätte. Auch die Jugend-Bundesligamannschaften des F. C. Hansa tragen ihre Spiele teilweise im Volksstadion aus, weichen gelegentlich aber auf das Rostocker Leichtathletikstadion oder Spielstätten in Orten des Rostocker Umlandes aus.
Vereinzelt wich Hansa bzw. Empor in andere Stadien aus. In der Oberliga-Saison 1961/62 wurden Heimspiele in Pritzwalk (4. Spieltag), Güstrow (6. Spieltag), Neustrelitz (10. Spieltag), Gardelegen (26. Spieltag), Alt-Ruppin (31. Spieltag) und Torgelow (37. Spieltag) ausgetragen. In der Bundesliga-Saison 1995/96 wurden die Heimspiele gegen Eintracht Frankfurt (11. Spieltag) und Fortuna Düsseldorf (21. Spieltag) im Berliner Olympiastadion ausgetragen. Bei der Begegnung gegen Eintracht Frankfurt wurde mit 58.492 Besuchern der aktuelle Heimspiel-Zuschauerrekord der Rostocker aufgestellt.

### Vereinsgelände
Das Vereinsgelände des F. C. Hansa besteht im Wesentlichen aus zwei mehrere Flurstücke umfassenden Arealen in Rostock, an denen der Verein Erbbaurechte besitzt. Dies sind einerseits ein 36.981 m² umfassendes Gelände in direkter Nähe zum Ostseestadion zwischen Kopernikusstraße und Trotzenburger Weg im Hansaviertel sowie andererseits ein 11.324 m² umfassendes Gelände an der Maxim-Gorki-Straße in Evershagen, das 2012 im Rahmen eines Maßnahmenpakets zur Verhinderung der Insolvenz des Vereins an die Stadt Rostock veräußert werden sollte. Während das erstgenannte Gelände die Geschäftsstelle des Vereins, das Jugendinternat sowie zwei Rasenplätze umfasst, besteht das zweitgenannte Areal aus einer Sportanlage mit einem Kunstrasenplatz inklusive Laufbahn sowie einer Kugelstoßanlage. Zusätzliche Trainingsflächen bestehen auf dem Gelände des Ostseestadions, wo der Verein drei Rasen-, einen Kunstrasen- und einen Tennisplatz von der Ostseestadion GmbH & Co. KG angemietet hat.

### Finanzen
| Saison                          | Ausrüster | Hauptsponsor    |
| ------------------------------- | --------- | --------------- |
| 1990/91                         | Puma      | Uhu             |
| 1991/92                         | Puma      | Elbo            |
| 1992/93                         | Puma      | BioWolf         |
| 1993/94                         | Puma      | Travimpex       |
| 1994/95                         | Adidas    | Bluna           |
| 1995/96                         | Erima     | Höffner         |
| 1996/97                         | Erima     | Daewoo          |
| 1997/98                         | Erima     | Roy Robson      |
| 1998/99                         | Adidas    | Roy Robson      |
| 1999/00                         | Adidas    | Kia             |
| 2000/01                         | Jako      | Kia             |
| 2001/02                         | Jako      | Kia             |
| 2002/03                         | Jako      | Vita Cola       |
| 2003/04                         | Jako      | Vita Cola       |
| 2004/05                         | Jako      | Vita Cola       |
| 2005/06                         | Jako      | neue leben      |
| 2006/07                         | Masita    | neue leben      |
| 2007/08                         | Masita    | KiK             |
| 2008/09                         | Masita    | Lübzer          |
| 2009/10                         | Masita    | Windstärke 11   |
| 2010/11                         | Masita    | Veolia          |
| 2011/12                         | Nike      | Veolia          |
| 2012/13                         | Nike      | Palmberg        |
| 2013/14                         | Nike      | Palmberg        |
| 2014/15                         | Nike      | Kurzurlaub.de   |
| 2015/16                         | Nike      | Kurzurlaub.de   |
| 2016/17                         | Nike      | Kurzurlaub.de   |
| 2017/18                         | Nike      | Sunmaker        |
| 2018/19                         | Nike      | Sunmaker        |
| 2019/20                         | Nike      | Sunmaker        |
| 2020/21                         | Nike      | Sunmaker        |
| 2021/22                         | Nike      | APEX Energy     |
| 2022/23                         | Nike      | 28 Black        |
| 2023/24                         | Mizuno    | 28 Black        |
| 2024 (bis 17. Spieltag 2024/25) | Mizuno    | 28 Black        |
| 2024/25 (ab 18. Spieltag)       | Mizuno    | BauPunkt Flügel |

#### Vom DDR-System in die Marktwirtschaft
Im sportlichen System der DDR war Empor Rostock zunächst dem Fischkombinat Rostock als Trägerbetrieb unterstellt, während die gleiche Funktion für Hansa Rostock durch das Kombinat Seeverkehr und Hafenwirtschaft wahrgenommen wurde. Im Zuge der Wiedervereinigung entfielen die Trägerbetriebe der Oberliga-Clubs, so dass diese erstmals eigenständig wirtschaften mussten. Hansa schloss daraufhin zur Saison 1990/91 mit dem Klebstoffhersteller Uhu den ersten Sponsorenvertrag der Clubchronik ab, im Folgenden sollte sich der Verein im vergleichsweise strukturschwachen Mecklenburg-Vorpommern jedoch mit Schwierigkeiten bei der Sponsorensuche konfrontiert sehen. So wurde der zur Bundesliga-Saison 1991/92 mit dem Baukonzern Elbo abgeschlossene Sponsorenvertrag durch die Zerschlagung des einstigen DDR-Großkonzerns durch das Bundeskartellamt obsolet und der in der Zweitliga-Saison 1992/93 gültige Vertrag mit dem Unternehmen BioWolf endete mit der Insolvenz BioWolfs. Daraufhin entließ Hansa aus finanziellen Gründen die Spieler der Zweitvertretung, die durch Jugendspieler aufgefüllt wurde, und gliederte die erst zwei Jahre zuvor beigetretene Frauen-Abteilung aus dem Verein aus, die daraufhin zum PSV Rostock übertrat. Auch mit dem folgenden Sponsor Travimpex hatte Hansa kein Glück. „Das Immobilien- und Anlage-Unternehmen wandelte den auf 1,2 Millionen Mark festgeschriebenen Vertrag für die Saison 1993/94 in einen Co-Sponsorkontrakt um“ und zahlte nur rund die Hälfte der vereinbarten Summe. Später meldete das Unternehmen Konkurs an und der Inhaber wurde wegen Anlagebetrugs verurteilt. Während andere ehemalige Oberligisten wie Dynamo Dresden und VfB Leipzig aufgrund finanzieller Engpässe bald Punktabzüge und Zwangsabstiege hinnehmen mussten, konnte Hansa sich jedoch nach und nach wirtschaftlich stabilisieren, was erst durch das verstärkte Engagement zahlreicher Nebensponsoren möglich wurde.

#### Bundesliga-Erfolge und erneute Schwierigkeiten
Dem sportlichen Aufstieg in die Bundesliga 1994/95 folgte schließlich eine Periode, in der der F. C. Hansa seinen Etat zum Teil auch durch Spieler-Verkäufe bestreiten konnte, wobei vor allem René Schneider, Oliver Neuville und Victor Agali zu nennen sind. Teils gab der Verein in dieser Zeit jedoch auch selbst Millionenbeträge für Neuverpflichtungen aus, wie beispielsweise für Rade Prica als teuerstem Spieler-Kauf der Vereinsgeschichte.
Ab 2002 blieben ertragreiche Spielerverkäufe jedoch aus, so dass der Abstieg aus der Bundesliga 2004/05 gleichzeitig eine hohe Verschuldung des Vereins über die nächsten Jahre hinweg einläutete. So hatte der Verein nach einem in der Abstiegssaison erwirtschafteten Verlust von 430.000 Euro während der Saison 2005/06 ein Minus von 1,4 Millionen Euro verbucht und im Aufstiegsjahr 2006/07 abermals etwa 1,2 Millionen Euro Verlust bilanziert. Die erneute Teilnahme an der höchsten deutschen Spielklasse 2007/08 nutzte Hansa daraufhin zwar, um bei einem Etat von 27,6 Millionen Euro einen Gewinn 3,2 Millionen Euro zu erwirtschaften, doch schon in der folgenden Zweitliga-Spielzeit 2008/09, die der Verein mit einem Etat von 17 Millionen Euro bestritt, wurde ein erneuter Verlust von 1,46 Millionen Euro verbucht, womit sich das Vereinsvermögen auf 111.585 Euro verringerte. Durch die Saison 2009/10, für die Hansa einen Etat von 15 Millionen Euro einplante, verringerte sich das bilanzielle Vereinsvermögen schließlich weiter auf nun −4,43 Millionen Euro, nachdem Hansa einen Verlust von 4,54 Millionen Euro erzielte. Hiervon entfielen allein 4,25 Millionen Euro auf eine Rückstellung, die Hansa im Hinblick auf eine Steuernachzahlung für die Geschäftsjahre 1999 bis 2001 bilanzieren musste, die Anfang 2012 dann auch gerichtlich bestätigt wurde und weitgehende Auswirkungen hatte (siehe unten). Aufgrund einer positiven Fortführungsprognose lag zunächst aber noch keine Überschuldung vor. Insgesamt lasteten zu diesem Zeitpunkt rund 9 Millionen Euro Verbindlichkeiten auf dem Verein, der bis zum Jahr 2025 zusätzliche 20,5 Millionen Euro aus Krediten für den Neubau des Ostseestadions zurückzahlen muss.
Auch deshalb hatte Hansa unterdessen neue Wege zur Sicherung der Liquidität beschritten und bereits am 2. Juli 2007 die Namensrechte am Ostseestadion für 1,5 Millionen Euro jährlich an die Deutsche Kreditbank veräußert. 2009 kam ein bis 2026 gültiger Vertrag mit Infront Sports & Media hinzu, der weitgehende Werbe- und Vermarktungsrechte an Infront übertrug. 2010 resultierte daraus eine Zusammenarbeit mit Veolia Umweltservice als neuem Hauptsponsor für die Spielzeiten 2010/11 und 2011/12 – die aufgrund von andauernden Fanausschreitungen jedoch nicht über das Jahr 2012 hinaus verlängert wurde – sowie 2011 ein Fünf-Jahres-Vertrag mit dem Sportartikelhersteller Nike als neuem Ausrüster des F. C. Hansa. Durch die Verpachtung der Dächer des Ostseestadions zum Zwecke des Betriebs einer Solaranlage generiert Hansa seit Januar 2011 zudem einen zusätzlichen sechsstelligen Betrag im Jahr. Dabei bestritt der Verein die Drittliga-Saison 2010/11 mit einem Gesamtetat von 8,9 Millionen Euro und erwirtschaftete einen Verlust von etwa 590.000 Euro.
Zuletzt gab Hansa schließlich im Juli 2011 eine Anleihe heraus, die bei einem Nennbetrag von 5 Millionen Euro bis zu 4,7 Millionen Euro in die Vereinskasse spülen und anschließend mit einer Laufzeit bis 2017 mit fünf bis sieben Prozent verzinst werden sollte. Bis zum November 2011 erbrachte die Anleihe durch rund 500 Zeichnungen aber nur ein Volumen von etwa 300.000 Euro. Dabei plante Hansa die Zweitliga-Saison 2011/12 mit einem Etat von 13,2 Millionen Euro zu bestreiten.

#### Beinahe-Insolvenz 2012 und Restrukturierung
Im Frühjahr 2012 hatte sich die finanzielle Situation des Vereins schließlich so weit zugespitzt, dass dieser unmittelbar vor der Insolvenz stand. Das Fortbestehen des F. C. Hansa sollte daraufhin durch ein vier Punkte umfassendes Maßnahmenpaket gesichert werden, das die Erstellung eines tragfähigen Sanierungskonzeptes, einen Verzicht aller Gläubiger auf rund 39 Prozent ihrer Forderungen sowie die Veräußerung eines Teils des Vereinsgeländes an die Stadt Rostock und eine einmalige Zahlung der Stadt Rostock an den Verein vorsah. Am 9. Mai 2012 stimmte die Rostocker Bürgerschaft daraufhin für den Teilerlass der Steuerschulden in Höhe von 680.000 Euro, eine einmalige Zuwendung in Höhe von 750.000 Euro sowie für den Ankauf des Sportgeländes in Evershagen für 530.000 Euro. Nachfolgend kündigten auch die weiteren Gläubiger des Vereins an, auf Teile ihrer Forderungen zu verzichten. Für das Finanzamt Rostock bedeutet dies einen Steuererlass von rund 1,2 Millionen Euro sowie für die Deutsche Kreditbank etwa 2 Millionen Euro und die OstseeSparkasse rund 343.000 Euro Schuldenerlass. Insgesamt umfasst das Maßnahmenpaket somit ein Volumen von etwa 5,5 Millionen Euro.
Das vorbildliche Wirtschaften, risikobewusste agieren, die Planqualität und das positive Jahresergebnis in Saison 2018/19 honorierte der Deutsche Fußball-Bund im Dezember 2019 mit einem Geldbetrag in Höhe von 100.000 Euro. Dies stellte den Höchstbetrag des neu eingeführten Belohnungssystems „Financial Fairplay“ für die 3. Fußball-Liga dar. Seit dem Abstieg in die Drittklassigkeit erwirtschaftete der FC Hansa in dieser Saison ein Umsatzrekord von 19,1 Millionen Euro, ein Zuwachs von zirka 4,6 Millionen Euro gegenüber der Vorsaison, der unter anderem durch das Erreichen der 2. Hauptrunde im DFB-Pokal und durch Spielertransfers erlangt werden konnte. Weiterhin wurden erneut finanzielle Verbesserungen im Bereich Sponsoring, Ticketing, der Mitgliederanzahl und Merchandising erzielt. Die Schuldenlast des Vereins belief sich danach noch auf über 23 Millionen Euro.
Trotz der COVID-19-Pandemie in Deutschland, und der damit verbundenen sieben Geisterspiele in Saison 2019/20, verbuchte der Verein am Ende der Spielzeit einen Umsatz von 18,6 Millionen Euro. Investitionsstopps, Kurzarbeit, dem Erlass von Schulden seitens des Investors Rolf Elgeti, dem Verzicht vieler Fans auf eine Rückerstattung von Tages- und Dauerkarten, dem Verkauf von Geistertickets und Fanaktionen trugen zu diesem soliden Ergebnis trotz der pandemiebedingten Krise bei. Dennoch beschrieb der Vorstandsvorsitzende Robert Marien Ende November 2020 die Situation des Vereins, unter bestimmten Bedingungen in der dynamisch verlaufenden Pandemielage, als existenzgefährdend. Zum zweiten Mal in Folge wurde der FC Hansa im Jahr 2020 vom DFB für sein vorbildliches Wirtschaften honoriert. Von allen Drittliga-Mitkonkurrenten erreichten die Rostocker den Bestwert und erhielten eine Prämie in Höhe von 73.000 Euro.

#### Weitere Konsolidierung durch Zweitliga-Aufstieg 2021
Der Verein hielt auch in den folgenden drei Jahren am Kurs der Sanierung und Konsolidierung fest. Ende April 2022 konnte der Abbau der Fremdverschuldung um zirka ein Drittel bekannt gegeben werden. Möglich wurde dies, unter anderem, durch den Aufstieg in die 2. Fußball-Bundesliga zur Saison 2021/22 und weitere Umsatz-Verbesserungen im Merchandising und der Vermarktung. Während der Zweitligasaison 2022/23 sanken die Verbindlichkeiten um weitere zwei Millionen Euro.
Für die Zweitligasaison 2023/24 plante der Verein mit einem Gesamtetat von zirka 36,4 Millionen Euro. Nach dem Abstieg in die 3. Liga ging Hansa mit einer Etat-Planung von 27,9 Millionen Euro in die Saison 2024/25. Nach Saisonbeginn wurde öffentlich, dass der Hauptsponsor 28 Black seine Zahlungen eingestellt hatte und dies mit wiederholten Zuschauerausschreitungen begründete. Einige Medien stellten die Gründe jedoch in Zweifel. Hansa erklärte, gerichtlich gegen den Vertragsbruch vorzugehen.

#### Finanzierung der Zweiten Mannschaft und Nachwuchs-Abteilung
Die zweite Mannschaft des F. C. Hansa führte mit der w.Holz GmbH lange Zeit einen eigenen Trikotsponsor, der als Caterer unter anderem im Rostocker Ostseestadion tätig ist; der Nachwuchsbereich wird insbesondere durch die Stadtwerke Rostock AG gesponsert.

### F.C. Hansa Rostock-Stiftung
Im Dezember 2024 gab der Verein die Gründung der F.C. Hansa Rostock-Stiftung bekannt, mit der der Verein soziale Projekte in Mecklenburg-Vorpommern, wie den Rostocker Tierschutzverein und die Kinderkrebshilfe Rostock, unterstützt. Der Stiftungsvorsitzende ist Arvid Langschwager.

### Vereinssymbole
Als Teil des SC Empor Rostock führte die Fußballmannschaft zunächst das Emblem der Sportvereinigung Empor, das bald durch auf Rostock verweisende Schriftzüge erweitert und schließlich durch auf dem Rostocker Stadtwappen basierende Embleme abgelöst wurde. Mit der Ausgliederung der Fußballabteilung aus dem SC Empor suchte die Sportführung 1965 nach den zukünftigen Symbolen des neuen Fußballclubs, woraufhin in 126 Einsendungen die Namens- und Emblem-Vorschläge Hansa und Kogge, die auf die Geschichte Rostocks als Hansestadt verweisen, am häufigsten genannt und schließlich umgesetzt wurden. Dabei wurde das Vereinswappen im Januar 1966 als Auftragsarbeit vom Rostocker Künstler Karl-Heinz Kuhn entworfen, der für die Ausgestaltung der stilisierten Kogge auf die Farben und den Greif des Rostocker Stadtwappens zurückgriff. Die Bedeutung der Punkte in der Abkürzung „F. C.“ im Vereinsnamen ist unklar. Möglicherweise soll damit an den Traditionsclub Rostocker F. C. von 1895 erinnert werden, der 1996 neu gegründet wurde. Bis in die 1990er Jahre war für den F. C. Hansa allerdings die Schreibweise ohne Punkte üblich.

Emblem des SC Empor Rostock von 1954 bis 1956
Modifiziertes Emblem von 1956 bis 1958 – mit den Schriftzügen Sportclub im oberen und Rostock im unteren Teil des Buchstabens E
Emblem von 1964 bis zum 28. Dezember 1965. Es ähnelt dem Vorgängeremblem. Im Logo ist erneut der Rostocker Greif zu sehen.
Logo vom 28. Dezember 1965 bis 2000
Modifizierte Version von 2000 bis 2008
Aktuelles Vereinslogo (seit 2008)

Neben der zum Sinnbild des Vereins gewordenen Kogge existiert kein offizielles Vereinsmaskottchen. Als Identifikationsmaßnahme führte Hansa Rostock zwar 1993 eine Umfrage nach dem zukünftigen Maskottchen des Vereins durch, wobei sich ein „Rollo“ genannter Wikinger unter anderem gegen den Mecklenburgischen Stier durchsetzte und aufeinanderfolgend von zwei Hansa-Anhängern verkörpert wurde. Nachdem beide durch einen Schlaganfall beziehungsweise einen Verkehrsunfall ums Leben gekommen waren, wurde Rollo als Vereinsmaskottchen jedoch wieder abgeschafft.

### Vereinshymne
Vereinshymne war seit 1995 das Lied FC Hansa, Wir lieben Dich total der Rockband Puhdys, das die Oberliga-Hymne Klaus Leschinskis ablöste. Ab etwa 2000 setzte sich der von Gunnar Günther komponierte und 1996 von Mathias Watzek 1996 produzierte Song Hansa Forever als Vereinslied durch, das heute bei jedem Heimspiel von den Fans im Ostseestadion lautstark mitgesungen wird:

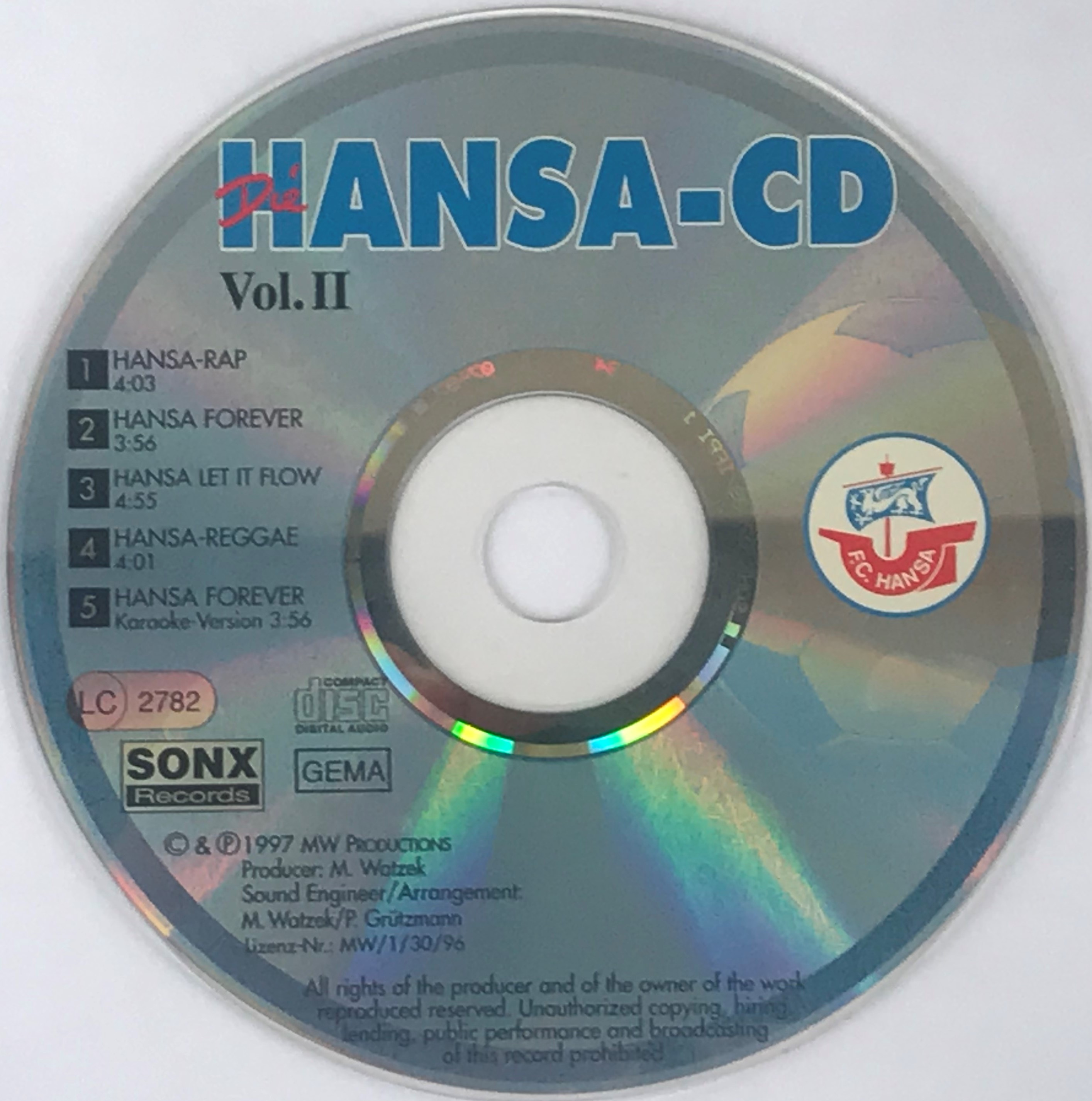
Im Jahr 1997 erschien Hansa Forever auf „Compact Disc“ (CD).

„Hier spielt man noch Fußball mit Herz, und nicht nur mit den Beinen.
 Ob in Freude oder im Schmerz, wir woll'n Hansa und sonst keinen.
Hier spielt man den Ball noch mit Spaß, hier steht man noch richtig zusammen.
 Hier fegt noch ein richtiger Sturm über's Gras und es verbindet uns was.

 (Refrain):
Hansa Forever für alle Zeit,
 Hansa Forever und für die Ewigkeit.
 Wir lassen Hansa niemals im Stich,
 Hansa für immer und unendlich.

 Hier kommt keiner am Fußball vorbei, hier drücken noch alle die Daumen.
 Hier sind Fans mit dem Herzen dabei, da können andere Vereine nur staunen.
 Hier spielt man den Ball noch mit Spaß, hier steht man noch richtig zusammen.
 Hier fegt noch ein richtiger Sturm über's Gras und es verbindet uns was.

 (Refrain 1x)

 Für immer und ewig, und auch bei Windstärke 10.
 Wir halten zusammen, wir werden nicht untergehn.

 (Refrain 2x)“

Während die Zuschauer die Vereinshymne singen, erheben sie sich von den Sitzen und halten ihre Schals in die Höhe.

### Anhängerschaft
Einer 2007 veröffentlichten repräsentativen Umfrage des Sportpromotors Sportfive zufolge besaß Hansa Rostock mit 1,97 Millionen Fans deutschlandweit die siebtgrößte Fanbasis der deutschen Profivereine. In den Neuen Bundesländern war Hansa einer 2008 veröffentlichten repräsentativen Umfrage der Allensbacher Markt- und Werbeträger-Analyse nach der beliebteste Profiverein noch vor dem FC Bayern München und in Gesamtdeutschland beliebtester ostdeutscher Profiverein vor Energie Cottbus. 2009 lag der Bekanntheitsgrad des Vereins einer weiteren Studie Sportfives zufolge deutschlandweit bei 79 Prozent.
Zu prominenten Unterstützern des Vereins gehören die Band Feine Sahne Fischfilet und der Rapper Marteria. Letzterer spielte in der Jugend für den Verein und organisierte 2015 mit Stefan Beinlich das Benefizspiel Paule and friends versus Marteria and friends, als der Verein in finanzielle Not geraten war. Hierfür gewann er auch befreundete Musiker, wie Campino, Paul Kalkbrenner, Sido oder Max Herre. Auch der Linken-Spitzenkandidat zur Bundestagswahl 2017, Dietmar Bartsch, gilt als Anhänger des Vereins. Im Podcast Ball you need is love – aus Liebe zum Fußball von Arnd Zeigler erklärte auch die Moderatorin Jessy Wellmer, Anhängerin des F. C. Hansa zu sein.

#### Fanszene
Obwohl erst wenige Tage zuvor nach Rostock delegiert, besuchten das erste Heimspiel der Fußballmannschaft im damit ausverkauften Ostseestadion am 14. November 1954 bereits 17.000 Zuschauer. In der Folge etablierte sich, auch mit dem Fehlen anderer Oberligisten in der näheren Umgebung und den anfänglichen Erfolgen des SC Empor begründet, eine größere Anhängerschaft, die sich zum Teil in Fangruppen organisierte, die zunächst jedoch nur geduldet wurden, so dass Fanartikel erst ab der Saison 1974/75 verkauft wurden. Bis zu 5.000 Anhänger begleiteten die Rostocker Oberliga-Mannschaft zu Auswärtsspielen, obgleich diese die weitesten Anfahrten der überwiegend im Süden der Deutschen Demokratischen Republik angesiedelten Oberligisten in Kauf nehmen mussten.
Mit der sich abzeichnenden deutschen Wiedervereinigung wurde auch die Anhängerschaft des F. C. Hansa zunehmend politisch und sie wandte sich im Stadion teils in Sprechchören gegen die DDR-Regierung. Zu einem Auswärtsspiel im UEFA-Pokal im September 1989 fuhren daraufhin zwar 4.000 Rostocker Fans mit Sonderzügen nach Ostrava, einzelne Waggons wurden aber noch in Prag kontrolliert und der gesamte Zug am Zielort schließlich zur direkten Umkehr gezwungen.
Nach erfolgter Wiedervereinigung richtete der Verein 1991 den ersten Fan-Treffpunkt des F. C. Hansa ein und stellte zu diesem Zweck ein Gebäude am Volksstadion Rostock zur Verfügung, in dem sich nachfolgend das Hansa Fanprojekt etablierte, das seit 1995 Vereinsstatus besitzt und als Dachverband der Hansa-Fanclubs fungieren sollte. Dabei wurden auch regionale Unterteilungen des Projektes vorgenommen, um die Aktivitäten der über 170 Fanclubs zu koordinieren, die neben Deutschland insbesondere in Skandinavien und Polen, aber beispielsweise auch in China oder den USA, existierten. Neben der Organisation von Fanturnieren und Auswärtsfahrten gehörte der Vertrieb vereinzelter Merchandise-Artikel zum Aufgabengebiet des Fanprojekt, das auch das periodisch erscheinende Magazin Fanprojekt live herausgab. 2009 beendete der Verein jedoch die Zusammenarbeit mit dem Hansa Fanprojekt, dessen Aufgaben zum Zwecke der engeren Bindung an den Verein zukünftig von der 2006 gegründeten Abteilung Fanbetreuung wahrgenommen werden sollten.
Bereits ab 1993 geriet Rostocks Fanszene insbesondere im Zusammenhang mit Ausschreitungen bei Spielen gegen den späteren Rivalen FC St. Pauli in negative Schlagzeilen, die zum Ende der 1990er Jahre zwar nachließen, doch unter anderem durch Ausschreitungen am Bahnhof von Stendal im Februar 2006, beim Auswärtsspiel in Essen im Februar 2007 sowie bei der Aufstiegsfeier in Rostock im selben Jahr geriet der F. C. Hansa erneut in den Fokus der Medien. Der Verein bezifferte den ihm dadurch entstandenen Schaden auf 400.000 Euro. Im selben Jahr gingen Schätzungen von rund 500 gewaltbereiten Personen innerhalb der Anhängerschaft Rostocks aus. Daraufhin stellte der F. C. Hansa unter anderem im Februar 2007 die Zusammenarbeit mit dem Fanclub Suptras Rostock ein und begrüßte die im Herbst 2007 erfolgte Gründung des unabhängigen Vereins Fanszene Rostock, der präventiv auf die eigenen Fans einwirken sollte.
Trotz dieser und anderer Maßnahmen kam es zu weiteren Ausschreitungen, so etwa in der Saison 2009/10 in den Heimspielen gegen Ahlen und St. Pauli sowie am letzten Spieltag in Düsseldorf, wo es zudem zum illegalen Einsatz von Pyrotechnik kam. Bei Auswärtsspielen während der Spielzeit 2010/11 wurde wiederholt verbotene Pyrotechnik von Rostocker Anhängern eingesetzt, wobei insbesondere das Auswärtsspiel in Dresden im Oktober 2010 den Verein dazu veranlasste, noch vor einem gleichlautenden Urteil des DFB-Sportgerichts den Verzicht auf Gästefans in den nächsten beiden Auswärtsspielen zu erklären. Im Vorfeld der Zweitliga-Spielzeit 2011/12 wurden daraufhin 16 der bevorstehenden 34 Spiele als Risikospiele eingestuft, darunter insbesondere die Duelle gegen ostdeutsche Mannschaften sowie den FC St. Pauli. Dabei gingen Schätzungen vor der Saison von nur noch 150 gewaltbereiten Personen in Hansas Fanszene aus, was im Vergleich zu 2007 einen Rückgang der gewaltbereiten Anhänger um 70 Prozent bedeutete. Dennoch geriet Rostocks Fanszene weiterhin durch den Einsatz von Pyrotechnik in Negativschlagzeilen, die im November 2011 ihren vorläufigen Höhepunkt fanden, als im Heimspiel gegen den FC St. Pauli Feuerwerkskörper in den Block der Hamburger Fans geschossen wurden. Daraufhin wurde Hansa Rostock vom DFB-Sportgericht dazu verteilt, das bevorstehende Heimspiel gegen Dynamo Dresden im Dezember 2011 als Geisterspiel auszutragen. Hansa selbst beschloss aus Gründen der Sicherheit die Sperrung der Südtribüne. Aufgrund der Ausschreitungen der Fans vom FC Hansa im Spiel gegen den FC St. Pauli entschloss sich der Hauptsponsor Veolia, den laufenden Vertrag nicht über 2012 hinaus zu verlängern, und erwog bei weiteren Vorfällen sogar einen vorzeitigen Rückzug des Sponsorings.
Ebenfalls im Zusammenhang mit den Ausschreitungen bei Spielen gegen den FC St. Pauli, aber auch beispielsweise durch die rassistische Beschimpfung Gerald Asamoahs beim DFB-Pokalspiel der zweiten Mannschaft Rostocks gegen den FC Schalke 04 2006, was mit einem Geisterspiel geahndet wurde, wurden Teilen der Rostocker Fanszene auch rechtsradikale Tendenzen nachgesagt. Im Sommer 2010 verweigerten jedoch rund 150 Rostocker Fans Udo Pastörs, dem Fraktionsvorsitzenden der NPD im Landtag Mecklenburg-Vorpommerns, sowie seinen 15 Begleitern den Zugang zum Fanblock, als diese dem Heimspiel gegen die TuS Koblenz beiwohnen wollten. Auch der Verein selbst engagiert sich inzwischen verstärkt gegen Rechtsextremismus. Seit dem Jahr 2010 ist er Unterstützer der Kampagne Kein Ort für Neonazis, um sich gegen die NPD in Mecklenburg-Vorpommern starkzumachen.

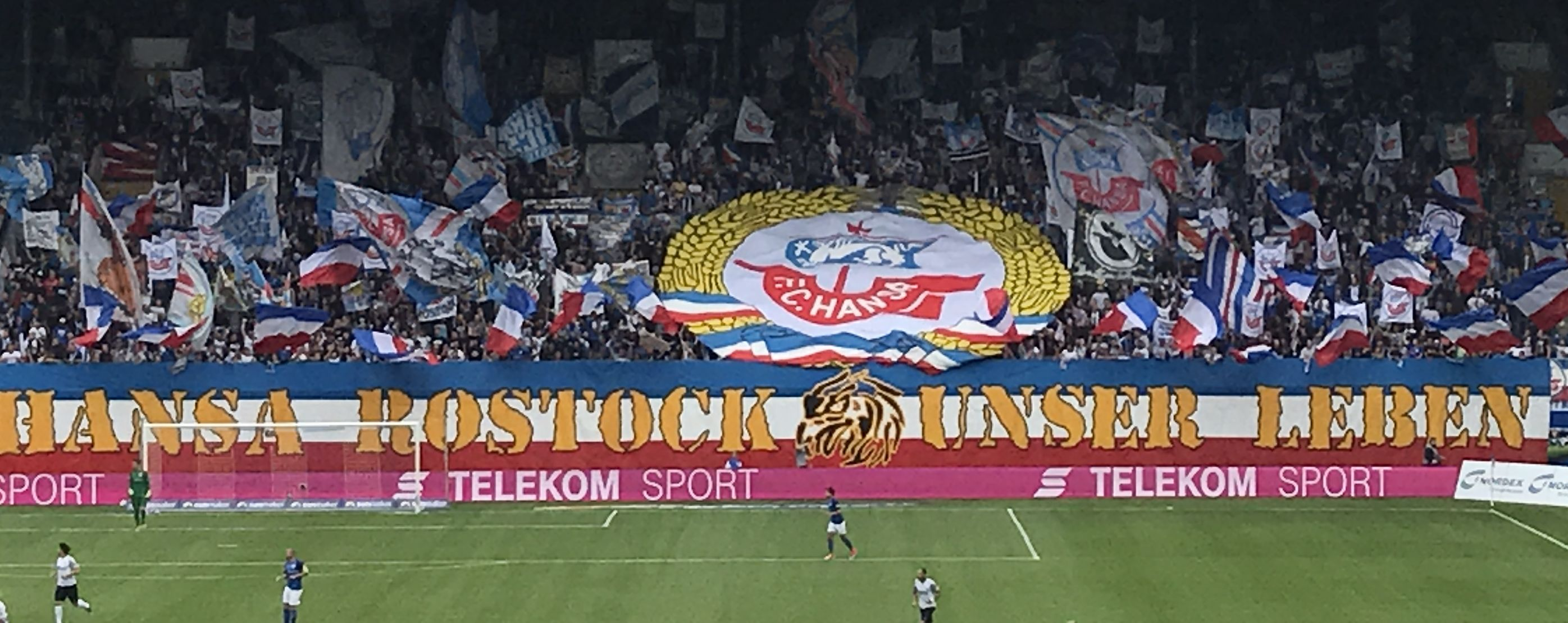
Fans des F. C. Hansa Rostock auf der Südtribüne des Ostseestadions am 5. August 2017

Auch das Geisterspiel am 18. Dezember 2011 gegen Dynamo Dresden hinderte einige Teile der Fanszene Rostocks nicht daran, weiterhin für Negativschlagzeilen zu sorgen und die Reputation des Vereins in Schieflage zu bringen. Regelmäßig kam es zu Einsätzen von Pyrotechnik, gewalttätigen Übergriffen, Sachbeschädigungen und Diebstahlshandlungen. Auch Spielansetzungen im Juniorenbereich waren betroffen, was mitunter zu Austragungen der Partien unter Ausschluss der Öffentlichkeit führte. Nach dem verlorenen Landespokalfinale gegen die TSG Neustrelitz im Mai 2013 attackierten Hansa-Fans gar Spieler der eigenen Mannschaft und stürmten den Fußballplatz.
Aufgrund mehrerer Fehltritte der Fans an diversen Spieltagen und im DFB-Pokal verurteilte der DFB-Kontrollausschuss den Verein zu einem zweiten Geisterspiel in seiner Historie. Die Spielansetzung am 28. Januar 2017 gegen SSV Jahn Regensburg musste unter vollständigem Ausschluss der Öffentlichkeit ausgetragen werden. Zudem wurden in den folgenden fünf Heimspielen maximal 2000 Zuschauer auf der Südtribüne, der Heimat der aktiven Fanszene Rostocks, zugelassen. Nur wenige Monate später, am 14. August 2017, sorgte selbige Fanszene für bundesweites Aufsehen. Während des DFB-Pokalspiels gegen Hertha BSC kam es zu einem Pyro-Eklat, der das eigentliche Spiel überschattete und dem Verein erneut einen erheblichen Imageverlust zufügte.
Auf Antrag der Fanszene Rostock e. V. beim zuständigen Ortsamt im Jahr 2016 erhielt die Bushaltestelle vor dem Stadion nach der Rückbenennung der Arena von DKB-Arena in Ostseestadion den Namen Ostseestadion zurück.
Zugunsten der traditionsreichen, aber renovierungsbedürftigen Flutlichtmasten des Ostseestadions organisierte die Fanszene in Zusammenarbeit mit dem Club die größte T-Shirt-Choreo der Vereinsgeschichte. Für das DFB-Pokalspiel am 12. August 2019 gegen den VfB Stuttgart wurden 20.000 Shirts für die Zuschauer bereitgestellt und zum Kauf angeboten.
Da der Spielbetrieb in der 3. Fußball-Liga 2019/20 aufgrund der COVID-19-Pandemie ab dem 28. Spieltag ausgesetzt wurde und dem Verein somit ein finanzieller Schaden in Millionenhöhe drohte, riefen die Fans der Kogge die Hilfsaktion „Hamstern für Hansa“ ins Leben, mit dem Ziel, bis Ostern 2020 den Online-Fanshop leerzukaufen, um den Verein zu unterstützen. Auch auf die Rückerstattung bereits bezahlter Tickets sollte bestenfalls verzichtet werden. Weiterhin erfolgte ein Aufruf, der über die Geschehnisse des Fußballs hinausging, nämlich der Aufforderung zum Blutspenden, um Leben zu retten. Bereits nach weniger als einer Woche hatte sich der Bestand an Artikeln im Online-Fanshop halbiert. Anderthalb Wochen vor Ostern wurde das Ziel bereits erreicht- der Fan-Shop war leergehamstert. Die Sympathisanten und Fans des Vereins kauften online insgesamt 15.500 Artikel. Hierbei konnte der Verein einen Umsatz in Höhe von 250.000 Euro verbuchen. Die Initiative der Fans wurde somit zum vollen Erfolg. Der Verzicht vieler Fans auf Rückerstattungen von Tages- und Dauerkarten während der Rückrunde 2019/20 bedeutete für den Verein Einnahmen von etwa 400.000 Euro.

#### Freundschaften
Mitte der 1980er Jahre bestand für einige Zeit eine Freundschaft mit den Fans von Dynamo Dresden. In historischen Videoaufnahmen kann man bei Spielen beider Mannschaften und bei direkten Aufeinandertreffen sehen, dass die Banner des jeweils anderen Vereins die Fanblöcke schmückten. Diese Freundschaft bestand etwa von 1983 bis 1987.
Mit den Stuttgarter Kickers bestand nach der einzigen gemeinsamen Bundesligasaison 1991/92 eine Art Fanfreundschaft zwischen einzelnen Fangruppen, die allerdings von der aktiven Fanszene Rostocks heute nicht mehr getragen wird.

#### Rivalitäten
Rivalitäten aus der Zeit der Deutschen Demokratischen Republik, wie zum DDR-Rekordmeister BFC Dynamo oder zu Lokalrivalen wie Schiffahrt/Hafen Rostock, verloren spätestens seit der Wiedervereinigung wegen der niedrigeren Spielklassen dieser Vereine stetig an Bedeutung. Dagegen wurden insbesondere zu Erstligazeiten trotz teilweise großer Entfernungen zwischen den jeweiligen Städten Spiele gegen den Hamburger SV oder dem FC St. Pauli gelegentlich als Nordderby, gegen Hertha BSC als Nordostderby und Spiele gegen ehemalige DDR-Mannschaften, wie etwa Dynamo Dresden oder Energie Cottbus, als Ostderby bezeichnet.
Etwa ein halbes Jahr nach den rechtsradikalen Ausschreitungen in Rostock-Lichtenhagen traten am 13. März 1993 Hansa Rostock und der FC St. Pauli zur damaligen Zweitliga-Partie im Ostseestadion an. Auf dem Parkplatz hinter dem Gästeblock versuchte ein Mob von zirka 400 Neonazis und Hooligans Mitte der zweiten Halbzeit, den Block mit Bierbänken, Messern, Schlagketten, Bierflaschen und Steinen zu stürmen, wobei ein Dutzend Gästefans verletzt wurden. Es kam zum Einsatz von Wasserwerfern und 37 Festnahmen durch Ordnungskräfte. Spielansetzungen gegeneinander gelten bis heute als risikoträchtig und ziehen gewaltbereite Personen an.
Eine mediale Umsetzung der Ereignisse erfolgte im Fernsehfilm Schicksalsspiel.
Obgleich Hansa Rostock und Energie Cottbus bereits zu Zeiten der DDR-Oberliga vereinzelt gegeneinander angetreten waren, entwickelte sich die Rivalität beider Vereine mit dem erstmaligen Aufstieg Cottbus’ in die Bundesliga zur Spielzeit 2000/01. Da Hansa ab 1995 bis zu diesem Zeitpunkt einziger Vertreter der Vereine aus der ehemaligen DDR in der Bundesliga war und nun erstmals wieder Ost-Derbys in der höchsten deutschen Spielklasse stattfanden, stellte sich die Frage, welcher Verein denn nun die „Nummer Eins im Osten“ sei. Cottbus’ Abstieg in die 2. Bundesliga im Jahr 2003 entschied diese Frage vorläufig und Hansa blieb weiterhin erfolgreichster Verein der Nachwendezeit. Bei Aufeinandertreffen beider Vereine kam es vereinzelt zu gewalttätigen Auseinandersetzungen der Fanlager und die Partien wurden als Risiko-Spiele eingestuft. Wechselhafte Auf- und Abstiege Cottbus’ und Rostocks verlagerten diese Ost-Derbys bis hin in die Drittklassigkeit und die Abneigung zueinander verlor angesichts der Aufstiege von anderen Ost-Vereinen, wie Union Berlin, Erzgebirge Aue, Dynamo Dresden oder dem 1. FC Magdeburg, in höhere Spielklassen an Brisanz.

## Namen und Zahlen

### Erste Mannschaft

#### Kader der Drittliga-Saison 2025/26
- Stand: 8. August 2025[282]

| Nr.        | Nat. *      | Spieler            | Geburtsdatum       | Im Verein seit |
| Torhüter   | Torhüter    | Torhüter           | Torhüter           | Torhüter       |
| ---------- | ----------- | ------------------ | ------------------ | -------------- |
| 01         | Deutschland | Benjamin Uphoff    | 8. August 1993     | 2024           |
| 25         | Deutschland | Philipp Klewin     | 30. September 1993 | 2024           |
| 30         | Deutschland | Max Hagemoser      | 7. Januar 2003     | 2022           |
| Abwehr     |             |                    |                    |                |
| 03         | Deutschland | Dominik Lanius     | 28. März 1997      | 2024           |
| 07         | Deutschland | Nico Neidhart      | 27. September 1994 | 2019           |
| 15         | Deutschland | Ahmet Gürleyen     | 26. April 1999     | 2024           |
| 16         | Osterreich  | Lukas Wallner      | 26. April 2003     | 2025           |
| 17         | Deutschland | Florian Carstens   | 8. November 1998   | 2025           |
| 19         | Tschechien  | Jan Mejdr          | 11. Mai 1995       | 2024           |
| 22         | Deutschland | Leon Reichardt     | 28. Juni 2004      | 2025           |
| 23         | Deutschland | Franz Pfanne       | 10. Dezember 1994  | 2024           |
| 24         | Deutschland | Dario Gebuhr       | 6. Mai 2003        | 2024           |
| 29         | Deutschland | Felix Ruschke      | 8. März 2003       | 2012           |
| 33         | Schweden    | Viktor Bergh       | 26. Juli 1999      | 2025           |
| Mittelfeld |             |                    |                    |                |
| 04         | Slowenien   | Kenan Fatkič       | 20. August 1997    | 2025           |
| 05         | Deutschland | Marco Schuster     | 10. Oktober 1995   | 2024           |
| 06         | Deutschland | Jonas Dirkner      | 15. Juli 2002      | 2024           |
| 08         | Deutschland | Cedric Harenbrock  | 19. April 1998     | 2024           |
| 10         | Deutschland | Paul Stock         | 8. Januar 1997     | 2025           |
| 14         | Frankreich  | Adrien Lebeau      | 8. Juli 1999       | 2024           |
| 27         | Deutschland | Christian Kinsombi | 24. August 1999    | 2023           |
| 35         | Deutschland | Maximilian Krauß   | 25. November 1996  | 2025           |
| 36         | Deutschland | Fiete BockU19      | 23. September 2007 |                |
| 42         | Deutschland | Benno Dietze       | 15. Juli 2003      | 2009           |
| Angriff    |             |                    |                    |                |
| 09         | Deutschland | Andreas Voglsammer | 9. Januar 1992     | 2025           |
| 20         | Deutschland | Ryan Naderi        | 10. Juli 2003      | 2024           |
| 21         | Deutschland | David Hummel       | 1. Januar 2002     | 2025           |
| 44         | Deutschland | Tim Krohn          | 7. Oktober 2005    | 2017           |

#### Trainerteam
| Funktion        | Name                | Nat.        | Geburtsdatum     |
| --------------- | ------------------- | ----------- | ---------------- |
| Cheftrainer     | Daniel Brinkmann    | Deutschland | 29. Januar 1986  |
| Co-Trainer      | Dirk Flock          | Deutschland | 23. Mai 1972     |
| Co-Trainer      | Marcus Rabenhorst   | Deutschland | 11. Februar 1984 |
| Torwarttrainer  | Dirk Orlishausen    | Deutschland | 15. August 1982  |
| Athletiktrainer | Reinhard Schnittker | Deutschland | 8. November 1969 |
| Athletiktrainer | Daniel Rellmann     | Deutschland | ?                |

#### Transfers der Saison 2025/26
Stand: 8. August 2025
| Zugänge | Abgänge |
| Sommer 2025 | Sommer 2025 |
| --- | --- |
| - Florian Carstens (SV Wehen Wiesbaden) - Kenan Fatkič (Neuchâtel Xamax) - David Hummel (FC 08 Homburg) - Maximilian Krauß (Energie Cottbus) - Leon Reichardt (VfB Stuttgart II) - Paul Stock (SV Elversberg) - Lukas Wallner (Hannover 96 II) - Andreas Voglsammer (Hannover 96) | - Nils Fröling (Dynamo Dresden) - Sigurd Haugen (Aarhus GF; Leihende) - Elias Höftmann (TSG Neustrelitz) - Luiz Labenz (1. FC Köln II) - King Manu (Fortuna Düsseldorf; Leihende) - Alexander Rossipal (Dynamo Dresden) - Damian Roßbach (VSG Altglienicke) - Kevin Schumacher (VfL Osnabrück) - Sima Suso (Fortuna Düsseldorf; Leihende) - Tristan Wagner (Greifswalder FC) |
| nach Saisonbeginn | |
| - Viktor Bergh (Djurgårdens IF; Leihe) | - Antonio Jonjić (Vertragsauflösung; Ziel unbekannt) |

### Ehemalige Spieler
Dies ist eine Aufzählung von Spielern, die beim F. C. Hansa oder dessen Vorgänger SC Empor herausragende Leistungen vollbrachten und teilweise Nationalspieler ihrer jeweiligen Heimatländer waren. Angegeben sind zusätzlich der Zeitraum sowie die Anzahl der Einsätze und Tore für die erste Mannschaft im Ligabetrieb bis inklusive 2024/25.
| Spieler               | Zeitraum            | Spiele (Tore) | Bemerkungen |
| --------------------- | ------------------- | ------------- | --- |
| Alms, Gernot          | 1980–1994           | 298 (12)      | Alms gewann mit Hansa das Double 1990/91 und erreichte den Aufstieg aus der DDR-Liga 1986/87. Er absolvierte 298 Spiele für Hansa. |
| Arvidsson, Magnus     | 1999–2006           | 181 (31)      | Der schwedische Nationalspieler ist mit 27 Bundesliga-Toren der erfolgreichste Stürmer des F. C. Hansa in der höchsten deutschen Spielklasse und mit 181 Einsätzen der meisteingesetzte ausländische Spieler des F. C. Hansa. |
| Barthels, Wolfgang    | 1959–1969           | 221 (45)      | Der gebürtige Marienburger kam noch als Jugendlicher zum F. C. Hansa und absolvierte in dessen Diensten 221 Einsätze in der Oberliga sowie zwei Länderspiele für die DDR, wobei er das 100. Tor in der Geschichte der DDR-Auswahl erzielte. |
| Beinlich, Stefan      | 1994–1997 2006–2008 | 138 (35)      | Beinlich galt als Führungsspieler in den Aufstiegssaisons 1994/95 sowie 2006/07 und übernahm später den Manager-Posten des Vereins in der 3. Liga. |
| Bialas, Arthur        | 1954–1962           | 167 (93)      | Arthur Bialas kam mit seinem Bruder Franz aus Lauter nach Rostock, wo er mit 93 Toren Zweitplatzierter der ewigen Torschützenliste des Vereins sowie 1962 Torschützenkönig der DDR-Oberliga wurde. 1961 absolvierte er sein einziges Länderspiel für die DDR. |
| Decker, Jürgen        | 1964–1973 1974–1979 | 211 (31)      | Jürgen Decker erreichte mit Hansa 1967 das FDGB-Pokalfinale und wurde 1968 DDR-Vizemeister. In den Jahren 1976 und 1978 wurde der Aufstieg in die DDR-Oberliga jeweils als Erster der DDR-Liga erreicht. Mit einem Jahr Unterbrechung spielte Decker 15 Jahre für Rostock, absolvierte 211 Einsätze und war nach seiner aktiven Karriere Co-Trainer von Uwe Reinders in der Meisterschafts- und Pokalsiegersaison 1990/91. |
| Dowe, Jens            | 1987–1994 1997–1999 | 197 (30)      | Der gebürtige Rostocker gewann mit Hansa das Double 1990/91 und absolvierte in zehn Jahren Vereinszugehörigkeit 197 Einsätze für Rostock, mit denen er auch Anteil am Aufstieg aus der DDR-Liga 1986/87 hatte. |
| Drews, Werner         | 1959–1970           | 268 (58)      | Der zweifache DDR-Nationalspieler Drews steht mit 268 Einsätzen auf Rang neun der Spieler mit den meisten Einsätzen und mit 58 Toren auf Rang fünf der Spieler mit den meisten Toren für Rostock. |
| Heinsch, Jürgen       | 1958–1971           | 176 0(0)      | Als Torhüter absolvierte Heinsch 176 Einsätze für Rostock sowie sieben Einsätze in der Nationalmannschaft der DDR. Nach seiner aktiven Karriere war er mehrfach als (Interims-)Trainer für Hansa tätig. |
| Hergesell, Helmut     | 1963–1972           | 200 (17)      | Hergesell absolvierte in zehn Jahren Vereinszugehörigkeit 200 Einsätze für Rostock und war nach seiner aktiven Karriere zunächst als Jugend-Trainer, dann als Cheftrainer der ersten Mannschaft und zuletzt als stellvertretender Vorstandsvorsitzender beim F. C. Hansa tätig. |
| Jarohs, Rainer        | 1975–1990           | 362 (166)     | Jarohs ist mit 166 erzielten Toren der erfolgreichste Torschütze der Vereinsgeschichte und absolvierte mit 362 Einsätzen die zweitmeisten Spiele der Vereinschronik. Dreifach lief Jarohs auch für die Auswahl der DDR auf, bevor er nach seiner aktiven Karriere zwischenzeitlich als Vizepräsident des F. C. Hansa tätig war. |
| Kische, Gerd          | 1970–1981           | 248 (23)      | Der Rechtsverteidiger Kische absolvierte 248 Einsätze für Hansa und erhielt mit 63 Länderspielen die meisten Berufungen zur DDR-Auswahl aller Hansa-Spieler. Mit der Nationalmannschaft der DDR nahm er 1974 an der WM in der BRD teil und gewann 1976 die Goldmedaille bei den Olympischen Spielen in Montreal. Gerd Kische erreichte mit dem F. C. Hansa drei Aufstiege in die DDR-Oberliga in den Jahren 1976, 1978 und 1980 jeweils als Meister der DDR-Liga. Nach seiner aktiven Karriere war Kische erst als Vizepräsident, dann als Präsident und später als Manager des F. C. Hansa tätig. |
| Kleiminger, Heino     | 1956–1969           | 191 (62)      | Heino Kleiminger wurde mit Hansa sowie dessen Vorgängerverein Empor Rostock viermal Vizemeister in der DDR und erreichte dreimal das Finale im FDGB-Pokal. Im Jahr 1957 gelang der Aufstieg in die DDR-Oberliga. Der vierfache DDR-Auswahlspieler Kleiminger erzielte in 191 Einsätzen mit 62 Toren die viertmeisten Tore der Rostocker Vereinschronik. |
| Kostmann, Gerd        | 1964–1971           | 089 (43)      | Kostmann wurde in Diensten des F. C. Hansa 1967/68 und 1968/69 Torschützenkönig der DDR-Oberliga. Mit seiner Mannschaft erreichte er 1967 das Finale im FDGB-Pokal und wurde 1968 DDR-Vizemeister. Er war nach seiner aktiven Karriere als Amateur- und Nachwuchskoordinator im Verein tätig. |
| Lange, Timo           | 1992–2004           | 275 (31)      | In zwölf Jahren Vereinszugehörigkeit absolvierte Lange 165 Einsätze in der Bundesliga und ist damit Rekordspieler Hansas in dieser. Nach seiner aktiven Karriere wurde Lange zunächst Trainer der Hansa-Amateure und im Anschluss Co-Trainer der ersten Mannschaft. |
| Lantz, Marcus         | 1999–2005           | 164 0(6)      | Der schwedische Nationalspieler Lantz absolvierte in Diensten des F. C. Hansa 164 Spiele in der Bundesliga und ist damit der Hansa-Spieler mit den zweitmeisten Einsätzen in der höchsten deutschen Spielklasse. |
| Littmann, Norbert     | 1978–1988           | 221 0(9)      | Mit 221 Einsätzen für Hansa hatte Littmann Anteil an den Wiederaufstiegen in die Oberliga in der Saison 1979/80 und der Saison 1986/87. |
| Max, Martin           | 2003–2004           | 33 (20)       | Max wechselte zum Ende seiner Fußballkarriere zum Bundesligisten Hansa Rostock und wurde in der Saison 2003/04 bester deutscher Torschütze. Ihm gelangen in 33 Bundesligaspielen für Rostock 20 Tore. Ein bislang ungebrochener Rekord in der Vereinshistorie des FC Hansa in der höchsten deutschen Spielklasse. |
| März, Heiko           | 1983–1998           | 344 (27)      | Mit 344 Einsätzen belegt März den fünften Platz der Spieler mit den meisten Einsätzen für Hansa und gewann mit dem Verein des Double 1990/91. 1989 kam er zu seinem einzigen Einsatz im Dress der DDR-Auswahlmannschaft. |
| Mischinger, Michael   | 1973–1986           | 258 (27)      | Mischinger absolvierte in 13 Jahren beim F. C. Hansa 258 Einsätze. Obwohl nie in der Nationalmannschaft der DDR eingesetzt, spielte er elfmal für deren Olympiaauswahl. |
| Pankau, Herbert       | 1960–1971           | 257 (30)      | Mit 30 Toren in 257 Einsätzen während seiner elf Jahre beim F. C. Hansa empfahl sich Pankau auch für die Auswahl der DDR, für die er von 1962 bis 1967 24-mal auflief. |
| Radtke, Christian     | 1970–1975 1978–1985 | 220 (30)      | In zwölf Jahren Vereinszugehörigkeit absolvierte Radtke 220 Partien für Rostock, in denen er 30 Tore erzielen konnte. |
| Rydlewicz, René       | 2000–2008           | 199 (26)      | Rydlewicz absolvierte in Diensten des F. C. Hansa 199 Einsätze und war in der Saison 2007/08 der letzte aktive Fußballspieler der Bundesliga, der auch schon in der DDR-Oberliga gespielt hatte. |
| Schlünz, Juri         | 1979–1994           | 356 (77)      | Mit 77 Toren in 356 Einsätzen ist Schlünz der Spieler mit den drittmeisten Toren und den drittmeisten Einsätzen für Hansa. In der Meisterschaftssaison 1990/91 war Schlünz auch Mannschaftskapitän, bevor er nach seiner aktiven Karriere als Jugend-, Co- und Cheftrainer sowie schließlich als Manager des F. C. Hansa tätig war. |
| Schneider, Dieter     | 1968–1986           | 349 0(0)      | Mit 349 Einsätzen in 18 Jahren Vereinszugehörigkeit absolvierte Torhüter Schneider die viertmeisten Einsätze der Vereinschronik und empfahl sich auch für die Auswahl der DDR, für die er drei Einsätze absolvierte. |
| Schober, Mathias      | 2001–2007           | 191 0(0)      | Schober ist mit 123 Bundesligaeinsätzen der Torhüter mit den meisten Spielen in Diensten des F. C. Hansa in der höchsten deutschen Spielklasse. Mit nur 30 Gegentreffern innert 34 Zweitliga-Spielen in Saison 2006/07 war Schober ein Garant im Tor und maßgeblich am Wiederaufstieg in die Bundesliga beteiligt. |
| Schulz, Axel          | 1977–1993           | 321 (51)      | Mit 321 Einsätzen und 51 Toren gilt Schulz als der Spieler mit den siebtmeisten Toren und den sechstmeisten Einsätzen für Hansa. 1990/91 gewann er mit Rostock das Double und arbeitete nach seiner aktiven Karriere als Pressesprecher weiter im Verein. |
| Seehaus, Klaus Dieter | 1961–1974           | 261 0(4)      | Seehaus empfahl sich mit 261 Einsätzen in 13 Jahren bei Hansa für die Auswahlmannschaft der DDR, für die er zehn Spiele absolvierte. |
| Streich, Joachim      | 1969–1975           | 141 (58)      | Mit 58 Toren in 141 Einsätzen belegt Streich Rang fünf der vereinsinternen Torjägerliste des F. C. Hansa. Nach dem Abstieg Rostocks 1974/75 wechselte Streich zum 1. FC Magdeburg, in dessen Diensten er zum Rekordspieler der DDR-Oberliga und der DDR-Nationalmannschaft wurde. |
| Uteß, Jürgen          | 1976–1988           | 265 (23)      | Mit 265 Einsätzen belegt Uteß den zehnten Rang der Spieler mit den meisten Einsätzen für Rostock und absolvierte 1982 sein einziges Länderspiel für die DDR-Auswahl. |
| Weilandt, Hilmar      | 1986–2002           | 365 (17)      | Mit 365 Spielen ist Weilandt der Spieler mit den meisten Einsätzen für den F. C. Hansa und hatte Anteil am Aufstieg aus der DDR-Liga 1986/87 und aus der 2. Bundesliga 1994/95; jeweils als Erster. 1990/91 gewann er mit Hansa das Double und absolvierte zwei Einsätze für die Nationalmannschaft der DDR. Hilmar Weilandt erreichte 1995/96 und 1997/98 mit Hansa den sechsten Platz in der 1. Bundesliga, sowie 1999/2000 das Halbfinale im DFB-Pokal. |
| Zallmann, Marco       | 1992–2001           | 201 0(9)      | Als Leistungsträger der Saison 1994/95 war Zallmann am Aufstieg Hansas in die Bundesliga beteiligt, in der er 112 Spiele für Hansa absolvierte. |
| Zapf, Kurt            | 1954–1967           | 242 0(4)      | Mit 242 Einsätzen für Rostock empfahl sich Zapf auch für vier Einsätze im Dress der DDR-Nationalmannschaft. Nach seiner aktiven Karriere war Zapf unter anderem Cheftrainer in Rostock. |

### Ehemalige Trainer
Dies ist eine Aufzählung jener Trainer, die seit 1954 beim F. C. Hansa oder dessen Vorgänger SC Empor tätig waren. Angegeben ist zusätzlich der Zeitraum ihrer Tätigkeit für Rostock sowie ihre Bilanz mit Rostock in allen Pflichtspielen (Siege – Remis – Niederlagen) bis Anfang November 2024.
| Trainer             | Zeitraum                      | Bilanz   | Bemerkungen |
| ------------------- | ----------------------------- | -------- | --- |
| Karsten Baumann     | 2014–2015                     | 15–12–15 | Am 9. Dezember 2014 übernahm Baumann den Trainerposten beim abstiegsbedrohten Drittligisten F. C. Hansa. Knapp erreichte er den Klassenerhalt der Saison 2014/15. Unter Baumanns Leitung wurde der Landespokal 2014/15 gewonnen, der zur Teilnahme an der ersten Runde im DFB-Pokal der Saison 2015/16 führte. Nach nur drei Siegen in achtzehn Ligaspielen der Folgesaison, und der damit akut verbundenen Abstiegsgefahr, wurde Baumann am 5. Dezember 2015 vom Verein beurlaubt. |
| Jörg Berger         | 2004–2005                     | 5–7–12   | Den bereits unter seinem Vorgänger Schlünz abgezeichneten Abstieg in die 2. Bundesliga konnte Berger 2005 nicht mehr verhindern. Nach zwei Niederlagen zu Beginn der folgenden Zweitliga-Saison wurde er vom Traineramt entbunden. |
| Andreas Bergmann    | 2013–2014                     | 16–8–13  | Als Nachfolger Faschers führte Bergmann die Mannschaft in der Hinrunde der Saison 2013/14 auf die Aufstiegsplätze der 3. Liga. Als Hansa in der Rückrunde ins Mittelfeld der Tabelle zurückfiel, wurde er im April 2014 unmittelbar nach dem Ausscheiden aus dem Landespokal von seinen Aufgaben entbunden. |
| Christian Brand     | 2015–2017                     | 25-20-18 | Christian Brand, ehemaliger Bundesligaspieler der Rostocker, übernahm ab dem 20. Spieltag der Drittligasaison 2015/16 den Posten als Trainer bei Hansa. Unter ihm gelang in selbiger Saison nicht nur der Klassenerhalt, sondern auch der Landespokalsieg. Dieser führte zur Teilnahme an der ersten Runde des DFB-Pokals der Folgesaison. |
| Erich Dietel        | 1956                          | 4–3–11   | Dietel vermochte die Rostocker Mannschaft binnen fünf Monaten Tätigkeit nicht aus der Abstiegszone der Oberliga zu führen, woraufhin er vorzeitig ersetzt wurde. |
| Pavel Dotchev       | 2017–2019                     | 33–18–19 | Unter der Ägide Dotchevs errang Hansa 2018 nach sieben Jahren einen einstelligen Tabellenplatz in der 3. Liga und qualifizierte sich durch den Gewinn des Landespokals für den DFB-Pokal der folgenden Spielzeit. Dort führte er die Mannschaft nach einer Dekade wieder in die 2. Hauptrunde. Vom Kurs Gemeinsam nach oben abgekommen, fanden sich die ambitionierten Rostocker zur Winterpause 2018/19 lediglich im Mittelfeld der Tabelle wieder. Dieser Umstand führte zu getrennten Wegen Dotchevs und den Ostseestädtern. |
| Uwe Ehlers          | 2015 2017                     | 1–0–2    | Der einst ehemalige Bundesligaspieler der Kogge wurde Interimstrainer am 19. Spieltag der Drittligasaison 2015/16 und am 38. Spieltag der Saison 2016/17. Unter Ehlers gewann Hansa den Landespokal 2016/17. |
| Dieter Eilts        | 2008–2009                     | 1–2–8    | Als Nachfolger Pagelsdorfs sollte Eilts den F. C. Hansa in die Spitzengruppe der 2. Bundesliga führen. Wenige Monate später wurde er im Frühjahr 2009 bereits wieder entlassen, da Rostock stattdessen in Abstiegsgefahr geraten war. |
| Marc Fascher        | 2012–2013                     | 13–8–14  | Fascher übernahm das Traineramt von Wolfgang Wolf in der 3. Liga, spielte dort jedoch gegen den Abstieg und verfehlte auch im Landespokal die Qualifikation zum DFB-Pokal. Sein Vertrag wurde daraufhin nicht verlängert. |
| Thomas Finck        | 2010                          | 0–2–2    | Finck übernahm das Traineramt im Februar 2010, nachdem er zuvor bereits Trainer verschiedener Jugendmannschaften und der zweiten Mannschaft, sowie seit 2009 Co-Trainer der Lizenzmannschaft unter Andreas Zachhuber gewesen war. Da er allerdings erst im Besitz der A-Lizenz war, wurde ihm nur eine Interimstätigkeit bis zum 15. März 2010 gestattet, weshalb das Amt des Cheftrainers an Marco Kostmann überging. |
| Walter Fritzsch     | 1959–1965                     | 92–40–54 | Unter Fritzsch entwickelte sich Rostock zu einer Spitzenmannschaft der DDR, erreichte 1960 das FDGB-Pokalfinale und wurde von 1962 bis 1964 dreifach in Folge Vize-Meister. Die vergleichsweise erfolglose Spielzeit 1964/65 beendete Fritzschs Engagement in Rostock; mit Dynamo Dresden gewann er später zahlreiche Titel. |
| Friedhelm Funkel    | 2000–2001                     | 14–10–22 | Bei Funkels Amtsantritt lag Rostock auf einem Abstiegsplatz der Bundesliga, bereits drei Spieltage vor Saisonende wurde jedoch der Klassenerhalt sichergestellt. Wenige Monate später wurde Funkel nach enttäuschenden Ergebnissen zu Beginn der Spielzeit 2001/02 wieder entlassen. |
| Gerhard Gläser      | 1965–1969                     | 55–28–37 | Gläser, kurz zuvor noch als DFV-Auswahltrainer tätig gewesen, konnte mit der Rostocker Mannschaft zunächst nicht an die Ergebnisse der Vorjahre anknüpfen, woraufhin Mannschaft und Trainer als „elf Flaschen und Gläser“ verspottet wurden. Dennoch gelang 1967 der Einzug ins FDGB-Pokalfinale und 1968 der Gewinn der Vize-Meisterschaft der DDR. In der Folgesaison 1968/69 wurde Gläser ersetzt, als sich das erneute Verfehlen des Meistertitels abzeichnete. |
| Patrick Glöckner    | 2022–2023                     | 2–2–6    | Unter Glöckner, der im November 2022 Jens Härtel beerbte, holte Hansa während der Zweitligasaison 2022/23 lediglich 8 Punkte und stürzte in der Rückrunde auf einen Abstiegsplatz. Der glücklose Übungsleiter der Kogge wurde nach nur 10 Spielen im März 2023 vom Verein freigestellt. |
| Jens Härtel         | 2019–2022                     | 71–39–49 | Mit Härtel gelang 2021 die Rückkehr Hansas in die 2. Bundesliga. Zudem gewann er mit seinem Team in den Jahren 2019 und 2020 den Landespokal und qualifizierte sich somit jeweils für den überregionalen Pokalwettbewerb, den DFB-Pokal. In selbigem erreichte er 2022 das Achtelfinale. Nach 159 Spielen an der Seitenlinie wurde er im November 2022 vom Verein beurlaubt. |
| Jürgen Heinsch      | 1978–1979 1981–1985 1993–1994 | 57–42–49 | Zuvor selbst Spieler und Co-Trainer in Rostock, konnte Heinsch den sich bereits unter Hergesell abzeichnenden Abstieg aus der Oberliga 1979 nicht mehr abwenden. Nachdem er in der Folge als Assistenztrainer unter Nippert fungierte, kehrte er 1981 auf den Trainerstuhl zurück und etablierte die Mannschaft im Mittelfeld der Oberliga. 1984/85 geriet Rostock erneut in Abstiegsgefahr, weshalb Heinsch abgelöst wurde. Seine dritte Trainerstation ab 1993 endete nach dem Verfehlen des Wiederaufstiegs in die Bundesliga nach einem Jahr.                                                                                             |
| Helmut Hergesell    | 1975–1978                     | 59–27–32 | Hergesell, zuvor als Spieler und Jugendtrainer für Hansa aktiv gewesen, folge Werner im Amt nach, konnte den Abstieg aus der Oberliga jedoch nicht mehr verhindern. Rostock wurde daraufhin zur Fahrstuhlmannschaft: Dem umgehenden Wiederaufstieg 1976 folge der erneute Abstieg in der Saison 1976/77 und der abermalige Aufstieg 1978. Der erfolglose Saisonbeginn 1978/79 hatte jedoch die Ablösung Hergesells zur Folge. |
| Bernd Hollerbach    | 2024                          | 4–4–6    | Nach dem Abstieg Hansas aus der 2. Bundesliga 2023/24 übernahm Hollerbach das Amt des Cheftrainers der Rostocker, mit dem Ziel, die Kogge wieder auf Kurs zu bringen. Nach dem 11. Spieltag der Drittliga-Saison 2024/25 fand er sich mit der Mannschaft jedoch auf einem Abstiegsplatz wieder. Dieser Umstand führte zu seiner Freistellung Ende Oktober 2024. |
| Horst Hrubesch      | 1993                          | 7–4–10   | Als Nachfolger Rutemöllers sollte Hrubesch Rostock zum Aufstieg in die Bundesliga führen, seine Bilanz fiel jedoch noch enttäuschender aus als die seines Vorgängers, weshalb er nach sechsmonatiger Amtszeit zurücktrat. |
| Marco Kostmann      | 2010                          | 3–1–6    | Zuvor Torwarttrainer unter Zachhuber und Co-Trainer unter Finck, übernahm Kostmann das Traineramt am 15. März 2010, da Finck nicht die erforderliche Trainerlizenz besaß, über die Kostmann dagegen verfügte. Unter Kostmann stieg Rostock schließlich in die 3. Liga ab. |
| Claus Kreul         | 1985–1986                     | 10–7–15  | Unter Kreul, zuvor beim 1. FC Magdeburg FDGB-Pokal-Sieger, stieg die Rostocker Mannschaft erneut aus der Oberliga ab, was das Ende seines Engagements in Rostock nach einem Jahr bedeutete. |
| Heinz Krügel        | 1957–1958                     | 34–13–15 | Unter Krügel gelang Rostock der Wiederaufstieg 1957, die Finalteilnahme im FDGB-Pokal im gleichen Jahr und die Etablierung in der Oberliga 1958, woraufhin Krügel zum DFV-Auswahltrainer berufen wurde. |
| Ewald Lienen        | 1997–1999                     | 18–18–23 | Als Nachfolger Pagelsdorfs führte Lienen Rostock 1998 auf den sechsten Platz der Bundesliga und erreichte mit dem DFB-Hallenpokal-Sieg den ersten gesamtdeutschen Titel des Vereins. In der Folgesaison geriet Hansa in Abstiegsgefahr, weshalb Lienen im Frühjahr 1999 durch seinen bisherigen Co-Trainer ersetzt wurde. |
| Dirk Lottner        | 2014                          | 1-2-1    | Da Interimstrainer Roelofsen keine A-Lizenz besaß, betreute Lottner nach der Entlassung Bergmanns die letzten vier Saisonspiele, um sich für eine Weiteranstellung zu empfehlen. Nach der Saison wurde er durch den zurückgekehrten Peter Vollmann ersetzt. |
| Willi Möhring       | 1956                          | 0–2–3    | Möhring übernahm das Traineramt nach Pfaus Berufung zum DFV, wurde seinerseits aber schon nach wenigen Monaten ersetzt, nachdem Rostock in der Oberliga in Abstiegsgefahr geraten war. |
| Harry Nippert       | 1979–1981                     | 43–13–22 | Unter Nippert gelang Rostock nach dem Wiederaufstieg 1980 auch der Klassenerhalt in der Oberliga 1981. Im Anschluss kehrte er nach Berlin zurück, um den 1. FC Union zu trainieren. |
| Frank Pagelsdorf    | 1994–1997 2005–2008           | 90–54–83 | 1994 für den Neuaufbau der in der 2. Bundesliga spielenden Mannschaft verpflichtet, erreichte Pagelsdorf bereits 1995 den Aufstieg in die Bundesliga und belegte dort 1996 mit Rostock den sechsten Rang. 1997 verließ er den Verein, nachdem er als bis heute einziger Hansa-Trainer seit der Wiedervereinigung seinen Vertrag erfüllt hatte. Im Jahre 2005 kehrte er zum nun wieder in der 2. Bundesliga spielenden F. C. Hansa zurück und führte diesen 2007 erneut in die Bundesliga. Nach dem umgehenden Wiederabstieg 2008 und den enttäuschenden Ergebnissen zu Beginn der Spielzeit 2008/09 wurde er jedoch von seinem Amt entbunden. |
| Simon Pesch         | 2024                          | 2–0–0    | Zusammen mit Marcus Rabenhorst übernahm Pesch nach der Freistellung Bernd Hollerbachs im Oktober 2024 interimsweise die Leitung der Profimannschaft des FC Hansa. |
| Oswald Pfau         | 1954–1955                     | 18–5–12  | Gemeinsam mit der Oberligamannschaft wurde Pfau 1954 aus Lauter nach Rostock delegiert. Nach Erreichen des zweiten Platzes mit Rostock in der Übergangsrunde 1955 wurde Pfau DFV-Auswahltrainer, flüchtete jedoch kurz darauf nach West-Deutschland. |
| Marcus Rabenhorst   | 2024                          | 2–0–0    | Zusammen mit Simon Pesch übernahm Rabenhorst nach der Freistellung Bernd Hollerbachs im Oktober 2024 interimsweise die Leitung der Profimannschaft des FC Hansa. |
| Uwe Reinders        | 1990–1992                     | 28–18–18 | Der zuvor ausschließlich in West-Deutschland tätige Reinders sollte Rostocks Eingliederung in die zukünftig gesamtdeutsche Bundesliga sicherstellen. Schließlich gelang der Rostocker Mannschaft unter Reinders nicht nur die Qualifikation zur Bundesliga, sondern auch der Gewinn der Meisterschaft sowie des Pokalfinals 1991. In der folgenden Bundesliga-Spielzeit geriet Rostock aber in Abstiegsgefahr, so dass Reinders noch während der Saison beurlaubt wurde. |
| Robert Roelofsen    | 2014                          | 0-0-2    | Roelofsen übernahm als Interimstrainer, aufgrund fehlender A-Lizenz wurde er nach zwei Niederlagen durch Dirk Lottner ersetzt. |
| Erich Rutemöller    | 1992                          | 13–11–14 | Den sich bereits unter Reinders abzeichnenden Abstieg 1992 konnte Rutemöller nicht mehr verhindern. Als Rostock in der Folgesaison auch den anvisierten Wiederaufstieg zu verfehlen drohte, wurde Rutemöller seinerseits nach nur neunmonatiger Amtszeit vom Traineramt entbunden. |
| Horst Saß           | 1969–1973                     | 41–30–53 | Als studierter Sportpädagoge sollte Saß nicht nur wissenschaftliche Methodik in Rostock etablieren, sondern auch die Mannschaft verjüngen, deren Leistungsträger fast ausschließlich ältere Spieler darstellten. Bis zu Saß’ Ablösung 1973 konnte Rostock jedoch nicht mehr an die Erfolge der Vorjahre anknüpfen und spielte teils sogar gegen den Abstieg aus der Oberliga. |
| Juri Schlünz        | 2000 2001–2002 2003–2004 2008 | 19–9–22  | Als langjähriger Co-Trainer des Vereins war Schlünz nach den Demissionen seiner Cheftrainer mehrfach als Interimstrainer der Hanseaten tätig, bevor er 2003 selbst Cheftrainer wurde und den anfangs abstiegsbedrohten Verein bis auf den neunten Tabellenrang der Bundesliga führte. In der Folgesaison bedeutete eine Serie von sechs Heimniederlagen jedoch das vorläufige Ende seiner Trainertätigkeit in Rostock. 2008 fungierte er erneut als Interimstrainer des Vereins. |
| Alois Schwartz      | 2023                          | 11–3–13  | Im März 2023 übernahm Schwartz die Rostocker Mannschaft auf einem direkten Abstiegsplatz, konnte den Klassenerhalt jedoch schaffen. Nachdem Hansa in der Folgesaison erneut bis auf den Relegationsplatz fiel, wurde er entlassen. |
| Mersad Selimbegović | 2024                          | 4–2–11   | Selimbegović übernahm zum Jahreswechsel 2024 den Verein auf dem Relegationsplatz, scheiterte allerdings mit 14 Punkten aus den 17 Spielen der Rückrunde am Klassenerhalt. Da der Vertrag keine Gültigkeit für die 3. Liga besaß, trennten sich die Wege bereits nach nur einem halben Jahr. |
| Armin Veh           | 2002–2003                     | 19–13–30 | Als Nachfolger Funkels stellte Veh den Klassenerhalt Rostocks in der Bundesliga sowohl 2002 als auch 2003 sicher, trat nach einer Niederlagenserie zu Beginn der folgenden Saison aber zurück. |
| Peter Vollmann      | 2010–2011 2014                | 33–19-29 | Vollmann übernahm das Traineramt nach Rostocks Abstieg in die dritte Spielklasse im Sommer 2010 und führte den Verein zum direkten Wiederaufstieg in die 2. Bundesliga. In dieser wurde er nach lediglich einem Sieg während der Hinrunde im Dezember 2011 beurlaubt. Im Sommer 2014 kehrte Vollmann nach Rostock zurück, musste jedoch aufgrund Erfolglosigkeit und drohender Abstiegsgefahr der Kogge in die Viertklassigkeit den Verein erneut verlassen. |
| Werner Voigt        | 1986–1990                     | 66–29–35 | Unter Voigt gelang 1987 nicht nur der Wiederaufstieg, sondern auch der Einzug ins FDGB-Pokalfinale sowie der Klassenerhalt in der Oberliga 1988. 1989 führte Voigt die Mannschaft erstmals seit 1974 wieder in die obere Hälfte der Oberliga-Tabelle, mit der sich abzeichnenden deutschen Wiedervereinigung genügte er den Ansprüchen der Vereinsführung jedoch nicht mehr und wurde durch den westdeutschen Trainer Reinders ersetzt. |
| Heinz Werner        | 1973–1975                     | 18–9–23  | Unter Werner, zuvor als Assistenztrainer unter Saß für Rostock tätig gewesen, etablierte sich Rostock 1974 zwar im Mittelfeld der Oberliga, geriet 1975 aber erneut in Abstiegsgefahr. Bei der sich abzeichnenden Heimniederlage gegen Carl Zeiss Jena am 8. März 1975 wurde Werner deshalb noch während des Spiels vom Traineramt entbunden. |
| Lothar Wiesner      | 1956 1969                     | 4–2–2    | Unter Wiesner, unterstützt durch den Spielertrainer Zapf, erfolgte 1956 der bereits unter ihren Vorgängern abgezeichnete Abstieg aus der Oberliga. Nach Gläsers Weggang im Mai 1969 fungierte Wiesner kurzzeitig erneut als Trainer in Rostock. |
| Wolfgang Wolf       | 2011–2012                     | 6–7–13   | Als Nachfolger Vollmanns sollte Wolf den Verein vor dem Wiederabstieg in die 3. Liga bewahren, was ihm aber nicht gelang. Als die Mannschaft zu Beginn der folgenden Drittligasaison hinter den Erwartungen zurückblieb, wurde Wolf nach nur neun Monaten Tätigkeit vom Traineramt entbunden. |
| Andreas Zachhuber   | 1999–2000 2009–2010           | 30–27–33 | Zuvor Co-Trainer unter Lienen übernahm Zachhuber die abstiegsbedrohte Mannschaft im Frühjahr 1999 und stellte den Klassenverbleib in der Bundesliga am letzten Spieltag sicher. Dies gelang auch in der Folgesaison, doch bedeuteten drei Auftaktniederlagen in der Saison 2000/01 das vorläufige Ende seiner Trainertätigkeit in Rostock. 2009 kehrte er zum nun in der 2. Bundesliga abstiegsbedrohten Verein zurück und hielt mit diesem erneut die Klasse. Als Hansa in der Folgesaison erneut in Abstiegsgefahr geriet, wurde Zachhuber durch seinen bisherigen Co-Trainer Finck ersetzt.                                                |
| Kurt Zapf           | 1965                          | 2–0–2    | Nach Fritzschs Weggang im April 1965 fungierte Zapf, der 1956 schon Wiesner als Spielertrainer assistiert hatte, bis zum Saisonende als Interimstrainer. |

### Erfolge
| Titel | Weitere Erfolge |
| --- | --- |
| Erste Mannschaft | |
| - NOFV-Oberliga-Meister: 1990/91 - NOFV-Pokal-Sieger: 1990/91 - Meister der 2. Bundesliga: 1994/95 - DDR-Liga-Meister und sofortiger Wiederaufstieg in die DDR-Oberliga: 1975/76, 1977/78, 1979/80, 1986/87 - DFB-Hallen-Pokal-Sieger: 1998 - Mecklenburg-Vorpommern-Pokal-Sieger: 2010/11, 2014/15, 2015/16, 2016/17, 2017/18, 2018/19, 2019/20, 2024/25                                                          | - DDR-Oberliga: 2. Platz (1955), 1961/62, 1962/63, 1963/64, 1967/68 - FDGB-Pokal: 2. Platz 1954/55, 1957, 1960, 1966/67, 1986/87 - Bundesliga: 6. Platz 1995/96, 1997/98 - DDR-Liga: 2. Platz (sofortiger Wiederaufstieg in die DDR-Oberliga) 1957 - 2. Bundesliga: 2. Platz (Aufstieg) 2006/07 - 3. Liga: 2. Platz (Aufstieg) 2010/11, 2020/21 - DFB-Pokal: Halbfinale 1999/2000 - DFB-Supercup: Halbfinale 1991 - Europapokal der Landesmeister: 1. Runde 1991/92 - Messe- und UEFA-Pokal: 2. Runde 1968/69, 1969/70; 1. Runde: 1989/90 - Mecklenburg-Vorpommern-Pokal-Finale: 2012/13 |
| Zweite Mannschaft | |
| - Nachwuchsoberliga-Meister: 1989/90 - Mecklenburg-Vorpommern-Pokal-Sieger: 1997/98, 2004/05, 2005/06 | - FDGB-Pokal: Viertelfinale 1972/73 - Mecklenburg-Vorpommern-Pokal-Finale: 1999/2000, 2000/01, 2001/02 - DFB-Pokal: 1. Hauptrunde 1998/99, 2005/06, 2006/07 |
| Frauen | |
| - Meister der Verbandsliga: 2023/24 - Mecklenburg-Vorpommern-Pokal-Sieger: 1991/92, 1992/93, 2023/24 | |
| Jugend | |
| DDR-Meister: - Junioren: 1967/68, 1972/73, 1979/80 - Jugend: 1969/70, 1977/78, 1989/90 - Schüler: 1966/67 | DDR-Meisterschaft: - Junioren: 2. Platz 1969/70, 1978/79 - Jugend: 2. Platz 1957, 1972/73, 1974/75, 1976/77, 1978/79 - Schüler: 2. Platz 1962/63, 1977/78, 1987/88, 1988/89 |
| Deutscher Meister: - A-Jugend: 2009/10 | Deutsche Meisterschaft: - A-Jugend: 2. Platz 2012/13 - B-Jugend: 2. Platz 2004/05 |
| NOFV-Vereinspokal-Sieger: - B-Jugend: 2004, 2010 | DFB-Junioren-Vereinspokal: - A-Jugend: 2. Platz 2010/11 |
| Mecklenburg-Vorpommern-Pokal-Sieger: - A-Jugend: 1992/93, 1993/94, 1998/99, 1999/2000, 2000/01, 2001/02, 2002/03, 2003/04, 2004/05, 2005/06, 2006/07, 2007/08, 2008/09, 2009/10, 2010/11, 2011/12, 2012/13, 2013/14, 2014/15, 2015/16 - B-Jugend: 1991/92, 1994/95, 1996/97, 1997/98, 2000/01, 2001/02, 2002/03, 2003/04, 2004/05, 2005/06, 2006/07, 2008/09, 2009/10, 2010/11, 2011/12, 2012/13, 2013/14, 2015/16 | |

## Filme
- Fernsehfilm: Schicksalsspiel (1993), vom NDR auf YouTube.
- Reportage: Das Wunder von Rostock 1991 (2011), vom NDR auf YouTube.
- Reportage: Mythos Hansa Rostock (2015), SC Story vom NDR auf YouTube.
- Reportage: Das Jahrhundertspiel. FC Hansa Rostock – FC Barcelona, (2021), SC Story vom NDR auf YouTube.